# Chiese dell'Aquila

Facciata della Basilica di Santa Maria di Collemaggio

La città dell'Aquila possiede un numero considerevole di chiese, legate indissolubilmente alla sua storia, in particolare molte delle quali edificate intorno al 1254, durante la Fondazione della Città. Altre invece saranno costruite nei secoli successivi, mentre piccoli santuari esistevano già dall'VIII secolo.

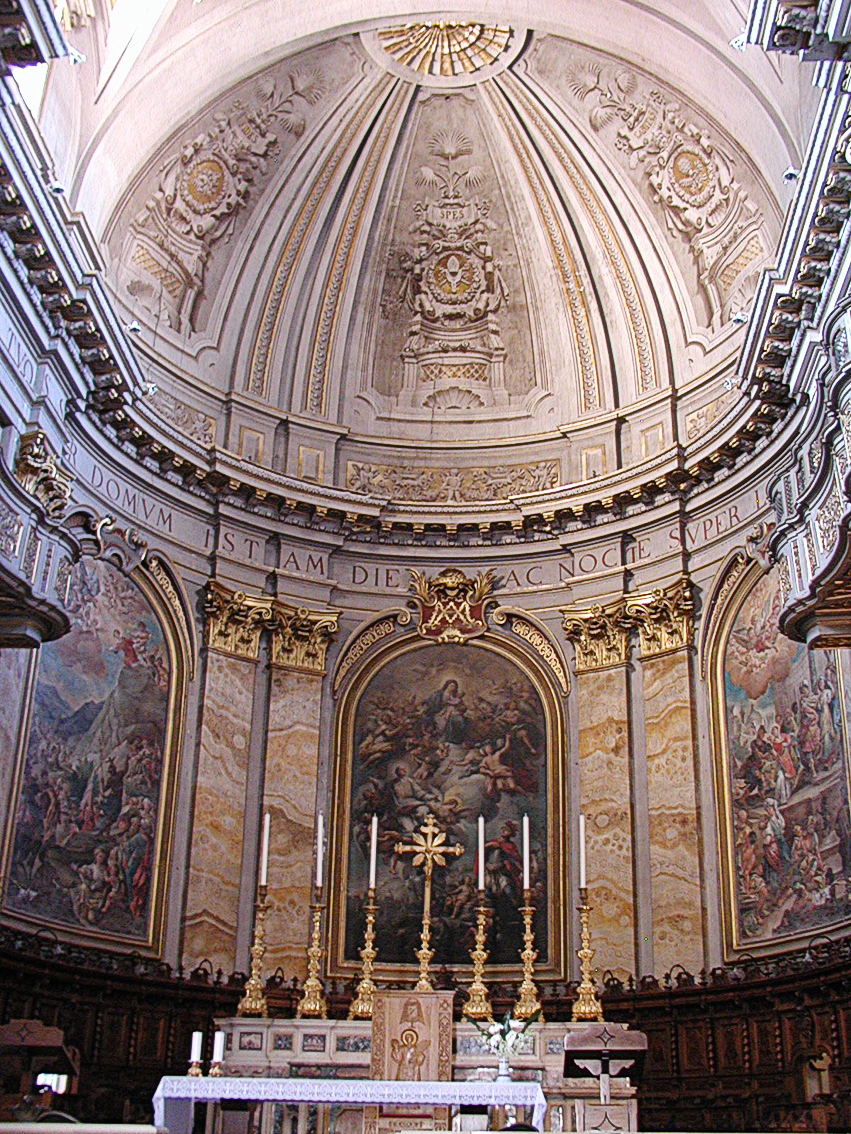
Abside del Duomo

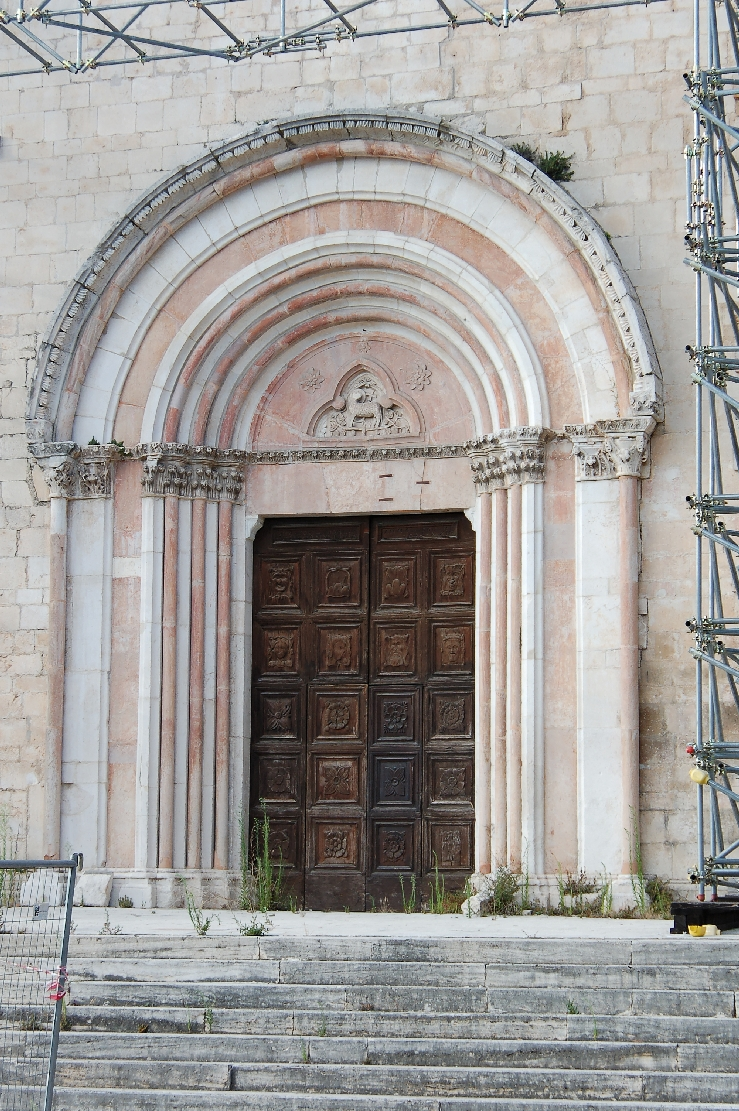
Portale della chiesa di San Silvestro

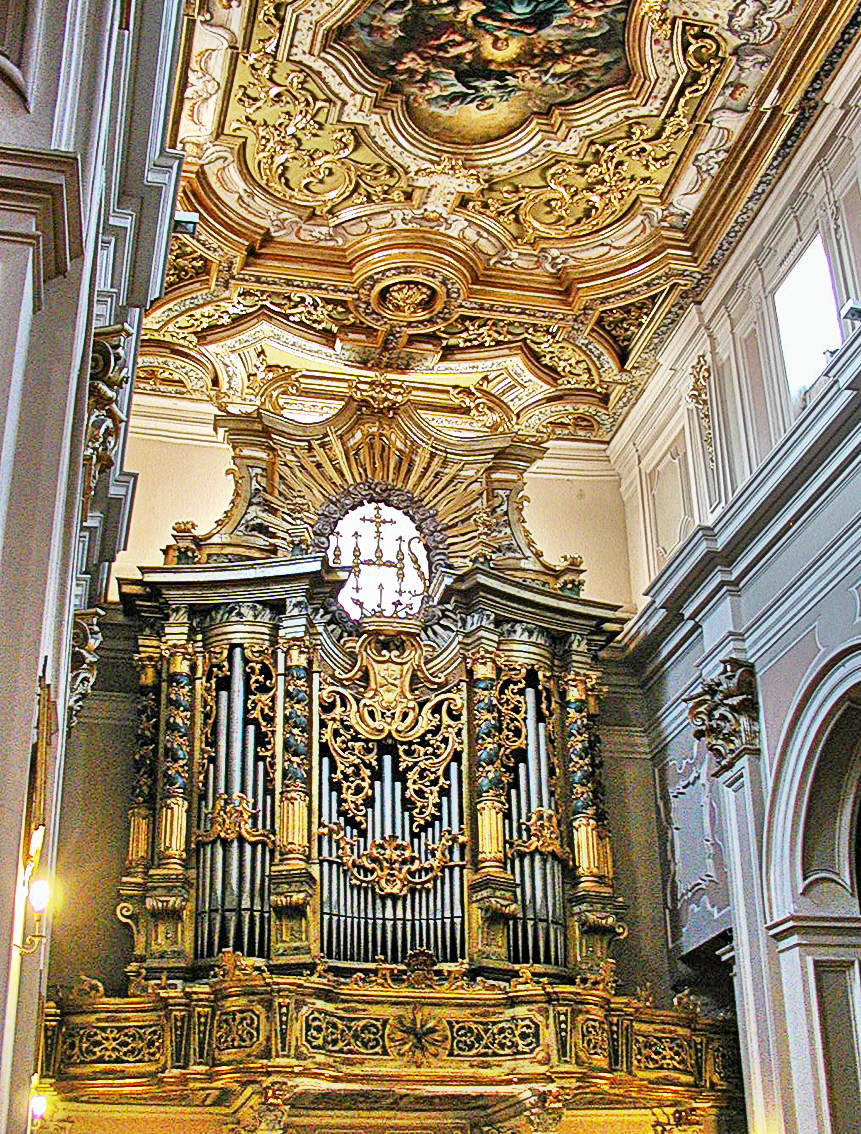
Interno della Basilica di San Bernardino con il pregevole organo

## Storia delle chiese dell'Aquila

### Antica cattedrale di San Massimo di Forcona
La diocesi d'Amiterno (dal nome della città romana di Amiternum situata in località San Vittorino), iniziò nel V-VI secolo d.C. La sede originaria era la città di Aveia (Fossa), dove si trovava la diocesi di Aveia, che ospitava anche le reliquie di San Massimo Levita, ucciso nel III secolo d.C. in loco. A causa delle distruzioni durante la guerra greco-gotica, le reliquie e la diocesi furono spostate nel territorio di Amiternum-Forcona, dove viene citata per la prima volta nel 680 d.C. La diocesi rimarrà in loco sino al 1256-57, quando con decreto di Corrado IV di Svevia, verrà spostata nell'appena nata L'Aquila. La sede della cattedra vescovile era nell'antico Duomo di San Massimo presso Forcona, posto in località Civita di Bagno, e ancora oggi visibile nei cospicui resti.
La pianta attuale risale al progetto dell'XI secolo voluto dal vescovo San Raniero di Forcona, risente assai dell'influsso dei cenobi di Farfa e di Spoleto, e presenta degli elementi anteriori, frutto di riutilizzo della preesistente chiesa longobarda. Dai ruderi si può riconoscere la pianta rettangolare, con tre absidi semicircolari coronate da archetti romanici e divisa in tre navate da archeggiature a tutto sesto, impostate su colonne romane, materiale di spoglio Sotto il piano rialzato del presbiterio rimangono cospicui resti della cripta, dove sono state trovate tombe d'epoca tardo romana.
Prolunga la facciata, rovinata col terremoto del 1703 in larga parte, sulla destra la massiccia torre campanaria, che fungeva anche la funzione di difesa, che presenta la base originale del X secolo, con riquadrature rettangolari. I muri sono costruiti con grandi pietre squadrate, provenienti da edifici romani, alcune pietre sono scolpite con decorazioni geometriche in stile bizantino, altre hanno motivi classici: due grandi lastre preromaniche provenienti dalla chiesa precedente all'edificio dell'XI secolo, raffigurano dei pavoni e una croce greca. Nei ruderi, nel 1866 Angelo Singorini rinvenne il pannello frontale del sarcofago del vescovo forconese Albino, risalente al VII secolo, e oggi custodito nel Duomo aquilano. Accanto a questo vecchio duomo, sorge lungo la strada Marsicana di Civita la parrocchia di San Raniero Vescovo, realizzata nei primi anni del Novecento in stile misto eclettico, tra liberty e neogotico.

### Origini

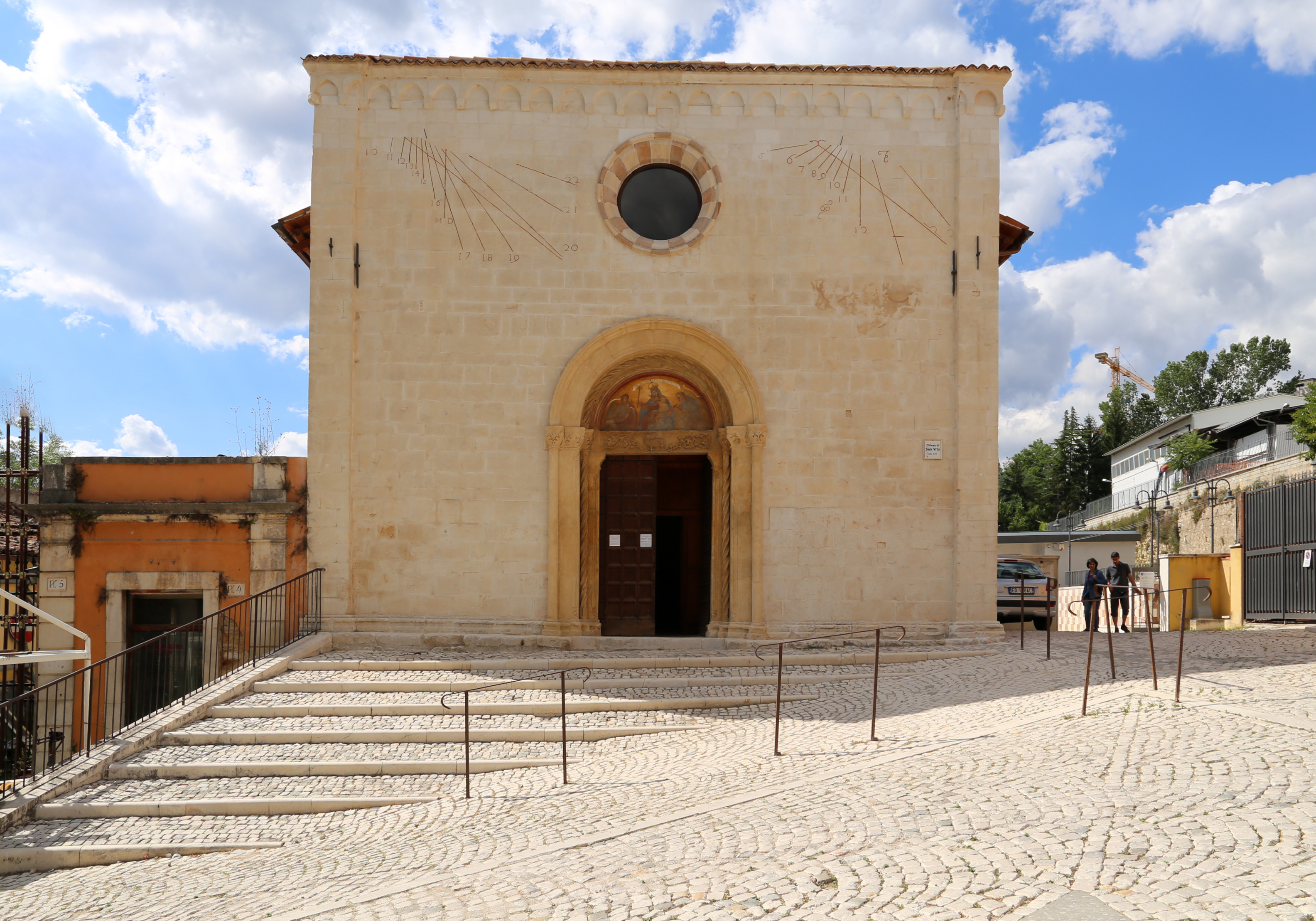
Chiesa di San Vito della Rivera

Non si sa con certezza quante chiese avessero i villaggi che sorgevano attorno al colle dell'attuale L'Aquila, prima della fondazione nel 1254. In un documento del vescovo di Forcona nel 1195, si citava l'esistenza presso Acculi (il Borgo Rivera), l'esistenza della chiesa di Santa Maria d'Acquili o della Rivera, occupata nel XIII secolo dalle Clarisse, e riedificata ampiamente dopo i danni del 1703, oggi noto come monastero di Santa Chiara in via XX Settembre.
L'esistenza di altre chiese è documentata dalle stesse lastre murate sulle facciate di alcuni edifici del centro storico, nonché nei portali che presentano chiari motivi preromanici, cui si aggiunsero i tipici tralci vegetali e figurine dell'epoca tardo romanica del XIII-XIV secolo, presenti nelle chiese di Sant'Antonio Abate a Porta Romana (contrada Pile), San Vito della Rivera presso le 99 cannelle, la chiesetta di Santa Maria del Ponte di Roio, all'imbocco di via Tancredi di Pentima, sulla facciata a sinistra della chiesa di San Marco di Pianola.
Si presume che i castellani della Torre, piccolo villaggio situato nel cuore dell'attuale Quarto di Santa Giusta, avessero una loro chiesa dedicata a San Giorgio, da cui il nome originario del quartiere, dove si trasferì nel 1256 la diocesi Forconese da Bagno, costituendo la sede vescovile della cattedrale, ricostruita poi in piazza Duomo dopo la distruzione di Manfredi di Svevia nel 1259 che successivamente dopo il sisma del 1349 fosse ricostruita come parrocchia di Santa Giusta di Bazzano entro le mura; mentre altri sostengono che la chiesa fosse quella dove sorge la parrocchia di San Flaviano, vista la base diversa in blocchi di pietra gigante della torre campanaria, successivamente tagliata dopo i danni del 1703.
Nei dintorni del colle dell'Aquila dovevano sorgere, prima dell'edificazione del centro, altre chiese pressi i relativi castelli confocolieri.
Data la costruzione di chiese "duplicato" dentro le mura delle città, dai relativi parrocchiani dei castelli di rappresentanza quali Roio, Paganica, Bazzano, Bagno, Arischia, San Vittorino, Assergi, Coppito, Pile e via dicendo, dovevano sorge di sicuro prima del 1254 determinate parrocchie quali:

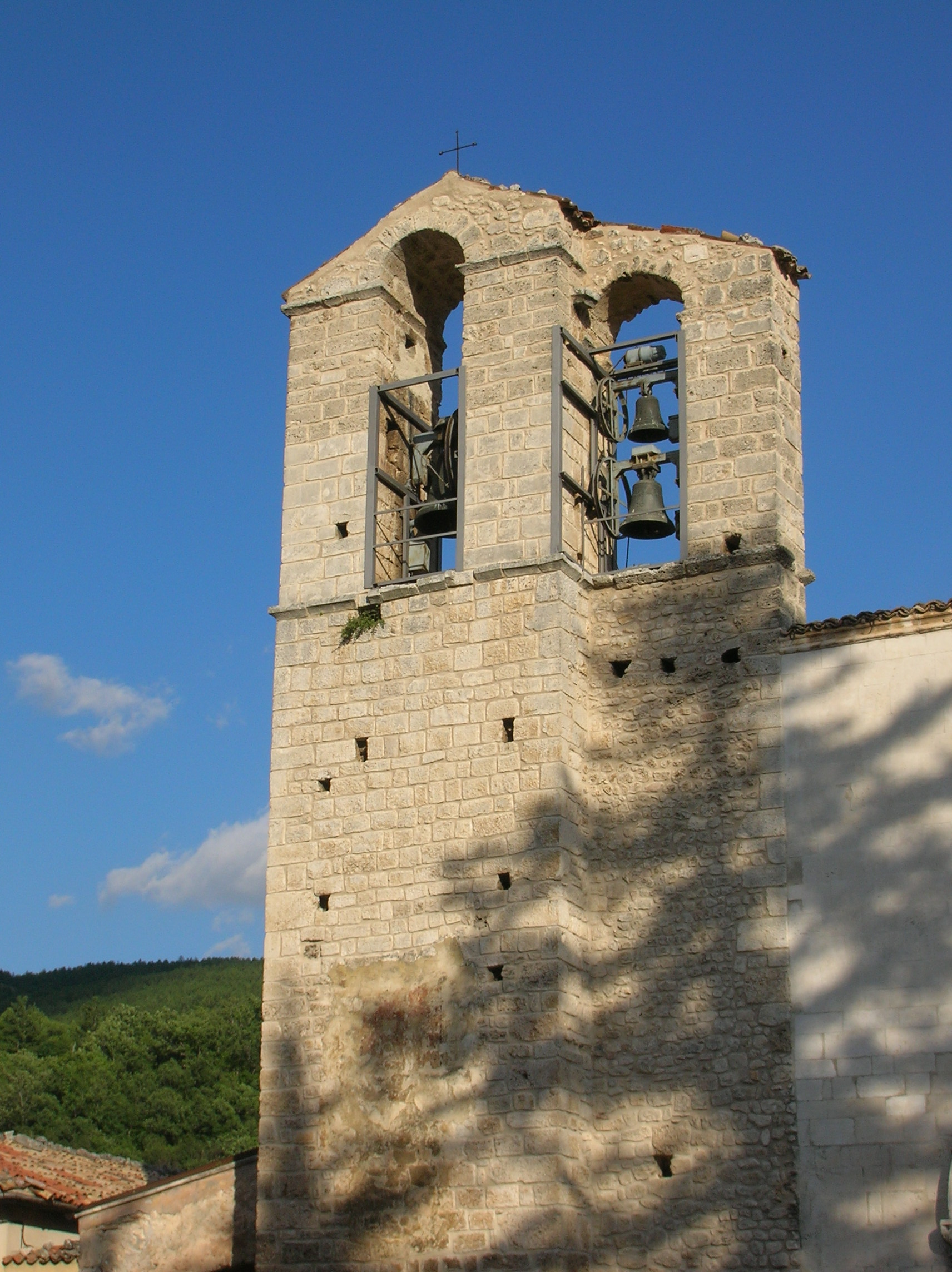
Campanile chiesa di Santa Maria Assunta di Assergi

- Chiesa di San Marciano (Roio Piano, cimitero), parrocchia relativa alla chiesa di San Marciano in piazza San Marciano all'Aquila
- Chiesa di Santa Maria di Bagno (Bagno Grande), l'omonima stava nei pressi di piazza della Repubblica, demolita dopo il 1703
- Chiesa di Santa Maria Assunta (Paganica, piazza Umberto I), omonima chiesa di Santa Maria Paganica, L'Aquila
- Chiesa di San Giustino - omonima contrada presso Paganica, nel locale S. Martino, chiesa dei Santi Martino e Giustino all'Aquila, attuale piazza Chiarino (demolita)
- Chiesa di Santa Maria Assunta o San Franco (Assergi), omonima nella chiesa del Carmine, L'Aquila
- Chiesetta di Santa Maria del Guasto - località Vasto, omonima, detta anche chiesa di San Leonardo, accanto all'ex ospedale San Salvatore, la facciata nel 1934 è stata rimontata nella chiesa della Madonna degli Angeli a Porta Napoli
- Chiesa di San Michele (San Vittorino), omonima nel locale S. Biagio, attuale basilica di San Giuseppe Artigiano, ex San Biagio di Amiterno
- Abbazia di San Giovanni Battista (Lucoli Alta), omonima nella chiesa di San Giovanni di Lucoli, demolita dopo il 1703, il.portale è rimontato nella chiesa di San Francesco di Paola
- Chiesa di San Vito Martire (Colle San Vito di Tornimparte), omonima nella chiesa di San Vito alla Rivera
- Chiesa di San Quinziano (Pile, perduta), omonima nella chiesa di San Pietro di Sassa, o San Biagio
- Chiesa di Santa Giusta fuori le mura (Bazzano), omonima nella chiesa di Santa Giusta nel quarto omonimo aquilano
- Chiesa di Santa Giusta martire (Sassa)
- Chiesa di San Giorgio a Goriano Valli (Tione degli Abruzzi) e di Santa Giusta, i castellani fondano la chiesa di San Flaviano della Torre con i castellani di Barisciano; e forse nel 1256 la prima cattedrale di San Giorgio in piazza Duomo
- Chiesa di Santa Maria di Cascina (omonima località presso Fontepianura di Scoppito), omonima chiesa nei pressi di via Cardinale, demolita dopo il 1703.
- Chiesa di San Pietro di Preturo, omonima nella chiesa scomparsa di San Pietro di Sassa, presso via Addolorata
- Chiesa di San Pietro Apostolo (Coppito), omonima nella chiesa di San Pietro a Coppito
- Chiesa di Sant'Antonio abate (Pile), presso Porta Romana
- Chiesa di San Silvestro (Collebrincioni), omonima nella chiesa di San Silvestro
- Chiesa di San Marco (Preturo), omonima nella chiesa di San Marco all'Aquila
- Chiesa di San Benedetto abate (Arischia), omonima nella chiesa di San Benedetto di Arischia, in piazzetta Genca, demolita nel 1934 per realizzare via Duca degli Abruzzi
- Chiesa di Santa Maria del Rosario (Tempèra), omonima nella chiesa posta in via Castello, distrutta intorno al 1534 per realizzare il Forte spagnolo
- Chiesa di San Pietro (Onna), non è attestata una chiesa omonima all'Aquila
- Chiesa di Santa Maria Assunta (Pianola di Roio), non è attestata una chiesa omonima all'Aquila
- Convento degli Agostiniani e chiesa di Sant'Onofrio, contrada San Giacomo, i monaci si trasferirono nell'omonimo monastero nel Quarto Santa Giusta.
- Chiesa di Santa Maria di Picenze, frazione di Barisciano, omonima nella chiesa in via Costa Picenze, nel Quarto Santa Giusta
- Chiesa di San Lorenzo di Marruci (Pizzoli), chiesa omonima, detta "La Lauretana", nel viale san Giovanni Bosco, presso Porta San Lorenzo.

### Dal 1254 al 1266

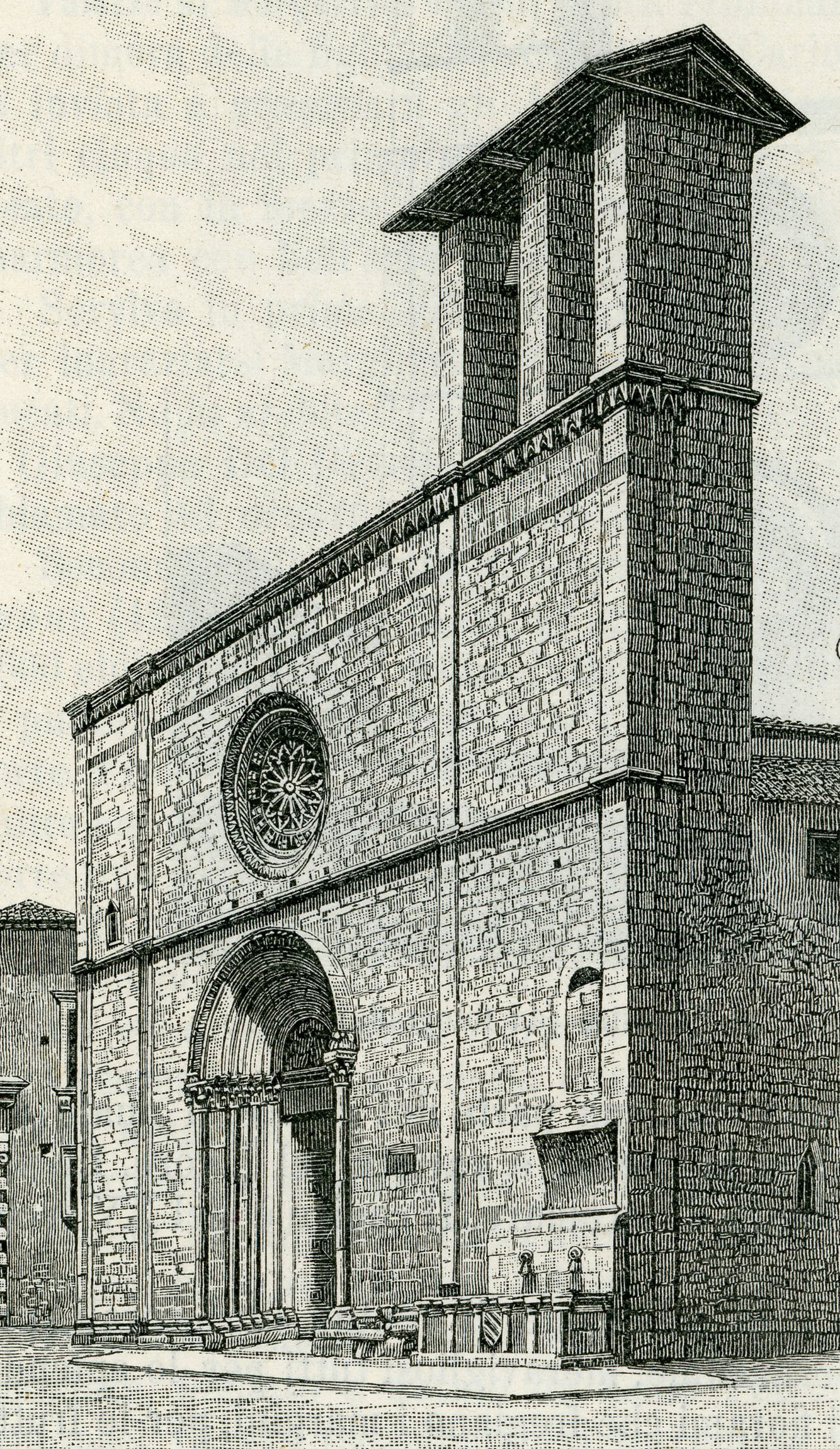
Disegno ottocentesco di Santa Giusta

Col diploma di autorizzazione, di Corrado IV, della costruzione della città dentro le mura, partendo dal borgo di Acculi presso la Rivera (nel quarto di San Marciano), nel 1245, come descrive lo stesso poeta Buccio di Ranallo nella sua Cronica nel 1362 ca., iniziò l'edificazione delle varie chiese. Le chiese furono costruite dai parrocchiani dei relativi castelli confocolieri posti attorno al colle dell'Aquila, rispettando il programma di lottizzazione dei terreni quadrangolari, all'interno di due spazi precisi, che comunicavano (eccetto il Quarto di Santa Maria) con la Piazza del Mercato o del Duomo, in posizione baricentrica; i quarti "amiternini" rivolti ad ovest verso Amiternum, o e i "forconesi" ad est, verso la cittadina di Forcona.
Nel 1276 il nucleo cittadino perfettamente composto fu ripartito in quattro rioni principali, benché già questi avessero la loro chiesa capoquarto e stemma rappresentativo.
- Chiesa di Santa Giusta: capoquarto del Quarto Santa Giusta. Costruita dai castellani di Goriano Valli, fu successivamente intitolata alla santa martire del castello di Bazzano.
- Chiesa di Santa Maria Paganica: capoquarto del Quarto Santa Maria. Fu costruita dagli abitanti di Paganica.
- Chiesa di San Pietro a Coppito: capoquarto del Quarto San Pietro. Fu costruita dagli abitanti di Coppito, allora Popletum.
- Chiesa di San Marciano: capoquarto del Quarto San Giovanni d'Amiterno (o San Marciano), inizialmente intitolata a san Giovanni dagli abitanti di Lucoli.

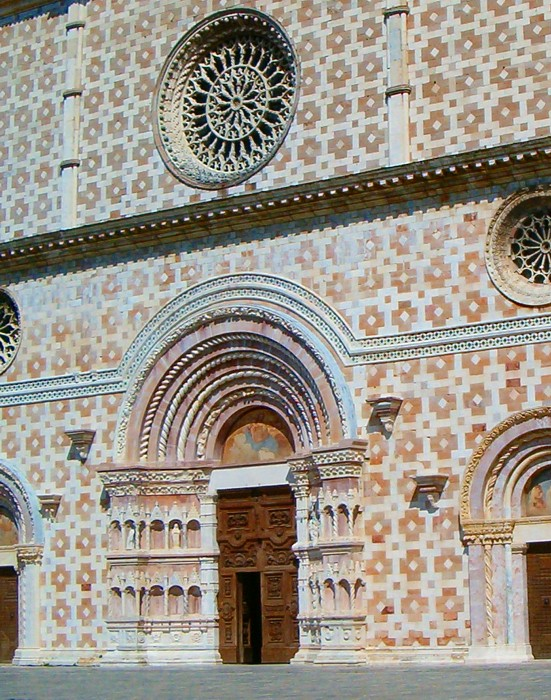
Facciata di Santa Maria di Collemaggio

Le chiese dovettero essere ricostruite dopo il terremoto del 1349, che lasciò illesa solo la parte bassa della chiesa collegiata di San Silvestro Papa, eretta dai castellani di Collebrincioni, nella parte Nord-Ovest del quarto di Santa Maria, nel locale omonimo. Mentre i portali mantennero lo stile romanico a forte strombatura, conservandosi molto bene alcuni, esistenti già prima della fondazione delle stesse, ossia della chiesa di Santa Maria Paganica (il laterale a destra), della chiesa di San Marco, e della chiesa di San Pietro a Coppito (i due leoni stilofori, forse materiale di spoglio da Amiternum), per l'impianto base di riedificazione, nel dopo sisma, si adottò uno schema specifico: pianta longitudinale rettangolare, con transetto sporgente, e abside semicircolare, solitamente con gli interni a navata unica (eccettuati quelli dei grandi cenobi quali Santa Maria di Collemaggio, il Duomo e Sant'Agostino). Alcuni sostengono che questo impianto base servì alle chiese per ricordare la posizione del Crocifisso, in modo che il fedele intraprendesse dal portale di accesso un percorso di avvicinamento a Dio, dalla fase terrena, sino alla fase spirituale, arrivato al presbiterio, dove avrebbe dovuto collocarsi simbolicamente il cuore di Cristo.
Nel 1288 il frate Pietro da Morrone, fondatore dell'ordine Celestino, vide completata la Basilica di Santa Maria di Collemaggio, fatta erigere fuori dalle mura di Porta Bazzano per suo volere, considerata il capolavoro romanico dell'Aquila, e abbastanza conservatasi nello stile, malgrado delle sovrapposizioni barocche nella metà del XVIII secolo, dopo il sisma del 1703, ripristinate arbitrariamente nel 1968 da Mario Moretti. Al XIV secolo invece risalgono alcuni abbellimenti architettonici tipici del gotico, presso l'interno a tre navate della chiesa di San Pietro di Coppito, riscoperte negli anni 1970 coi restauri di Moretti, nella chiesa di San Silvestro, nelle absidi della chiesa di Santa Giusta, con finestre risalenti addirittura all'epoca cistercense, e nel fianco di via Amiternini della chiesa di San Domenico, con tipiche finestre che ricalcano il modello cistercense francese.

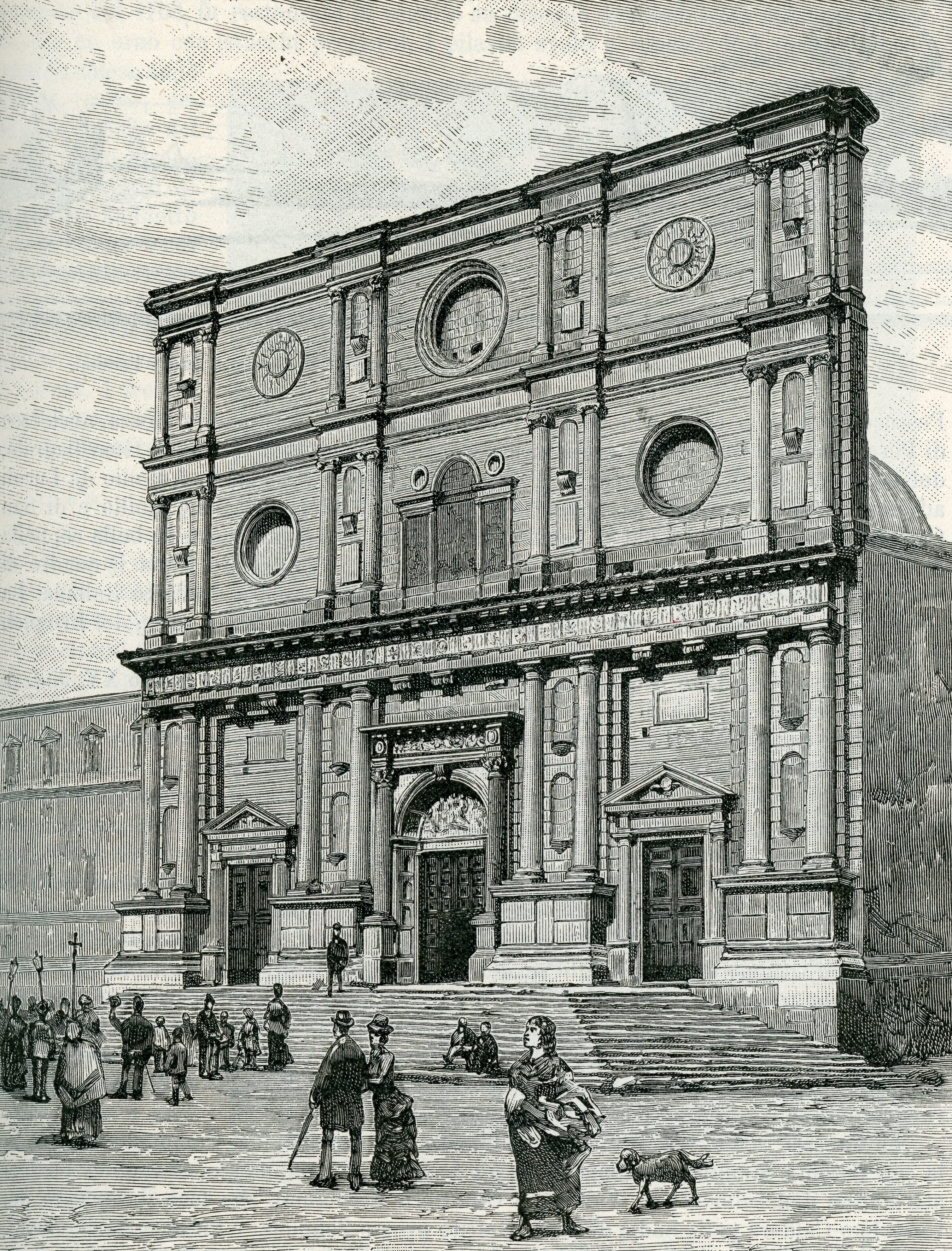
Basilica di San Bernardino in un'incisione ottocentesca

### Rinascimento
I grandi cantieri del Rinascimento, soprattutto per quanto concerne il rifacimento di alcune chiese a causa dei danni del sisma del 1461, ma anche per la costruzione di monasteri nuovi, furono quelli della chiesa della Beata Antonia con annesso monastero della SS. Eucaristia, della Basilica di San Bernardino (1444, con facciata posteriore di Cola dell'Amatrice), della chiesa di Santa Maria del Soccorso, della chiesa della Misericordia, e della chiesa di Sant'Amico con monastero delle agostiniane femmine. Lo stile ripreso è tipicamente fiorentino-umbro, volto alla resa prospettica, con la navata unica, nel caso di San Bernardino tre, riccamente decorate nel 1721 circa dal monumentale soffitto a cassettoni di Ferdinando Mosca di Pescocostanzo. La facciata di San Bernardino, ispirata secondo alcuni al progetto michelangiolesco della Basilica di San Lorenzo a Firenze, nonché la monumentale cupola poggiante su tamburo (Secondo alcuni ispirata al cupolone del Brunelleschi di Firenze), rivoluzionarono profondamente l'aspetto cittadino aquilano, e il tempio stesso fu visto come il manifesto dell'architettura rinascimentale d'Abruzzo.

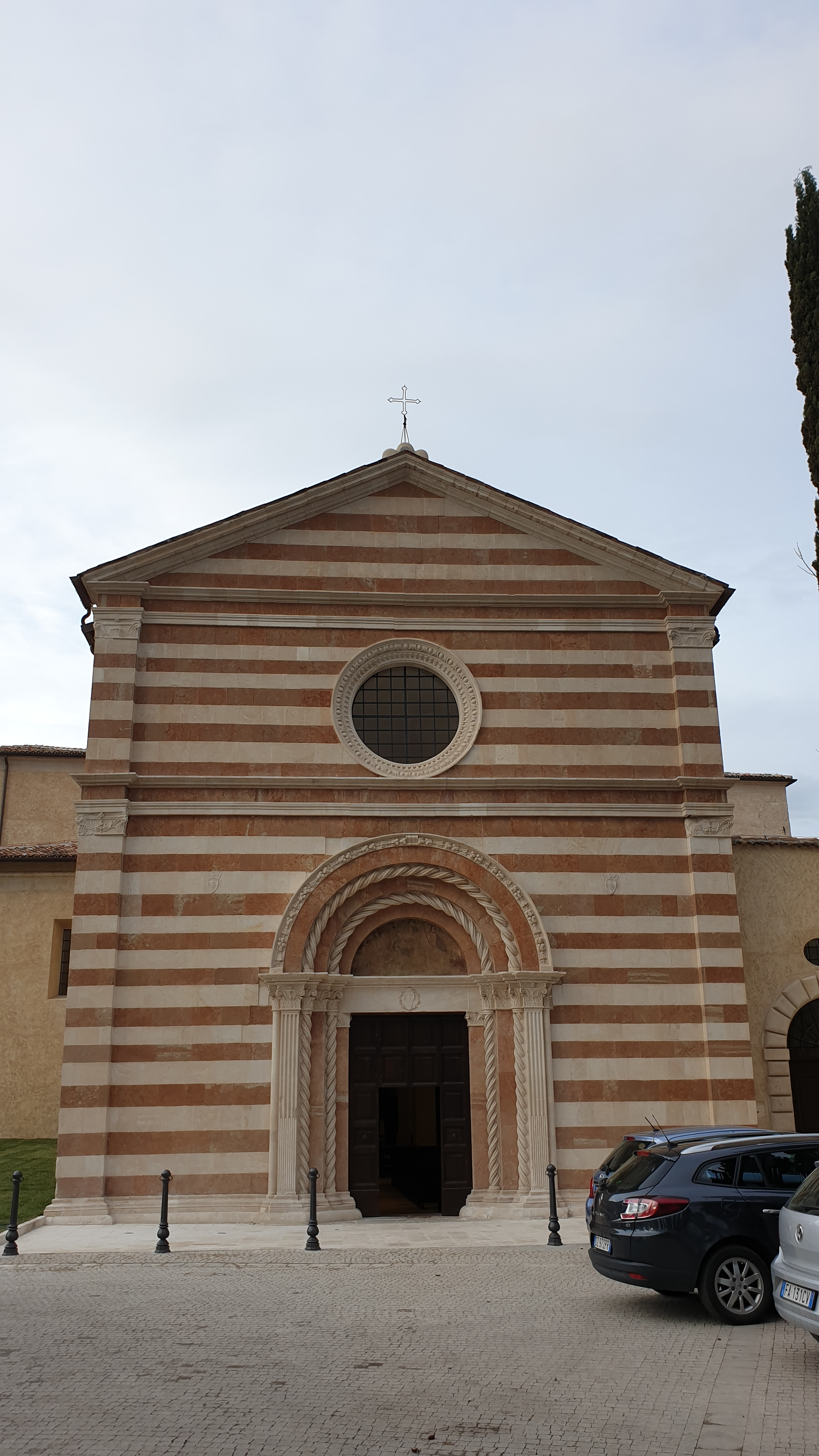
Facciata di Santa Maria del Soccorso

Venne modificato anche l'annesso monastero dei Celestini presso Collemaggio, e le chiese si arricchirono di opere scultoree, di cui si ricordano quelle di Silvestro dell'Aquila, che realizzò nel tardo Quattrocento il mausoleo di San Bernardino presso la basilica, insieme al Sepolcro di Maria Pereyra Camponeschi, e il mausoleo di Celestino V a Collemaggio. Nel XVI secolo iniziò un rapporto di incrinatura nell'architettura delle leggendarie "99 chiese aquilane", poiché nel 1534 una porzione del quarto di Santa Maria venne abbattuta dagli Spagnoli, per la costruzione del Forte spagnolo, a guardia della città per evitare ribellioni cittadine. Tra i monumenti scomparsi, si ricordano la Porta Paganica, e la chiesa di Santa Maria di Tempèra.
Nel tardo Cinquecento in città operò il matematico aquilano Girolamo Pico Fonticulano, che modificò l'impianto del Duomo di San Massimo, arricchendolo con una nuova grande torre campanaria. Oggi purtroppo il Duomo è fortemente caratterizzato dall'architettura tardo barocca-neoclassica, in quanto quasi completamente distrutto dal terremoto del 1703.

### Dalla ricostruzione dopo il 1703 all'Ottocento

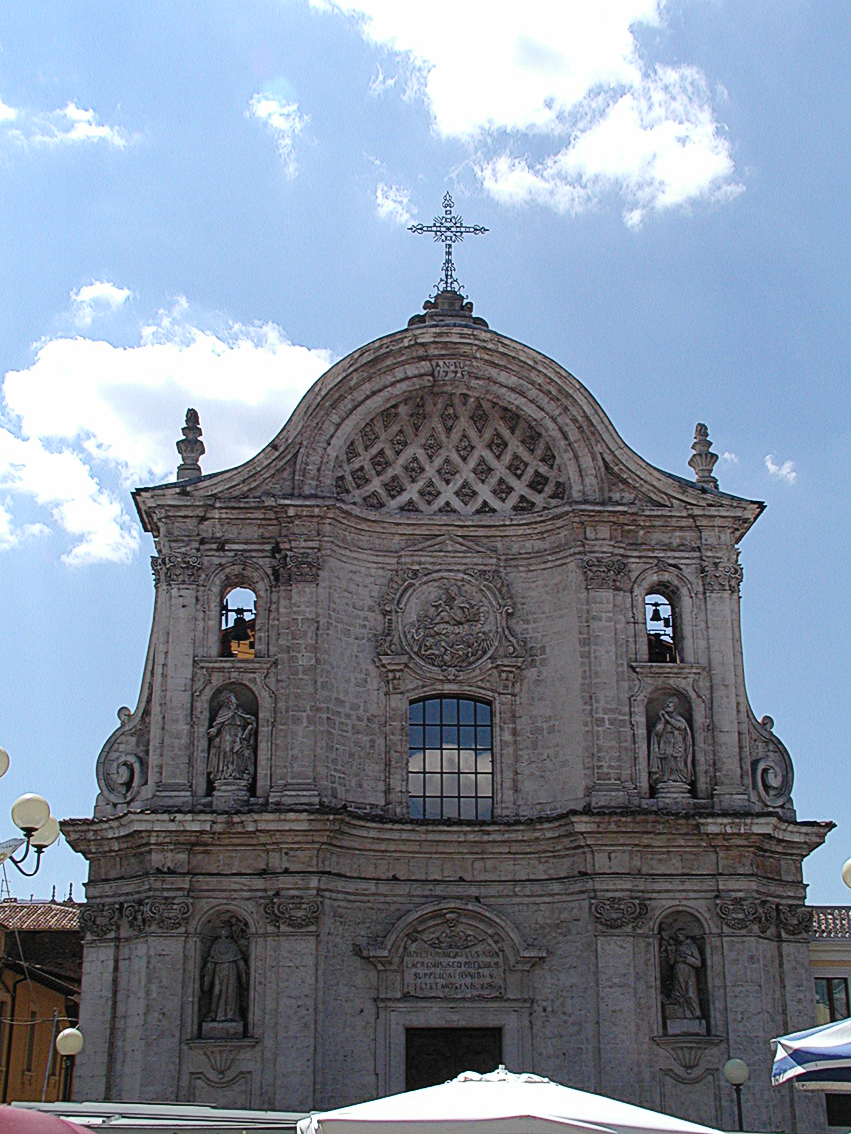
Facciata della chiesa delle Anime Sante

Il giorno della Candelora del febbraio 1703, un terremoto che superava il 6° della scala Richter rase al suolo la città, demolendo interi palazzi rinascimentali, e distruggendo varie chiese, o seriamente danneggiandone altre, in modo da imporre una ricostruzione prettamente impostata sullo stile barocco, di ispirazione romana. Fu così che a patire dal primo decennale dal terremoto, in Piazza Duomo venne inaugurato il cantiere della chiesa delle Anime Sante su progetto di Carlo Buratti, per la confraternita del Suffragio, mentre la cupola venne terminata un secolo più tardi da Giuseppe Valadier. La chiesa è considerata il manifesto del barocco aquilano, insieme ad essa vennero rifatte quasi daccapo le chiese di Sant'Agostino (a partire dal 1710 su progetto di Giovan Battista Contini), San Biagio d'Amiterno (oggi Basilica di San Giuseppe Artigiano), il Duomo stesso su progetto di Sebastiano Cipriani, le chiese di San Marciano, di Santa Maria Paganica, dell'Annunziata, dei Sette Dolori di Maria, di San Quinziano, di San Pietro a Coppito e San Silvestro (gli interni furono ripristinati in stile medievali nel 1947 e negli anni 1970), di Santa Giusta e San Flaviano, della chiesa della Madonna del Carmine (costruita dai castellani di Assergi), del monastero di San Basilio, della chiesa di San Paolo di Barete e via dicendo.
Un altro simbolo della ricostruzione barocca, che però non riuscì a vedere la sua completezza, dato che sarebbe potuta diventare un altro tempio simbolo del barocco cittadino quale la chiesa del Suffragio, fu la chiesa di Santa Margherita, esistente dal XIII secolo, affidata nella metà del Seicento alla Compagnia del Gesù, che aveva avviato i lavori di demolizione e ampliamento già prima del terremoto del 1703, che si propose dopo il terremoto come un esempio di sobrio barocco, con interno splendidamente decorato da marmi e cappelle laterali.

### Il convento di San Michele intus
Il convento si trovava sotto l'attuale Palazzo dell'Emiciclo sulla villa comunale, eretto nel 1888 da Carlo Waldis, simbolo dell'architettura neoclassica aquilana. Nel 1865 il convento fu soppresso, espropriato e poi inglobato nel palazzo. Nel XV secolo nella zona scarsamente popolata del Campo di Fossa (oggi attraversata da via Francesco Crispi, e introdotta da Porta Napoli), si trovava la chiesa dei Quattro Coronati, consegnata nel XVII secolo ai Frati Cappuccini, che riedificarono il monastero di San Michele. Il corpo dell'Emiciclo venne a insistere sui resti della chiesa di San Michele, ben visibile con l'annesso monastero nella pianta della Città dell'Aquila dell'Antonelli (1622). Nel 2017, in occasione dei lavori di restauro del palazzo dopo il terremoto del 2009, sono stati scoperti i sotterranei del convento, con una serie di ambienti voltati a botte, delimitati da pilastri quadrati. L'ambiente è stato adibito a biblioteca del Consiglio Regionale d'Abruzzo, oggi aperta al pubblico.

### Dal Novecento a oggi
Il terremoto del 1703 determinò un'insanabile frattura tra le chiese storiche dei castelli confocolieri e le chiese doppione situate nel centro storico: molte di esse, gravemente danneggiate, come la chiesa di Santa Maria di Bagno (via S. Francesco di Paola), la chiesa di Santa Maria di Cascina (presso via F. Crispi), la chiesa di Santa Maria di Risciano (via XX Settembre), la chiesa di San Pietro di Sassa (via Sette Dolori), non vennero più ricostruite. Le altre chiese sopravvissute vennero radicalmente trasformate in stile barocco, o neoclassico, come la facciata del Duomo di Giambattista Gamba, completata solo negli anni 1930 con i due campanili gemelli.

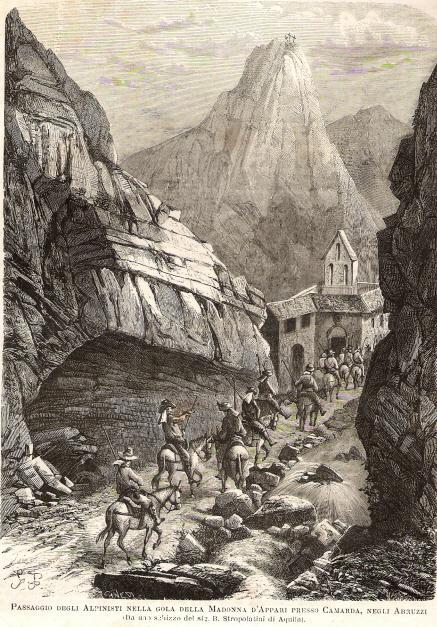
Il santuario della Madonna d'Appari (Paganica), in un disegno del 1875

Il primo Novecento anzi per le chiese aquilane rimaste in piedi rappresenta un periodo alquanto buio, per la trasformazione ortogonale del centro storico, che previde la demolizione di palazzi e chiese. Sacrificate al progresso furono la chiesa di San Benedetto d'Arischia, posta vicino al monastero di San Basilio, poi la chiesa di Santa Maria del Guasto, la cui facciata trecentesca fu rimontata presso la chiesetta della Madonna degli Angeli a Porta Napoli, nel 1898 veniva terminata la chiesa di San Francesco di Paola sopra un'antica cappella danneggiata dal terremoto del 1703, con il portale romanico della chiesa di San Giovanni di Lucoli (storicamente la capoquartiere del Rione San Marciano, mai più ricostruita dopo il sisma del 1703, con la parrocchia trasferita nella chiesa di San Marciano di Roio). La chiesa di San Nicola d'Anza fu profondamente modificata, e privata del portale romanico, trasferito presso la chiesa parrocchiale di Antrodoco (RI). Nel Quarto Santa Maria, la Piazza Chiarino venne ricavata negli anni 1930 dalla demolizione della storica chiesa di San Martino, dei castellani di Paganica, lungo via Garibaldi.
I monasteri storici don le leggi piemontesi del 1866-67 vennero soppressi, quali quello di Sant'Agnese con ospedale di San Salvatore, divenuto scuola di ostetricia, il monastero di Santa Lucia dei Celestini, divenuto scuola elementare (oggi è sede dell'Opera Salesiana), il monastero di San Lorenzo di Pizzoli divenuto scuola femminile "Margherita di Savoia", il Collegio di San Paolo dei Padri Barnabiti, il convento di San Michele dei Cappuccini, sopra cui nel 1888 fu costruito l'Emiciclo, e soprattutto il convento della chiesa di San Francesco a Palazzo lungo il corso Vittorio Emanuele, divenuto Palazzo del Convitto Nazionale nel 1876, sede del liceo classico, e della Biblioteca provinciale Salvatore Tommasi nel 1882; anche l'ex monastero di Santa Maria dei Raccomandati, sul Corso venne trasformato, anzi dopo l'Unità d'Italia era divenuto sede provvisoria del Municipio, e poi nel primo Novecento sede del Museo archeologico civico. Nel Rione San Pietro l'ex monastero di Santa Teresa d'Avila divenne sede del conservatorio musicale, sino al 2009.
Nel 1934 venne completata, su progetto di Riccoboni, la chiesa di Cristo re in stile razionalista, che però risentiva ancora dell'espressione classicista, usata come nuova parrocchia del quartiere nuovo di zona Campo di Fossa, affacciata sulla via di Porta Napoli. Questa chiesa rappresenta una delle ultime parrocchie di rilievo, in epoca moderna, erette in città, oltre al restauro della facciata, in stile romanicheggiante, della chiesa di San Marciano. Negli anni 1960 e 1970, come detto, il soprintendente Mario Moretti restaurò in maniera massiccia le principali chiese di Collemaggio, San Pietro di Coppito, mentre già San Silvestro veniva restaurata nel 1947 nelle navate romaniche, ma con Moretti si poté tornare a scoprire il catino absidale affrescato dal Maestro di Beffi e aiuti, con in scena la mandorla della Madonna col Bambino, e gli Apostoli in gloria.

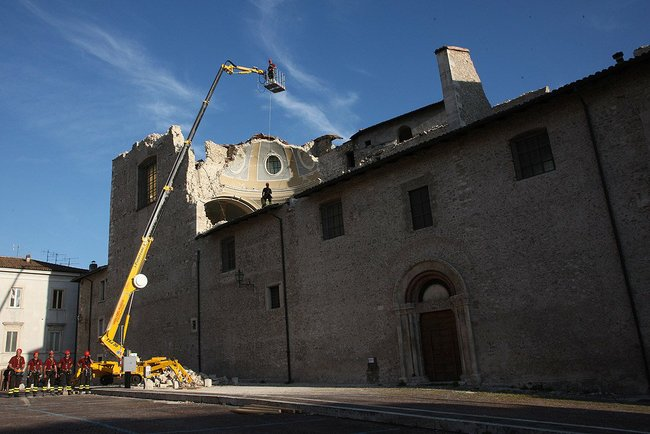
I danni alla chiesa di Santa Maria Paganica

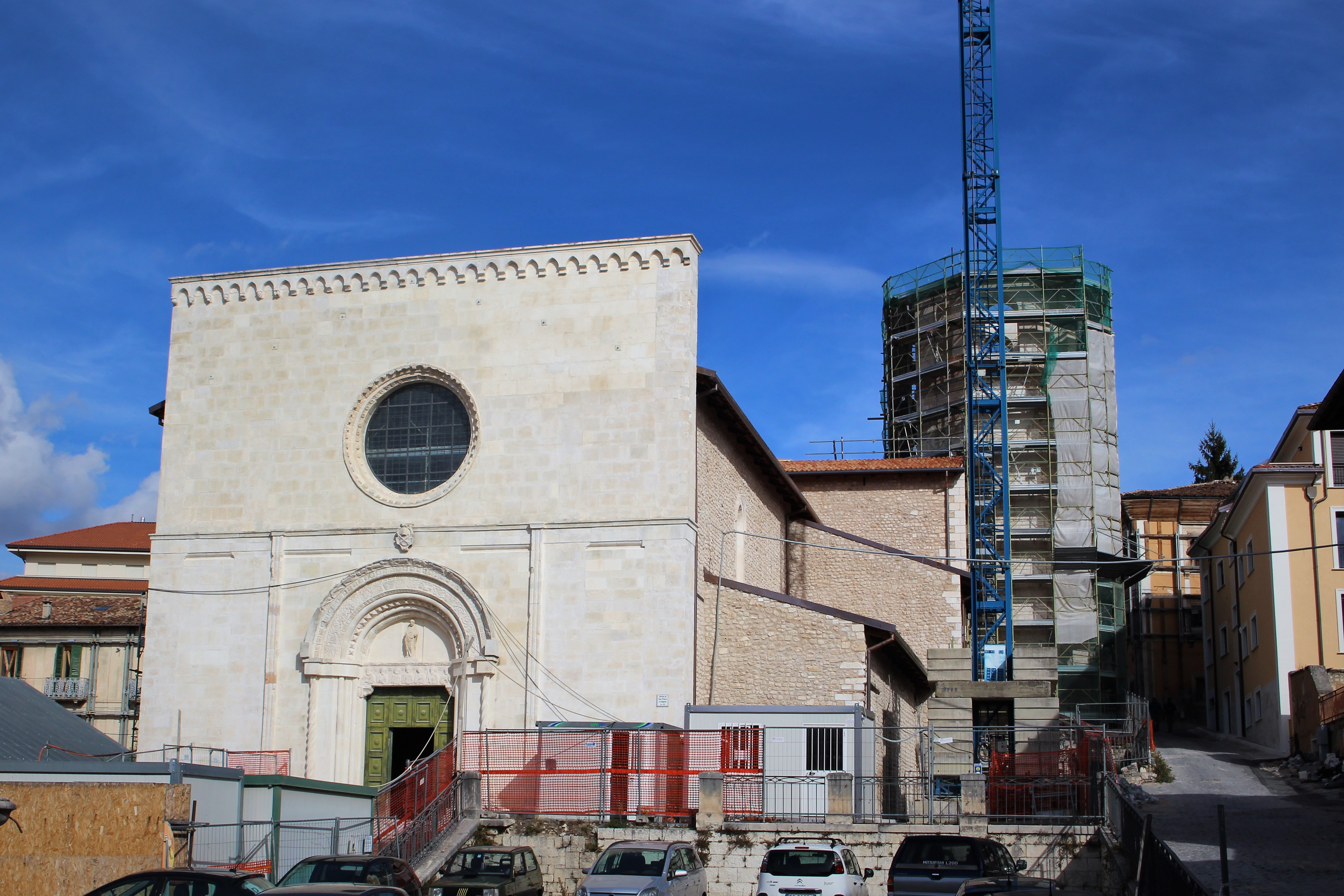
Chiesa di San Pietro di Coppito nel 2017, la facciata restaurata, e il campanile in ricostruzione

Il terremoto del 2009 ha gravemente danneggiato più o meno tutte le chiese del capoluogo, e dei borghi attorno, frazioni comprese. Tra i peggiori casi, si è avuto il crollo della torre ottagonale di San Pietro di Coppito e di parte della facciata romanica ripristinata dopa quella barocca da Mario Moretti, il crollo del transetto della basilica di Collemaggio, il crollo quasi totale della torre campanaria di San Bernardino, lo sfondamento di tutto il soffitto e della cupola della chiesa di Santa Maria Paganica, tra le più danneggiate del centro storico, e il crollo quasi totale della cupola della chiesa delle Anime Sante. Al contrario altre chiese, come quella di Cristo Re, di San Biagio d'Amiterno e di Santa Maria del Ponte hanno presentato danni minimali, o riparabili in qualche anno, tanto che San Biagio ha riaperto nel 2012, elevata a basilica minore l'anno seguente, seguita nel 2014 dalla chiesa di Cristo Re e di San Vito della Rivera, poi nel 2015 dalla Basilica di San Bernardino, di Santa Maria del Ponte e di Santa Maria di Forfona in Piazza Matteotti, dalla chiesa di San Flaviano, nel 2017 dalla Basilica di Collemaggio e della chiesa della Misericordia, e nel 2019 dalla chiesa delle Anime Sante, e di recente in maggio dalla chiesa del Soccorso presso il cimitero.
Sono in programmazione gli interventi di completamento di restauro della chiesa di Sant'Amico, riaperta già nel 2016, della chiesa di San Basilio con monastero, della chiesa di San Pietro (facciata completata nel 2014, campanile nel 2017, e interno per il 2020), di San Silvestro (facciata completata nel 2017-18 e apertura per fine 2019), di Santa Giusta (la facciata era stata completata nel 2016, ma il terremoto dell'Umbria e Lazio l'ha nuovamente danneggiata). Invece per altre chiese del centro di grande importanza, quali il Duomo, la chiesa di Santa Maria Paganica, di San Domenico, dell'Annunziata, del Carmine, i lavori non sono ancora iniziati, oppure si trovano in forte ritardo per la consegna al pubblico.
Nelle frazioni le chiese di maggiore importanza che sono state riconsegnate, dopo il terremoto, sono la chiesa di San Michele presso San Vittorino (IX-XIII sec.), la chiesa di Santa Maria Assunta di Assergi, la chiesa santuario di San Pietro della Jenca, la chiesa di San Silvestro di Collebrincioni, la chiesa di San Pietro di Preturo, la chiesa di San Gregorio nella frazione omonima, l'eremo della Madonna d'Appari di Paganica, e sempre nella contrada la chiesa longobarda di San Giustino, e infine la chiesa di San Pietro in contrada Onna.
Nel periodo immediato alle conseguenze del sisma del 2009, varie sono state le chiese provvisorie in legno, ferro e vetro edificate nei campi degli sfollati, alcune di queste sono ancora in piedi, presso il comune di Fossa, e nella Caserma Campomizzi, ossia la chiesa di San Bernardino di Piazza d'Armi. Le chiese costruite ex novo, in maniera stabile, nei nuovi quartieri residenziali creatisi dalla ricostruzione di palazzi, sono la parrocchia di San Mario e compagni Martiri di Borgo Torretta-Sant'Elia, completata nel 2011, la chiesa di San Francesco a Pettino, in sostituzione della vecchia parrocchia della Madonna delle Grazie di Pettino, la chiesa di Santa Maria Assunta di Gignano. In queste zone, negli anni 1960, erano state già edificate le parrocchia di San Pio X a Borgo Torrione, e di Santa Rita nella zona di via Strinella.

## Chiese principali del centro

### Cattedrale metropolitana dei Santi Massimo e Giorgio - Duomo

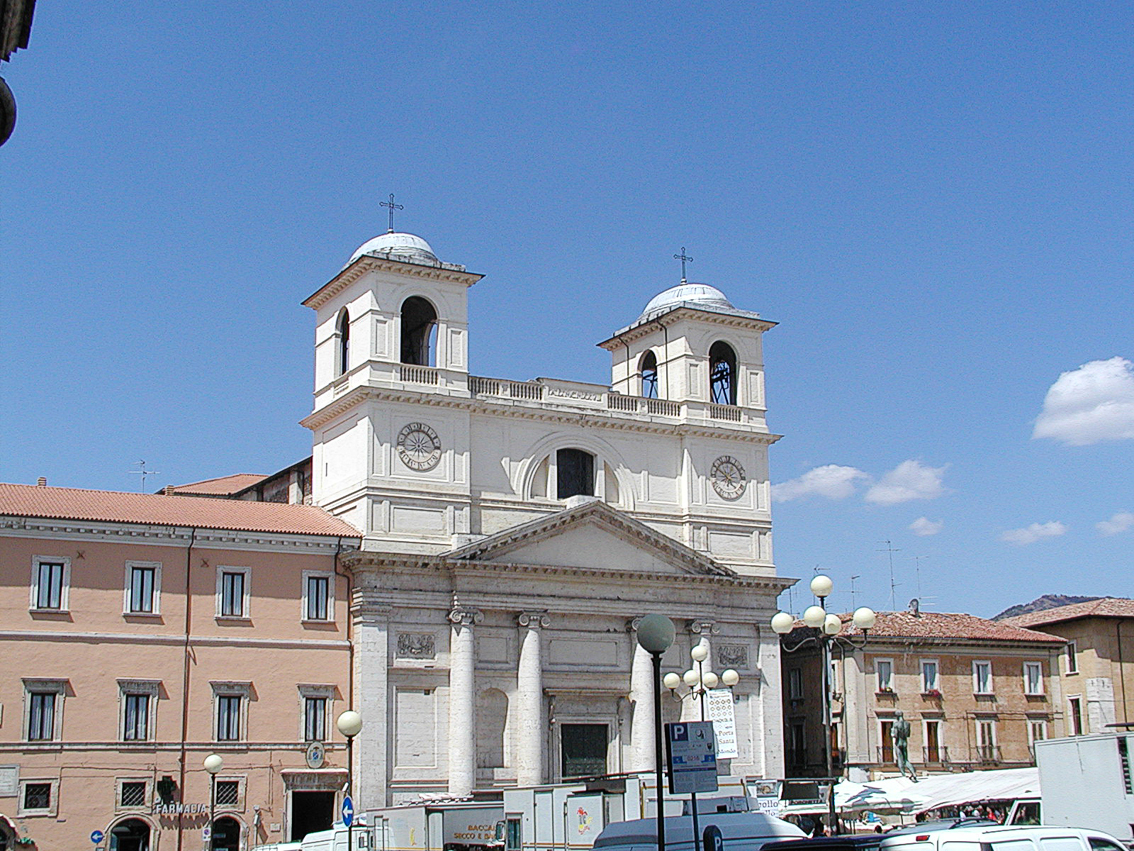
Vista della facciata della cattedrale da Piazza del Duomo

Il Duomo, come già riportato dalle antiche cronache, è l'unica chiesa a non essere inclusa formalmente in nessuno dei Quattro Quarti storici dell'Aquila, poiché prospetta in Piazza Duomo, in quella precisa posizione che è detta "porto franco" dalle amministrazioni parrocchiali. Tuttavia sarebbe compresa nella parte storica del rione San Marciano.

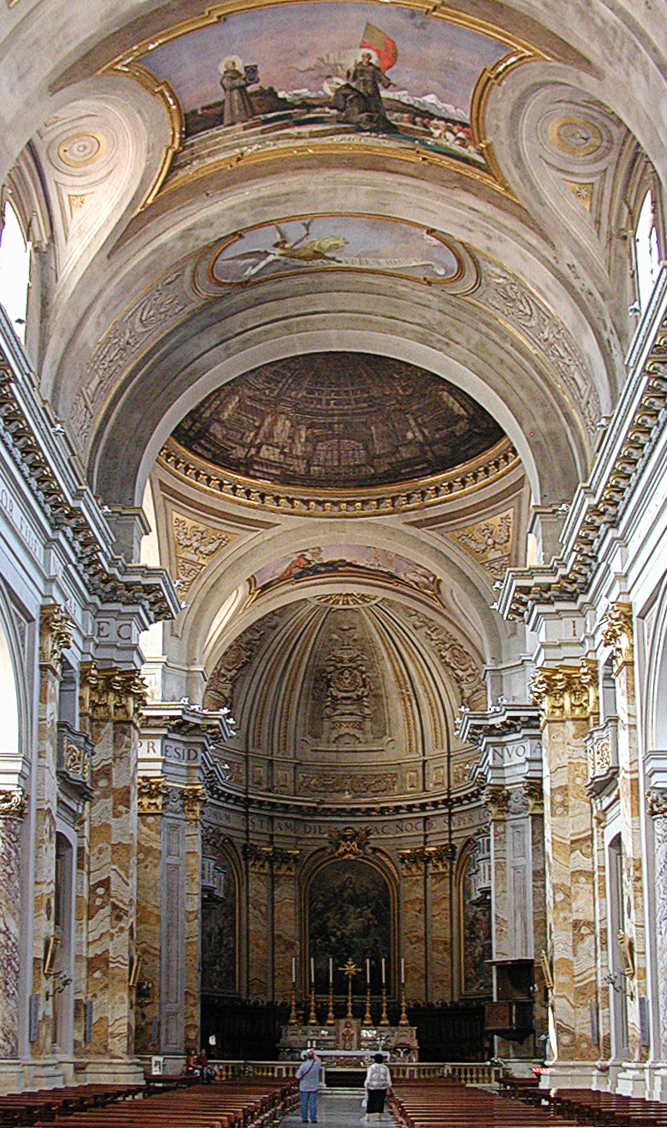
Interno del Duomo, fotografato nel 2007

Situata in Piazza Duomo, a ovest, in posizione dominante. Intitolata ai santi Giorgio e Massimo, è la chiesa episcopale dell'Arcidiocesi dell'Aquila. Venne edificata nel XIII secolo (consacrata intorno al 1257, restaurata in stile rinascimentale nel XVI secolo da G. Pico Fonticulano) e abbattuta dal terremoto del 1703, tanto che della parte antica rimane solo una porzione di muro trecentesco su via Roio. Successivamente venne restaurata in stile barocco mentre la facciata è in stile neoclassico. Il progetto durò molti anni, e fu aperta al pubblico nel 1734. Tuttavia lo stile era molto scarso riguardo alle aspettative, e così nell'Ottocento l'architetto Giambattista Benedetti formulò un nuovo progetto di costruzione, che prevedeva un uso molto ampio del neoclassico, con la presenza di una grande cupola sul transetto. Il progetto però andò sfumando nel primo Novecento, quando la chiesa rimase ancora incompiuta della cupola e dei due campanili. Soltanto negli anni 1920 la Cattedrale fu terminata. Il terremoto del 2009 l'ha gravemente danneggiata provocando il crollo della copertura del transetto.
La facciata neoclassica è molto sobria, con un architrave sopra il portale di bronzo, e nicchie laterali cieche. Alla base v'è un ordine di colonne ioniche del Benedetti. Nel 1928 furono costruite le due torri campanarie gemelle laterali, con sotto la cella due meridiane. L'interno è molto più ricco, realizzato tra il 1711 e il 1780 in stile barocco, con pianta a croce latina, a navata unica, con cappelle laterali. Di medievale resta il sepolcro quattrocentesco di Silvestro dell'Aquila, realizzato per il Cardinal Agnifili. A sinistra dell'entrata v'è il fonte battesimale di Giovanni de' Rettori. Tra i dipinti la Disputa di Gesù tra i Dottori (XVI sec) di Francesco da Montereale, la Presentazione di Maria al Tempio di Baccio Ciarpi, e il San Carlo tra gli appestati di Teofilo Patini.

### Quarto di Santa Maria

#### Chiesa di Santa Maria Paganica

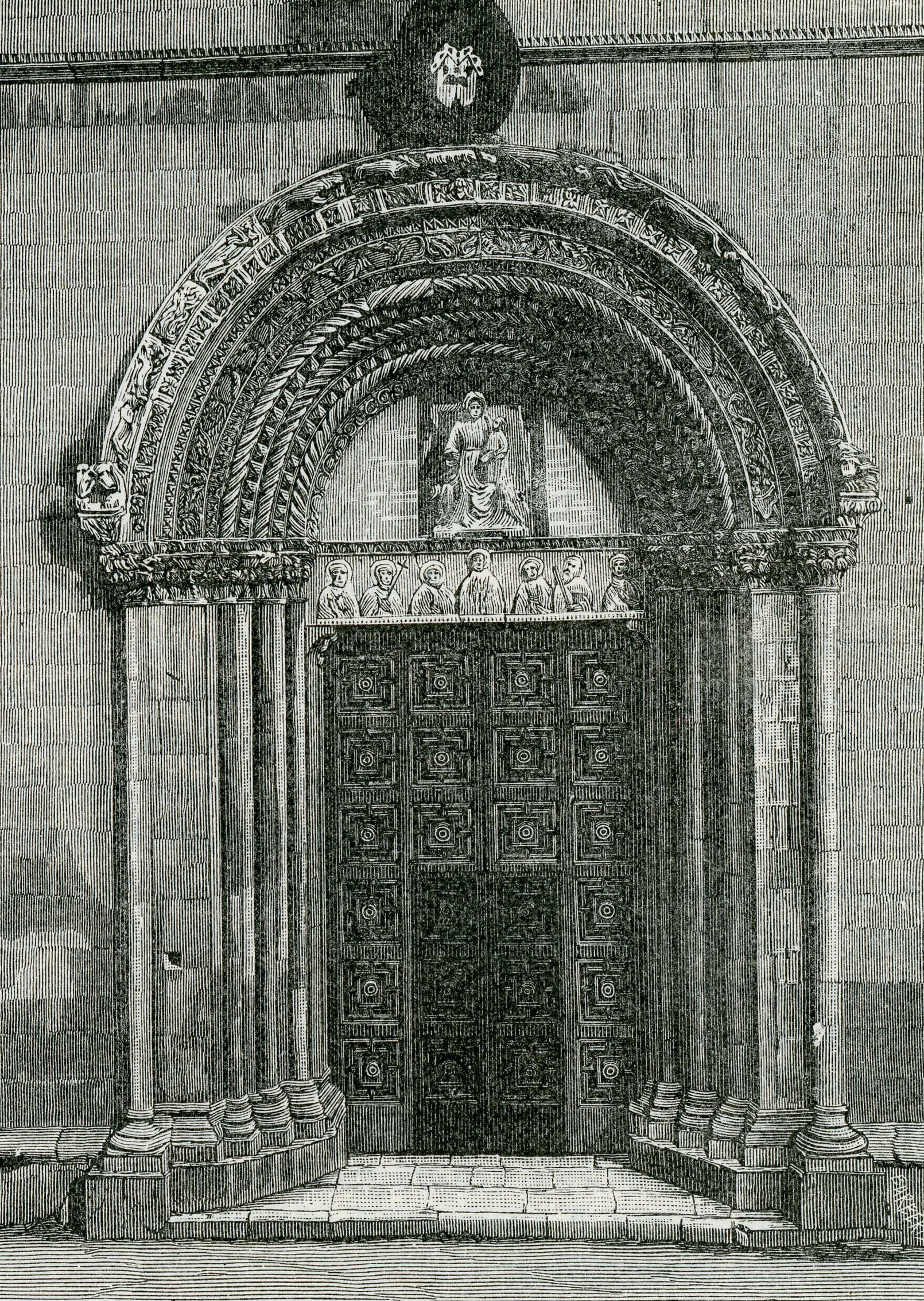
Incisione storica del portale maggiore di Santa Maria Paganica

Chiesa capoquarto del rione storico di Santa Maria, sorge sul punto più elevato della città, nell'omonima piazza, accanto al Palazzo Ardinghelli, eretta nel 1390 dai castellani di contrada Paganica; e presenta un impianto settecentesco dovuto alla ricostruzione avvenuta dopo il terremoto del 1703. Un altro violento terremoto nel 2009 ha provocato il crollo di parte delle cappelle laterali e dell'intera copertura. Di importanza sono il campanile, curiosa trasformazione in ambito cristiano di una torre di avvistamento, molto compatta, con base a contrafforti (che fu tagliata nel 1534 circa per evitare attacchi contro il forte spagnolo), e il portale romanico della facciata, di stampo molto simile a quello della chiesa di Santa Giusta, con una decorazione a rilievo, nella lunetta, della Madonna col Bambino. Oltre l'oculo centrale, la sopraelevazione risale al Settecento dopo il terremoto del 1703. La chiesa ha impianto monumentale rettangolare, con la sopraelevazione contraffortata ai lati da archi rampanti, e prima del 2009 si conservava all'altezza del presbiterio una cupola circolare senza tamburo, con affreschi di allievi del pittore Teofilo Patini.

#### Basilica di San Bernardino
- Basilica di San Bernardino (archiviato dall'url originale il 19 gennaio 2019).

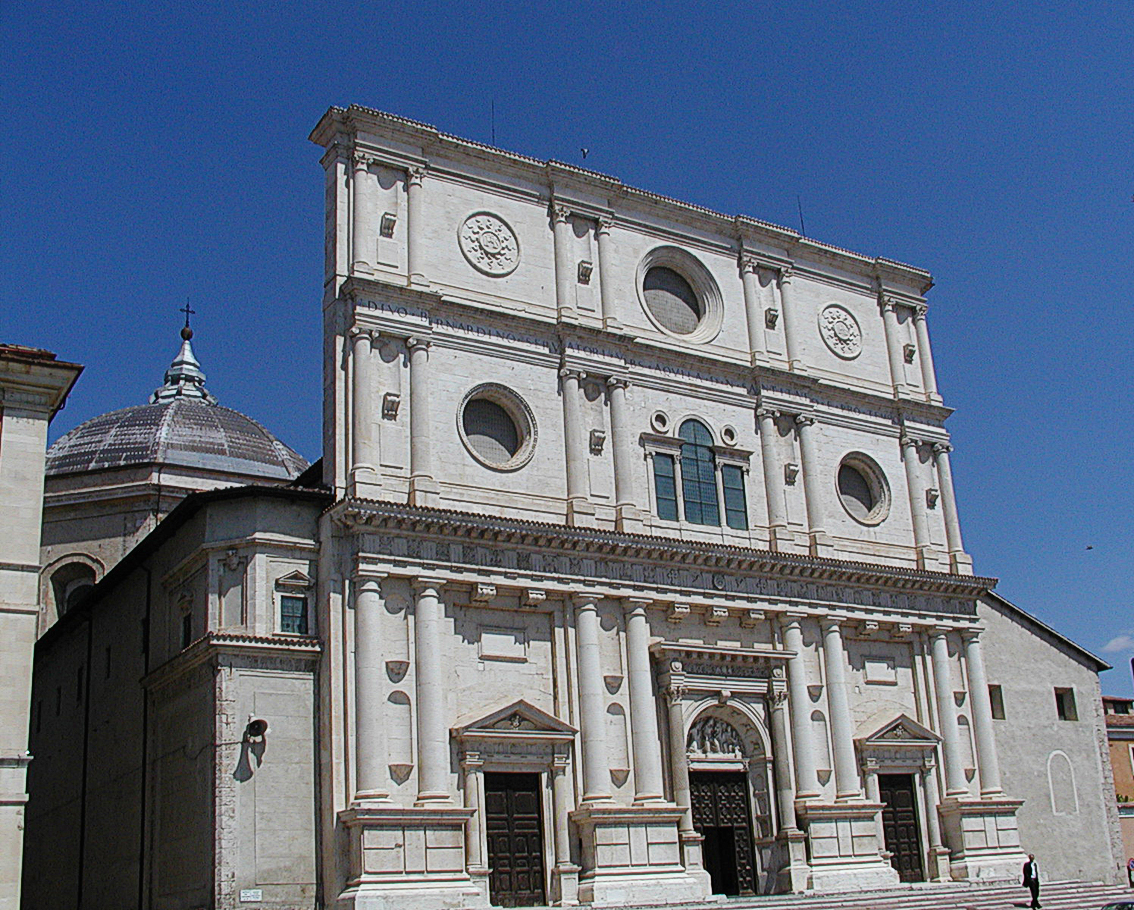
Facciata della basilica di San Bernardino

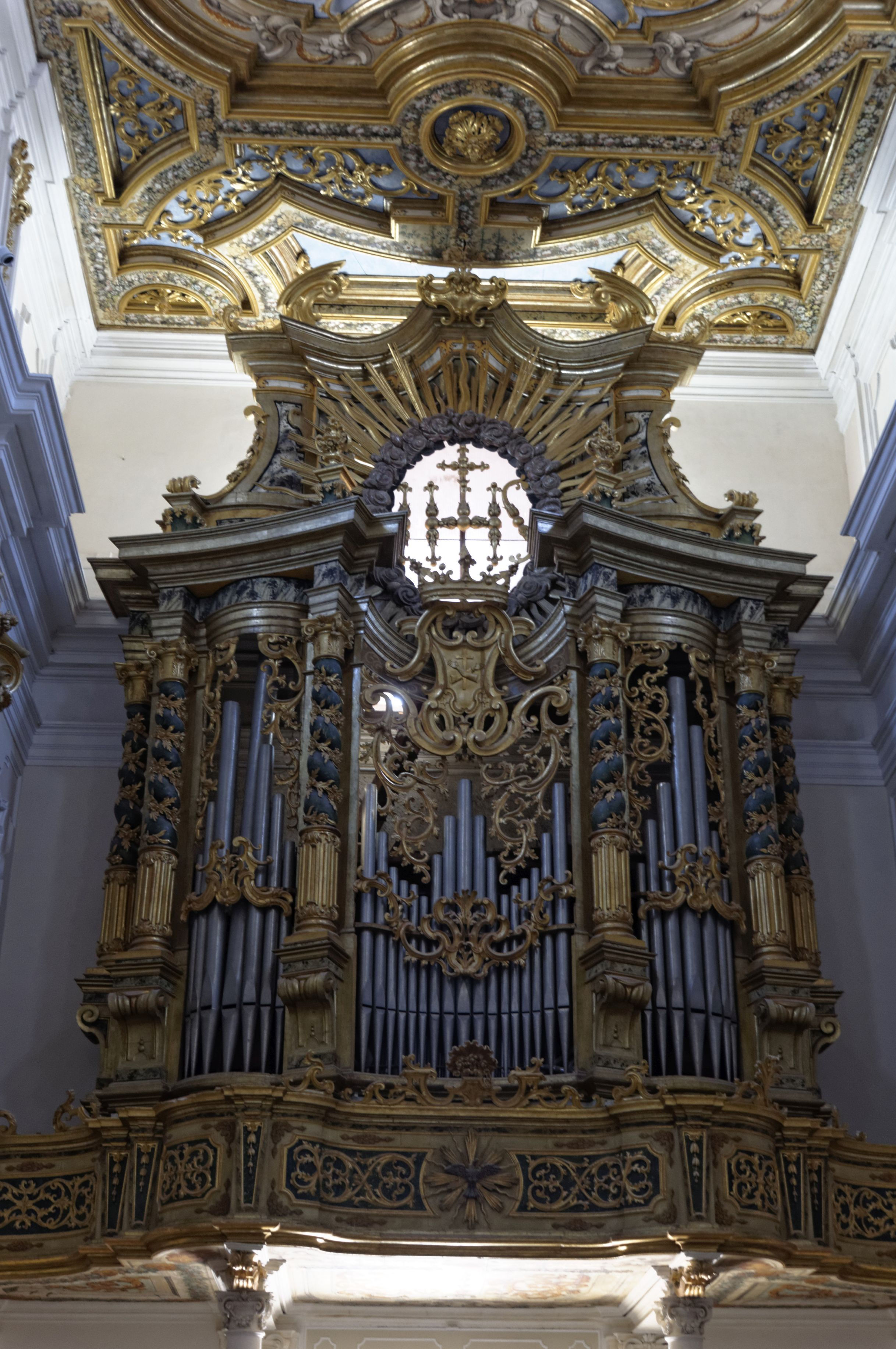
Organo monumentale di San Bernardino

Situata lungo la via di San Bernardino nel quarto di Santa Maria, davanti alla scalinata omonima con le nicchie, che scende verso via Fortebraccio. Costruita alla morte di San Bernardino da Siena (1444) con l'intento di custodirne le spoglie, presenta una splendida facciata rinascimentale opera di Nicola Filotesio. Al suo interno, ricostruito dopo il terremoto del 1703 in stile barocco, sono il Mausoleo Camponeschi e il Mausoleo di San Bernardino. La basilica è posta sulla sommità di una monumentale scalinata, a pochi passi da Corso Vittorio Emanuele II.
La monumentale facciata è stata realizzata tra il 1524 e il 1542 da Cola dell'Amatrice, ispirato secondo alcuni al progetto di Michelangelo Buonarroti per la Basilica di San Lorenzo a Firenze. La facciata è ripartita in tre ordini di colonne con diversi stili: il primo è di ordine dorico, secondo ionico e il terzo corinzio. Nella trabeazione del primo ordine vi sono raffigurate delle metope, nel terzo v'è una trifora centrale, e nel terzo tre grandi oculi: i due estremi laterali e il terzo più grande centrale, con una finestra. Il portale centrale è incassato fra colonne a spirale, e ha una lunetta di altorilievo di Silvestro dell'Aquila, raffigurante la Madonna col Bambino, fra San Francesco e San Bernardino.
L'esterno della chiesa è a pianta a croce latina, con una grande cupola sopra il transetto, la più grande della città, e un campanile turrito con bifore sui quattro lati.
Interno a croce latina, con tre navate, con aspetto fastosamente barocco, ricostruito dopo il terremoto del 1703. Di particolare interesse sono l'organo e il soffitto della navata centrale, a cassettoni lignei, intagliati e dipinti in oro e azzurrino, a opera di Ferdinando Mosca da Pescocostanzo (1723-27), che curò anche l'organo dell'entrata. La pittura del soffitto è attribuita a Girolamo Cenatiempo. Le cappelle laterali presentano due monumenti di grande rilievo: il Mausoleo Camponeschi, e il Mausoleo di San Bernardino. Quest'ultimo è stato commissionato dal mercante Jacopo di Notar Nanni aquilano nel 1489, a Silvestro dell'Aquila. Esso è a base quadrilatera a due ordini di lesene decorate da nicchie con dentro sculture di varie scene della vita del santo.

#### Chiesa di San Silvestro
- Chiesa di San Silvestro.

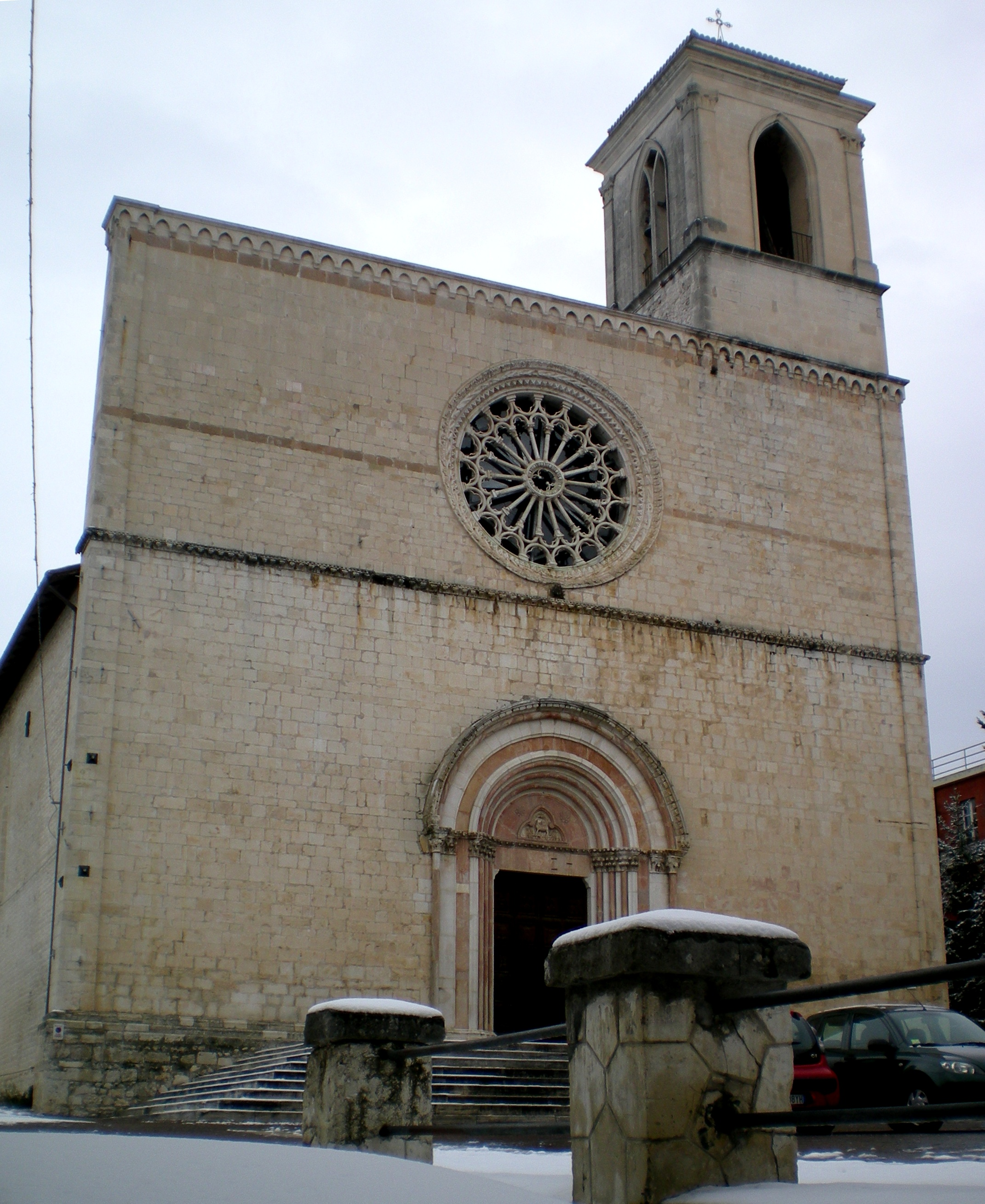
Chiesa di San Silvestro

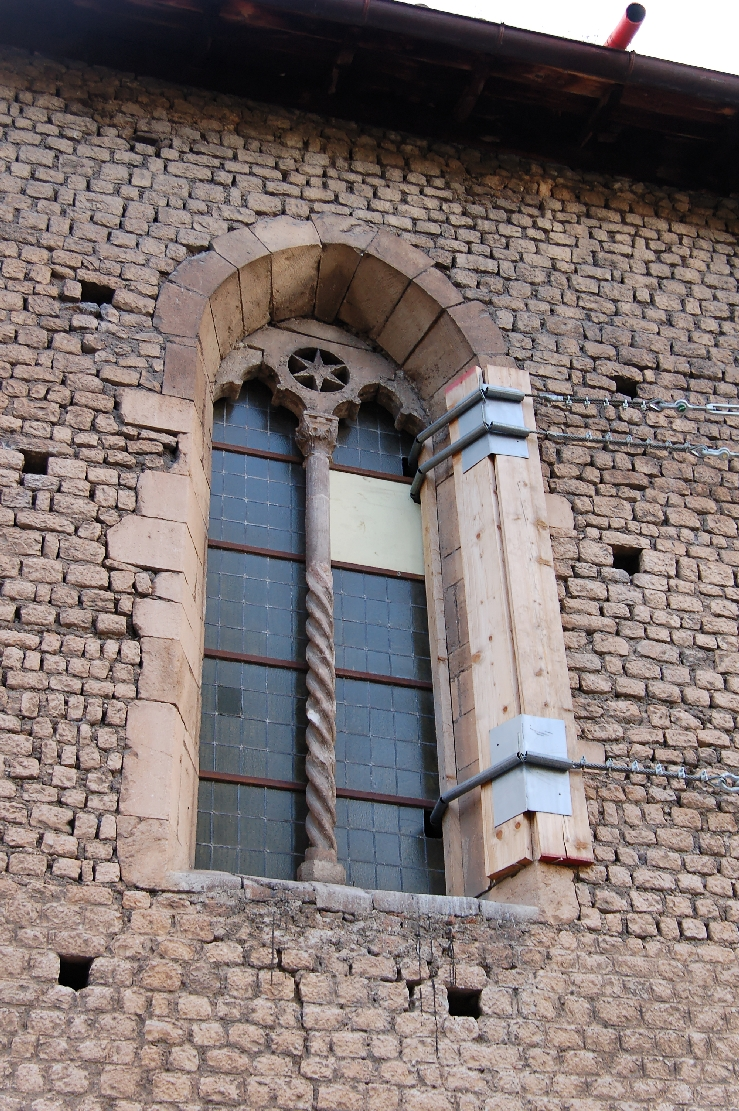
Particolare di una finestre gotica

Si trova nella piazza omonima, nel punto estremo a ovest del rione Santa Maria, accanto al Palazzo Farinosi Branconi. Eretta nella prima metà del XIV secolo e più volte restaurata in seguito a terremoti, la chiesa presenta un grande portale romanico a pietre di colore bianco e rosso, analoghe a quelle che ricoprono la facciata di Santa Maria di Collemaggio, sormontato da un grande rosone centrale. All'interno è presente una copia della Visitazione di Raffaello che sostituisce l'originale trafugata dagli spagnoli nel 1655 ed oggi al Museo del Prado.
La chiesa fu fondata circa nel 1254, durante la costruzione della nuova città. Danneggiata dal terremoto del 1315, poi nel 1349, fu restaurata l'anno successivo nell'impianto attuale. Furono inglobate nella chiesa parte delle Mura dell'Aquila, in particolare un torrione, usato per il campanile. Dopo il terremoto del 1461, la famiglia nobile Branconio, sempre più influente, finanziò i ripari della chiesa, con opere rinascimentali all'interno, opera di Francesco da Montereale. Nel 1586 la Cappella Branconio, fatta costruire dalla stessa famiglia per simboleggiare la propria potenza e mecenatismo, fu affrescata magnificamente da Giovanni Paolo Donati, e nel 1625 modificata da Giulio Cesare Bedeschini. Nel 1703 fu devastata dal Grande Terremoto, e l'interno fu profondamente modificato in stile puramente barocco, poi smantellato nei restauri degli anni 1970. Un restauro del 1946 ha riportato alla luce importanti affreschi tardo gotici e rinascimentali del Maestro di Offida.

#### Chiesa di Santa Maria del Carmine (o Santa Maria di Assergi)

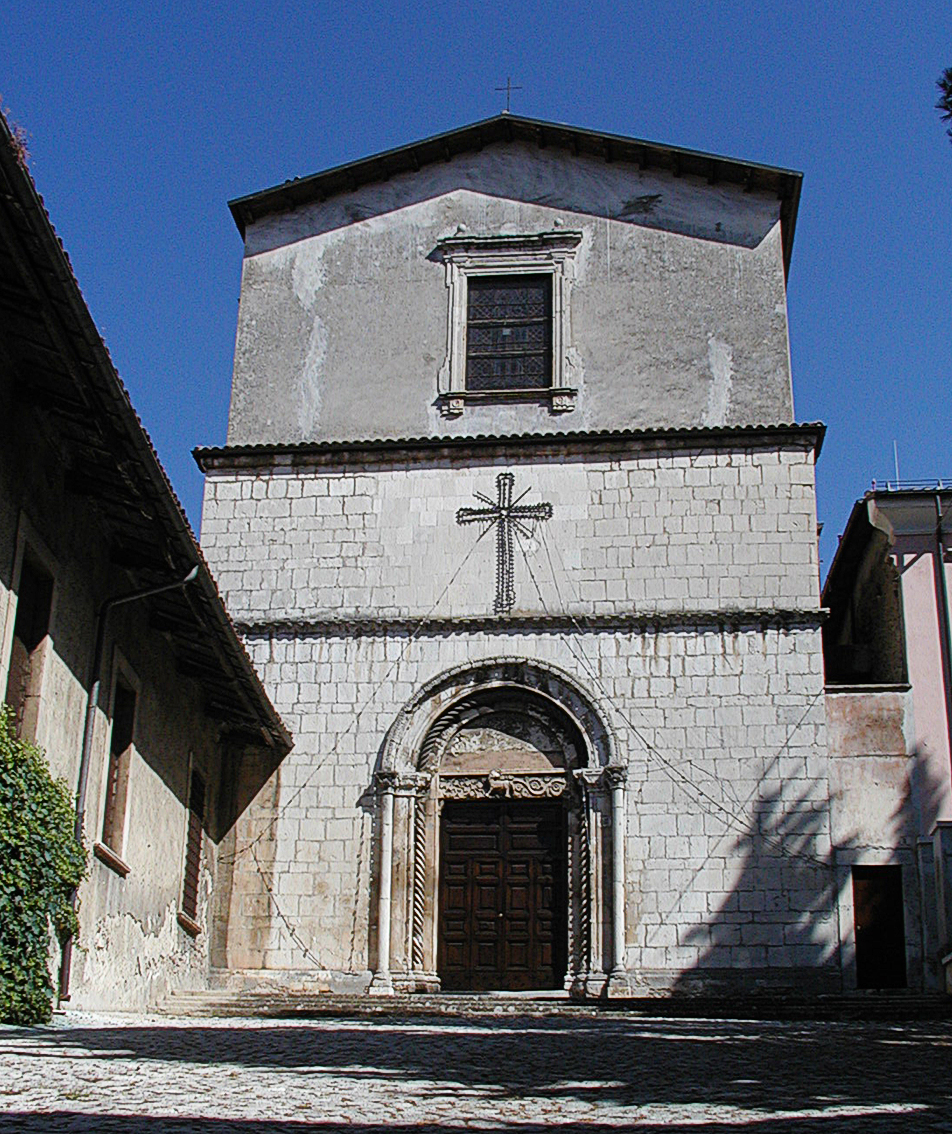
Chiesa del Carmine (2007)

Porta nel rione Santa Maria a est, lungo via Carmine. Chiesa del XIII secolo, costruita durante la Fondazione del castello di Assergi, che la chiamò come la parrocchia del piccolo borgo sul Gran Sasso. La chiesa subì varie modificazioni, e nel 1609 fu retta dalla Congrega della Beata Vergine del Carmelo, da cui il nome. Dopo il terremoto del 1703 fu nuovamente modificata con uno schema barocco, che praticamente avvolge tutta la struttura.

#### Monastero di Sant'Amico delle Agostiniane femmine

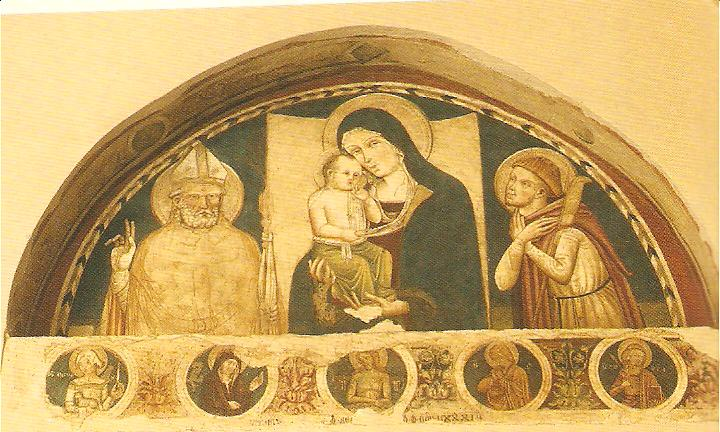
Lunetta del portale di Sant'Amico, affrescata da Antonio da Atri (XV secolo), raffigurante la Madonna col Bambino tra Sant'Agostino e Sant'Amico

Si trova nel rione Santa Maria, nella piazza omonima, in un locale parallelo al viale Duca degli Abruzzi. Abitato sin dal 1370 dalle monache agostiniane, fu un luogo di silenzio e di preghiera, difficilmente accessibile al clero; fino al terremoto del 2009 era abitato da dieci monache con stabile residenza. I restauri del dopo sisma si sono conclusi nel 2014. Durante i restauri sono stati scoperti importanti affreschi cinquecenteschi, precedentemente non visibili perché dopo il 1703 il monastero era stato ricostruito in forme barocche.
La chiesa esterna ha un aspetto rinascimentale-barocco sobrio, con un portale di forme classiche, nella cui lunetta si conserva un affresco di Antonio da Atri con la Madonna col Bambino tra i santi Amico e Agostino, datata al 1381. L'interno è a navata unica, riccamente decorato da stucchi. Sul fianco si apre il monastero, oggi trasformato in parte in convitto per l'educazione, sin dall'antichità, delle più importanti famiglie aquilane. Nel Seicento il monastero venne rifondato dal vescovo Gonzalo de Rueda, per raggiungere fino al primo Settecento il massimo splendore. La configurazione non è stata alterata fino ad oggi: un complesso di volumi disposti a T, coro e chiesa con antistante atrio, su cui si aprono due portali in pietra, uno a timpano curvilineo intero, e l'altro più grande d'ingresso, di aspetto settecentesco. In seguito agli interventi di restauro, la parte più antica del monastero di matrice quattrocentesca, con porticati e ambienti voltati a crociera ornati dagli affreschi rinascimentali, è tornata all'originale fattura.
La chiesa, danneggiata dal terremoto del 2009, è stata riaperta nel 2016, insieme all'annessa biblioteca.

#### Chiesa e convento di San Basilio
- Chiesa di San Basilio a L'Aquila.

Si trova nel rione Santa Maria, nel piazzale omonimo a ridosso delle mura, dove nel primo Novecento fu fondato l'ospedale San Salvatore (presso l'ex monastero di Sant'Agnese). Il monastero fu fondato secondo la tradizione nel 496 d.C. da Sant'Equizio, discepolo di San Benedetto e terzo dei 4 patroni aquilani. La chiesa attuale però, dalle testimonianze esistenti, si può datare intorno all'anno 1000 come prima ricostruzione; nel 112 fu riconsacrata dal vescovo Dodone, e visse i suoi periodi più floridi come sede delle Monache Benedettine Celestine, alla pari di altre congregazioni femminili monastiche dell'Aquila, come la chiesa di Sant'Amico. Le monache contribuirono con il convitto a potenziare la crescita culturale ed economica della città; nel 1493 la regina Giovanna II di Napoli andò a visitarlo, così come Maria Pereyra Camponeschi, parente di papa Paolo IV. Nel XVII secolo le Benedettine vennero sostituite dalle Celestine e fu in questo periodo che il monastero fu ricostruito secondo le forme barocche.

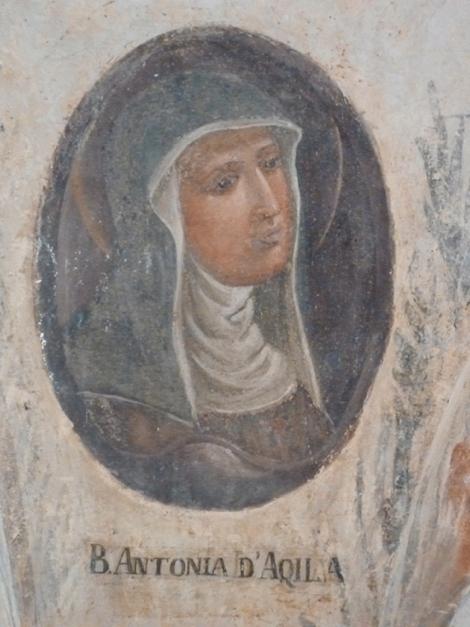
Affresco della beata Antonia da Firenze, presente nel convento di Sant'Angelo a Ocre (AQ); la monaca fu badessa dell'attuale convento della Beata Antonia, riconsacrato a suo nome

La struttura si affaccia dall'alto del lato settentrionale della città, e si articola attorno al chiostro che, a pianta trapezoidale, risulta aperto in archeggiature piuttosto basse, al piano terra e in file di finestre a quello superiore, caratterizzato da murature ad intonaci. La chiesa ha pianta longitudinale, addossando la propria facciata all'estremo del prospetto settecentesco, formando con esso un angolo retto dal quale prende spazio un'ampia piazza. La facciata della chiesa è verticale e snella, divisa da due ordini da un robusto cornicione marcapiano; l'ordine inferiore è riempito da un portale con timpano curvilineo schiacciato, su mensole angolari, e da un'apertura rettangolare a mostre sagomate, quello superiore da una finestra a sesto ribassato.
L'interno è sostanzialmente settecentesco, formato da una navata unica con volta a botte, con due cappelle per lato, concludendosi con uno spazio centrico presso il presbiterio, coperto da cupola. Quest'ultimo si integra in maniera efficace con la parte longitudinale, creando nell'insieme un particolare effetto plastico. La parete di fondo della zona absidale è compresa in un'ampia archeggiatura dominata da un lunettone con decorazioni marmoree policrome. In basso sporge l'altare maggiore con alto timpano spezzato su paraste corinzie. Il dipinto centrale è di Francesco De Mura del 1733 e raffigura Gesù, Dio Padre e i Santi. Dalle pareti laterali si affacciano due cantorie lignee dorate; un altro coro ligneo è posto presso la porta di accesso. I primi altari laterali sono del 1729 di Rocco Cicchi.
Presso la facciata della chiesa si trova il monumentale barocco prospetto del monastero, che si articola su sovrapposte file di finestre, racchiuse in corpose cornici aggettanti. Il progetto del nuovo convento settecentesco venne assegnato a Sebastiano Cipriani, che si occupò anche della ricostruzione della Cattedrale aquilana, dopo il 1703. Interventi per le decorazioni lignee furono affidati al maestro Donato Rocco Cicchi di Pescocostanzo.

#### Chiesa di Santa Maria di Forfona (popolarmente chiamata "di Farfa")

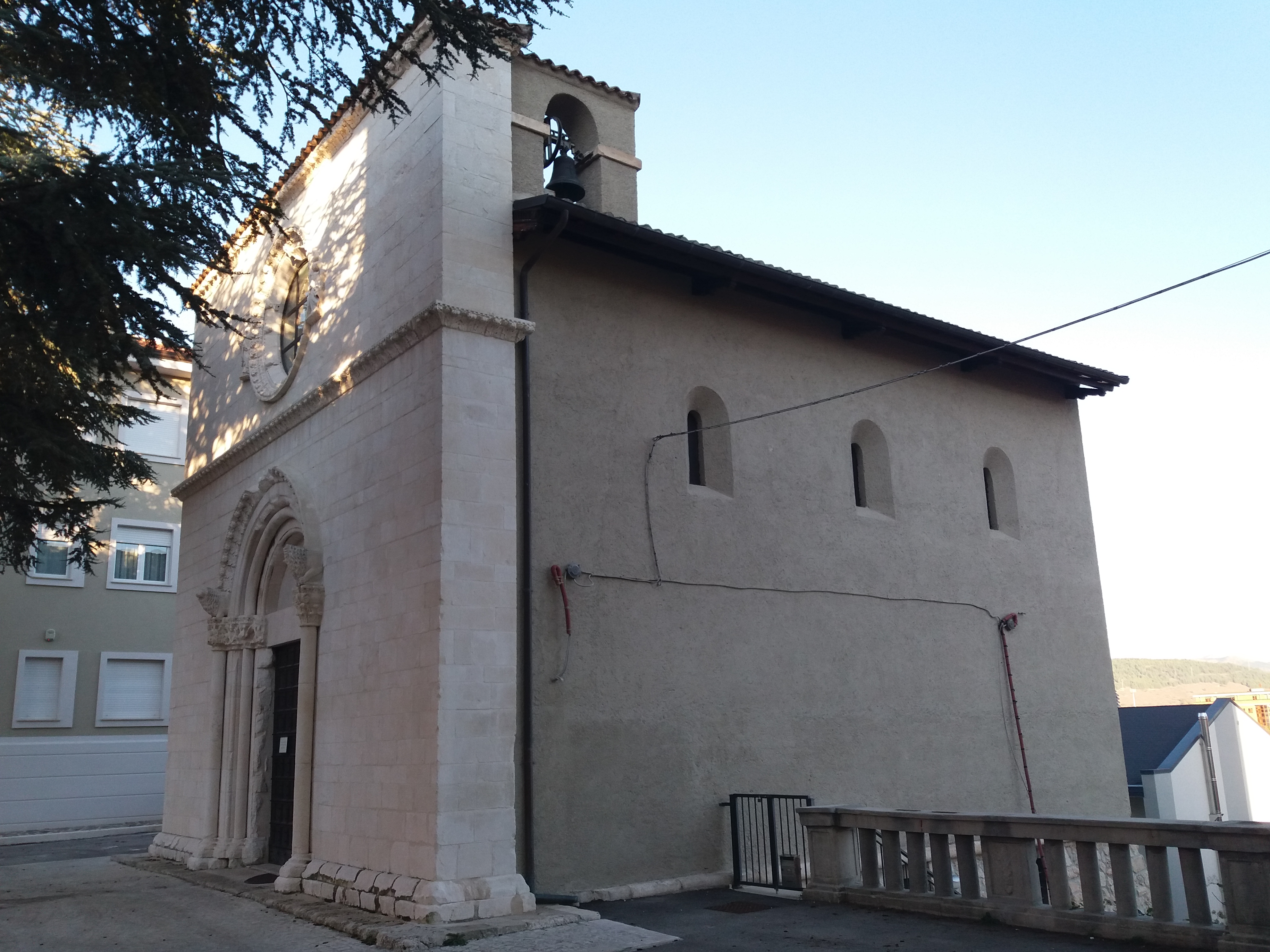
Santa Maria di Forfona (foto del 2018)

Chiesa del rione Santa Maria, posta all'estremo est delle mura, presso Porta Leoni (Piazzale Giacomo Matteotti). La chiesa, benché sia del XIII secolo, è frutto di un rifacimento del 1938, che l'ha profondamente cambiata nell'aspetto planimetrico, conservando solo la facciata romanica. Infatti la chiesa sorgeva isolata dal centro abitato della zona est del Quarto Santa Maria, successivamente con l'edificazione del quartiere residenziale "Costanzo Ciano", oggi Matteotti, la chiesa è stata rifatta, eccetto la facciata, tagliata, e poi rimontata sulla nuova struttura. La facciata a coronamento orizzontale, seguendo il modello delle tipiche facciate aquilane, presenta un portale strombato a tutto sesto, con due colonne laterali dove campeggiano due leoni. Dopo la divisione marcapiano sorge un oculo, che in origine era un rosone, ed è sorretto da due angeli in rilievo. L'interno è a navata unica, ed è molto semplice.

#### Chiesa di Santa Maria della Misericordia

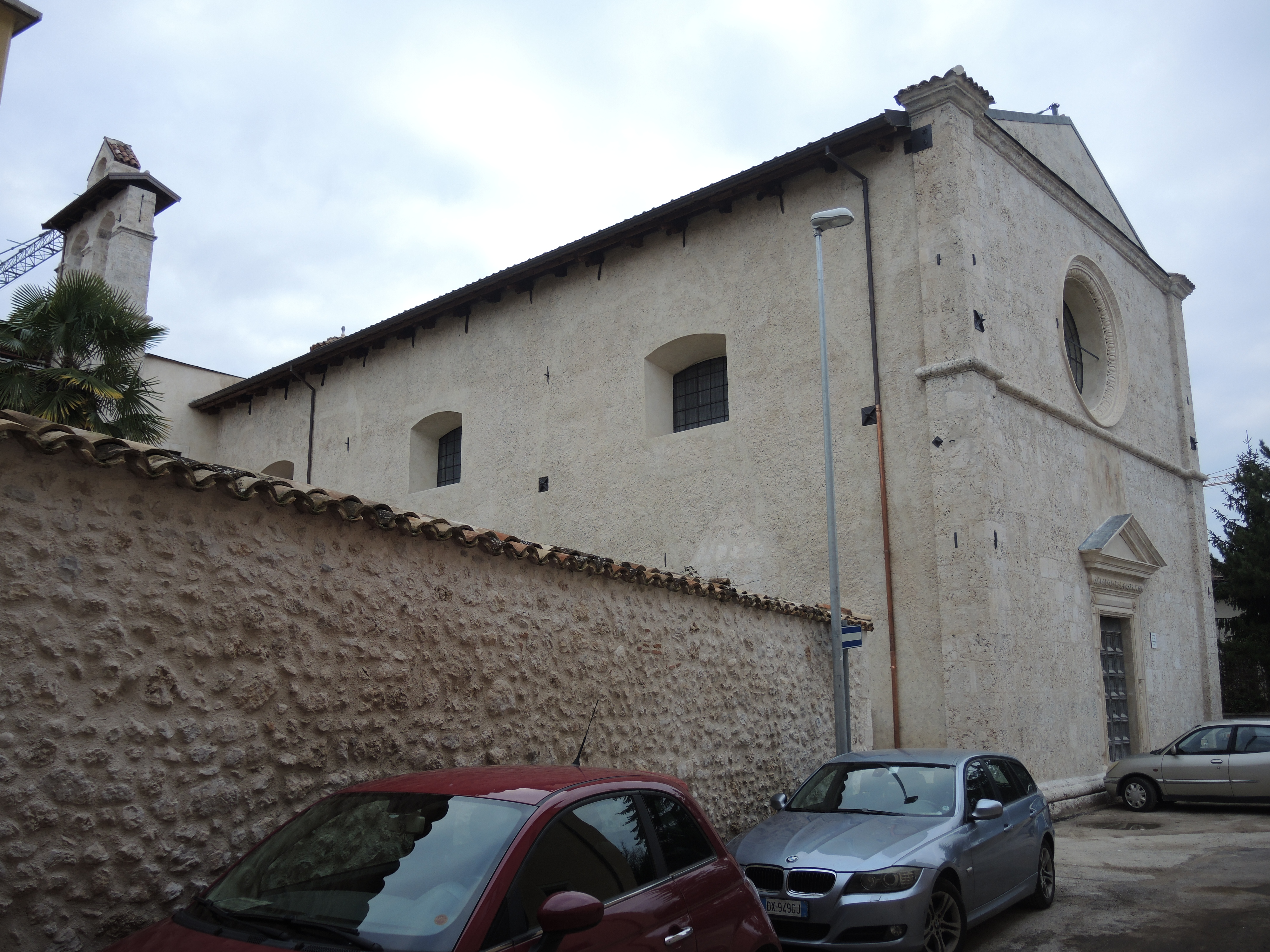
Chiesa della Misericordia

Si trova nel rione Santa Maria, nei pressi della collegiata di San Silvestro, in piazza della Misericordia. Fu costruita a metà Cinquecento, dopo un evento miracoloso dell'apparizione della Vergine. I lavori iniziarono nel 1528, su progetto di maestranze lombarde e terminarono nel 1531. Tre anni più tardi venne realizzato il tabernacolo ligneo, opera di Paolo di Marino da Barete, e l'anno successivo si decorerà la cappella principale, dove si trova l'icona sacra della Vergine della primitiva chiesetta. Dopo il terremoto del 1703 la facciata venne ricostruita seguendo lo schema tipico tardo romanico celle chiese aquilane: coronamento orizzontale con portale cinquecentesco a timpano triangolare, e grande oculo centrale in asse. L'interno venne restaurato in forme barocche, anche se già era a navata unica con cappelle laterali.
All'interno inoltre si trovano tracce di affreschi rinascimentali che erroneamente sono stati attribuiti a Giovan Francesco delle Palombelle, e raffigurano scene della Passione e del Vangelo, come l'Annunciazione, l'Incoronazione. La navata è coperta da volta a botte lunettata, ornata da cornici a stucco. Il disegno delle pareti laterali è stato affidato a una teoria di paraste corinzie ribattute, poste in corrispondenza dell'attacco dei lunettoni della volta superiore, ad inquadrare i sei altari laterali (tre per lato), incorniciati da gruppi di lesene e controlesene, che sorreggono la trabeazione curvilinea, affiancata da specchiature laterali. L'aula è fasciata da una trabeazione continua al di sopra della quale si aprono ampi finestroni rettangolari con timpano semicircolare a sesto ribassato, e decorazione a stucco, composta da putti con ghirlande di fiori. Secondo l'Antonini la decorazione a stucco è da ricondursi a un intervento seicentesco, mentre nel tardo Settecento è stata realizzata la decorazione rococò che riveste la volta della navata.

#### Ex monastero di Santa Maria dei Raccomandati

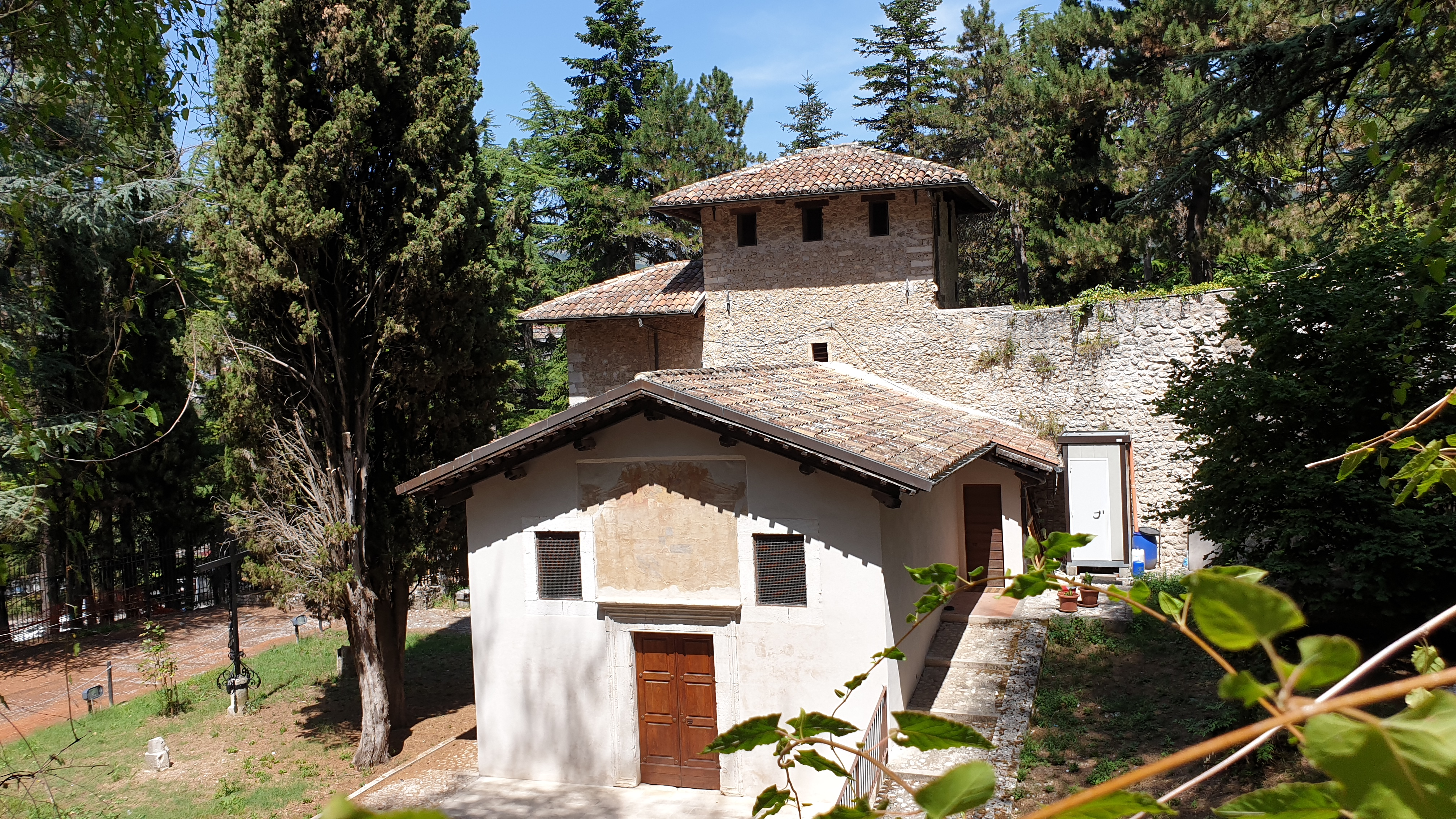
Chiesa del Crocifisso al Parco Castello

Si trova sul Corso Vittorio Emanuele, collegato al Palazzo Fibbioni Lopez, quasi all'intersezione della strada con via San Bernardino. Confinando anche col Quarto di Santa Giusta, questo monastero risale al XIII secolo, possedimento dei Padri Celestini di Collemaggio, e soppresso nel 1867, quando divenne la provvisoria sede comunale dell'Aquila. Successivamente nei primi anni del Novecento è divenuto il museo archeologico civico, che ospita una collezione molto vasta di reperti, tra i pezzi ci sono un letto ad osso rinvenuto a Bazzano, e momentaneamente esposto a Chieti. La chiesa di originale conserva una parte della facciata medievale con un'elegante bifora gotica, l'interno invece a navata unica è stato rifatto nel 1825, e di antico si conserva un affresco rinascimentale della Madonna.
Nel 1924 l'ex convento, che dopo l'Unità fu anche sede provvisoria del Municipio, ospitò il Museo civico archeologico, andato poi a confluire nel 1951 nel Museo Nazionale d'Abruzzo al Forte spagnolo.

#### Chiesetta del Crocifisso
Si trova nel Parco del Castello, costruita presso un torrione delle mura medievali (presso l'antica Porta Paganica), che oggi funge da campanile. La chiesa risale al 1607 voluta da Baltasar de Zuniga; nel 1628 fu realizzata nei pressi una Via Crucis, che raggiungeva la chiesa della Madonna del Soccorso presso il cimitero. La chiesa ospitò anche un tribunale inquisitorio per la tortura dei condannati; nel corso dei restauri sono stati trovati affreschi tardo rinascimentali. Ha pianta longitudinale a croce latina, con il primo corpo della chiesa, molto semplice a forma di capanna, conclusa sul retro dal gruppo delle torri medievali, tre, delle quali la maggiore che funge da abside. L'interno è ad aula unica.

### Quarto di Santa Giusta

#### Basilica di Santa Maria di Collemaggio
- Basilica di Santa Maria di Collemaggio.

Si trova verso la periferia a est, in cima al colle omonimo, seguendo il viale Collemaggio dall'area della villa pubblica. Basilica romanica, costruita per volere di Pietro da Morrone nel 1288, è stata sede di incoronazione papale ed è sede di un giubileo annuale unico nel suo genere. Nel 1972 è stata sottoposta ad un importante restauro con cui si sono eliminate le aggiunte barocche avvenute in seguito al terremoto del 1703 ed è stato riportato alla luce l'originario splendore romanico. Sul lato settentrionale presenta la prima Porta santa costruita al mondo.
La facciata medievale è considerata la massima espressione dell'architettura cristiana d'Abruzzo; si staglia quadrangolare al termine della vasta piazza del Sole, con uno schema ordinato secondo l'ispirazione al Duomo di Todi. Essa si presenta circoscritta da pesanti lesene angolari, suddivisa verticalmente da due cordonature che individuano la navata centrale; orizzontalmente si individua bene una zoccolatura, un primo marcapiano che si arcua in corrispondenza del portale principale, una cornice marcapiano a mensola ben delineata e infine un coronamento orizzontale piano. Lo spazio risulta suddiviso in nove settori, caratterizzati da tre portali e da tre raffinati rosoni a raggi in stile gotico: il centrale a doppio giro di colonnine e archetti. La copertura della facciata è un dualismo cromatico dovuto a masselli di colore bianco e rosso, disposti simmetricamente da formare tanti piccoli quadrati a mosaico, i colori originari civici aquilani, prima del cambiamento dopo il terremoto del 1703, che rimandano alla coloratura della fontana delle 99 cannelle.
La Porta Santa è di fine Trecento, restaurata dal sovrintendente ai monumenti degli Abruzzi Carlo Ignazio Gavini, caratterizzata da intagli di particolare pregio, sormontata dallo stemma di un'aquila; la lunetta ha un affresco della Madonna col Bambino, tra i santi Giovanni Battista e Celestino V, che mostra la Bolla del Perdono, allusione alla festa sacrale della Perdonanza Celestiniana. La facciata ha sul lato sinistro una mezza torre ottagonale in pietra, con rifiniture sulla balaustra della sommità. In passato era usata come pulpito per le prediche, e successivamente, dopo il terremoto del 1703, vi fu installato un campanile a vela, smantellato poi nell'Ottocento e rimontato nella parte retrostante, rielaborando lo stile gotico.
L'interno ha un impianto gotico, a pianta a croce latina con tre navate, ricostruito dal Moretti ripulendo le superfetazioni barocche distruggendo il soffitto ligneo intagliato opera di Panfilo Ranalli di Pescocostanzo, che lavorò anche nelle chiese di Santa Maria della Tomba e San Panfilo a Sulmona. Dopo il terremoto del 1703 l'interno era stato rivestito di colonne barocche sulle tre navate, e un soffitto a cassettoni lignei, smantellato poi completamente nei restauri degli anni 1970. Le arcate sono ogivali e poggiate su pilastri a pianta ottagonale. Di particolare importanza i dipinti collocati lungo la navata destra, cioè la Madonna con Sant'Agnese e Sant'Apollonia - Assunzione e Incoronazione della Vergine - Vita di Pietro da Morrone, opera di Carl Ruther da Danzica, allievo del Rubens. Il soffitto, restaurato dopo quello barocco, è in legno, di tipico stile gotico. L'abside è realizzato con il prolungamento delle tre navate e la realizzazione di due tribune laterali a semiottagono, e una centrale ottagonale. Di interesse sulla cappella a destra il Mausoleo di Celestino V.

#### Chiesa di Santa Giusta da Bazzano Intus
Chiesa capoquarto dell'omonimo rione storico, affacciata nell'omonima piazza davanti al Palazzo Centi, era inizialmente intitolata a San Giorgio, da cui prendeva il nome dell'intero quartiere. La chiesa, eretta nel trecento, presenta una suggestiva facciata a conci levigati con coronamento orizzontale, portale romanico e maestoso rosone ricco di decorazioni floreali e umane. Adiacente al portale si staglia un curioso abbeveratoio.

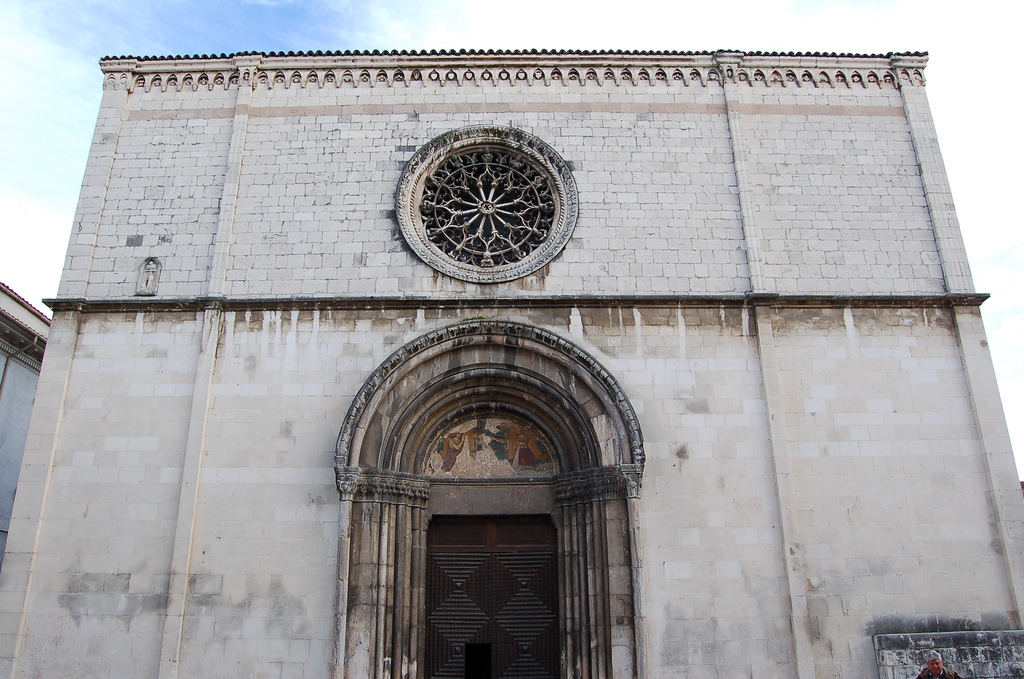
Facciata della chiesa di Santa Giusta

La chiesa è una delle più antiche della città, risalente addirittura prima della Fondazione nel 1254, edificata dai castellani di Goriano Valli (Acciano). L'impianto originario è a tre navate, con transetto sporgente, tipica delle costruzioni trecentesche. L'abside fu ricostruito dopo il terremoto del 1315, finanziati da Paolo di Bazzano. Nel XV secolo vennero condotti lavori per quanto concerne l'apparato decorativo, e la costruzione del coro ligneo absidale. Dopo un periodo di decadenza, Scipione Gentile nel XVII secolo fece costruire il soffitto a cassettoni lignei (1617), e iniziarono i primi interventi invasivi del barocco, che trasformarono profondamente la chiesa all'interno, specialmente dopo la ricostruzione del terremoto nel 1703.
La facciata è di particolare interesse. Fu eretta in stile romanico dopo il terremoto del 1349, rivestita in pietra bianca, e divisa orizzontalmente con cornice marcapiano, incanalata tra lesene, tripartita verticalmente da paraste. La banda verticale di destra ha un abbellimento del fontanile: una vasca rettangolare in pietra, in quadrata tra otto colonnine. Il portale presenta una lunetta affrescata da Giovanni Antonio di Lucoli, raffigurante la Madonna col Bambino tra San Giovanni e Santa Giusta di Bazzano. Il coronamento della facciata è costituito da una sequela di archetti romanico-gotici, mentre al centro della parte superiore figura il rosone a raggi, dove sono visibili 12 figure umane che mantengono simbolicamente la struttura.

#### Chiesa di San Flaviano
Nel rione San Giorgio (o Santa Giusta), lungo la Costa Due Stelle, situata nel locale La Torre. Chiesa del XIII secolo, costruita dai castellani della Torre, ancora prima della Fondazione, e successivamente rifatta dopo il 1349, con il contributo dei castellani di Barisciano, votati a San Flaviano. La chiesa, per la presenza vicino alla parrocchia di Santa Giusta, subì l'influsso romanico trecentesco, e la facciata è molto simile alla chiesa capoquarto per quanto riguarda la parte bassa della facciata. L'interno fu invece profondamente modificato in ambito barocco, a causa della distruzione del terremoto del 1703.
Lo stile della facciata riprende il classico schema aquilano a forma quadrangolare, con lesene laterali e cornicione orizzontale; una cornice marcapiano la divide orizzontalmente; il piano inferiore è cinquecentesco, così come il rosone posticcio. Il portale è l'unico elemento veramente originale, risalente al XIII secolo, e ispirato alla Porta Santa di Collemaggio.

#### Chiesa di San Marco di Pianola
- Chiesa di San Marco.

La chiesa è affiancata quella di Sant'Agostino nell'omonima piazza. Chiesa del XIII-XIV secolo, costruita durante la Fondazione dai castellani di Pianola di Roio, posta nella piazza omonima, accanto alla barocca chiesa di Sant'Agostino. Questo complesso dei Monaci Agostiniani fu eretto nel tardo Duecento con la concessione di Carlo II d'Angiò, e di certo lo stile era del tutto diverso da quello della ricostruzione post sisma 1703 A causa di mancanza di fondi, dopo il terremoto del 2009 i lavori sono ancora fermi. Ha pianta rettangolare a navata unica, di cui la facciata rimane la parte originale del XIII secolo, caratterizzata da muratura in pietra bianca e portale trilobato con lunetta trecentesca affrescata. I due campanili laterali sono un'aggiunta del Settecento. La parte retrostante è decorata da un'abside

#### Chiesa di Sant'Agostino
- Chiesa di Sant'Agostino (archiviato dall'url originale il 18 aprile 2016).

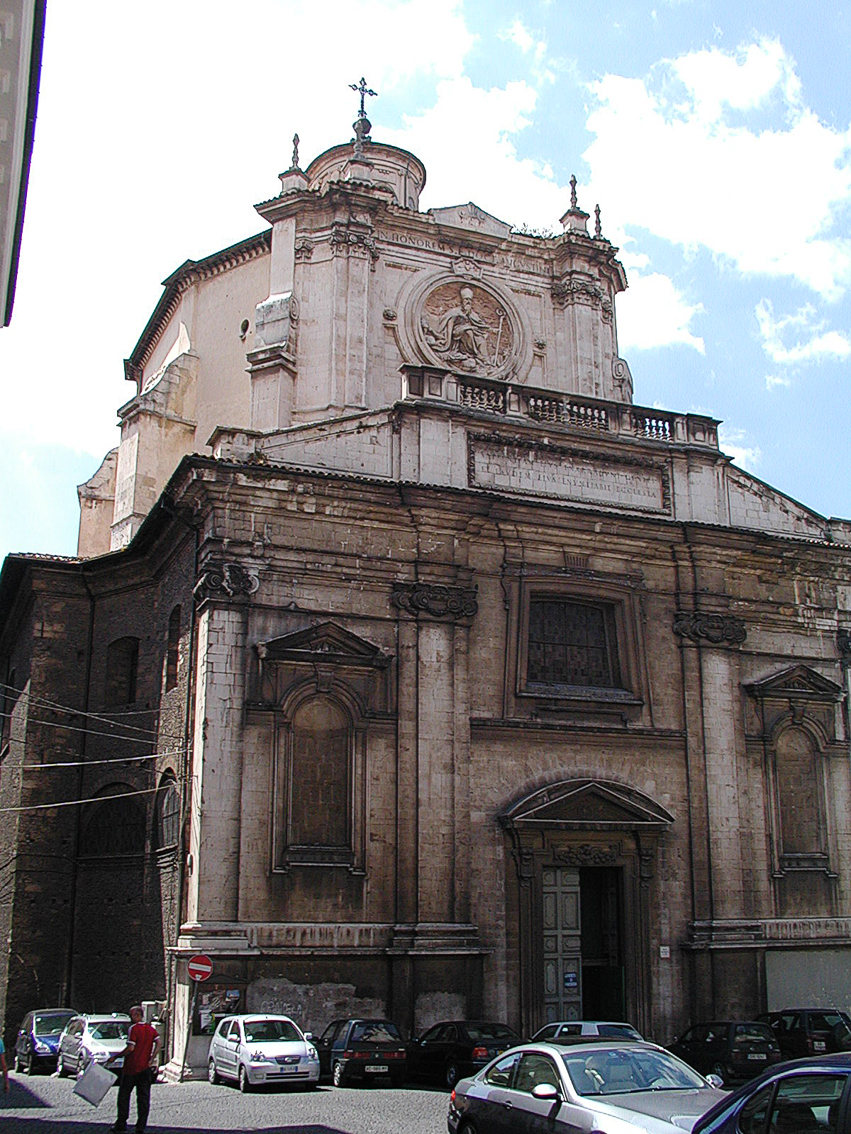
Sant'Agostino nel 2008, prima del terremoto

Si affaccia in Piazza San Marco, in corrispondenza della chiesa di San Marco. Chiesa del XIII-XIV secolo, ma completamente ricostruita da cima a fondo dopo il terremoto del 1703. Fino al 1807 ebbe un complesso conventuale sito nell'attuale adiacente Palazzo del Governo. Il progetto del 1710 venne conferito all'architetto Giovanbattista Contini, e fu terminato nel 1725. La struttura è a pianta ellissoidale (rarità abruzzese), coperto, nel vano centrale, dalla cupola, i cui assi ortogonali sono segnati dall'ingresso; inoltre dal grande coro e dalle cappelle. La chiesa ha due facciate
- La prima facciata principale è costituita da un piano rettangolare tripartito, con un portale architravato in forme classiche, una piccola finestra superiore, e due grandi logge ad arco a tutto sesto sui lati.
- La seconda facciata è scandita da due colonne con capitelli corinzi che ornano il portale semplice. Sui pilastri del tamburo è possibile vedere resti di due colonne robuste che probabilmente erano le portanti della precedente chiesa rinascimentale.

#### Chiesa di Santa Maria degli Angeli e convento dei Riformati

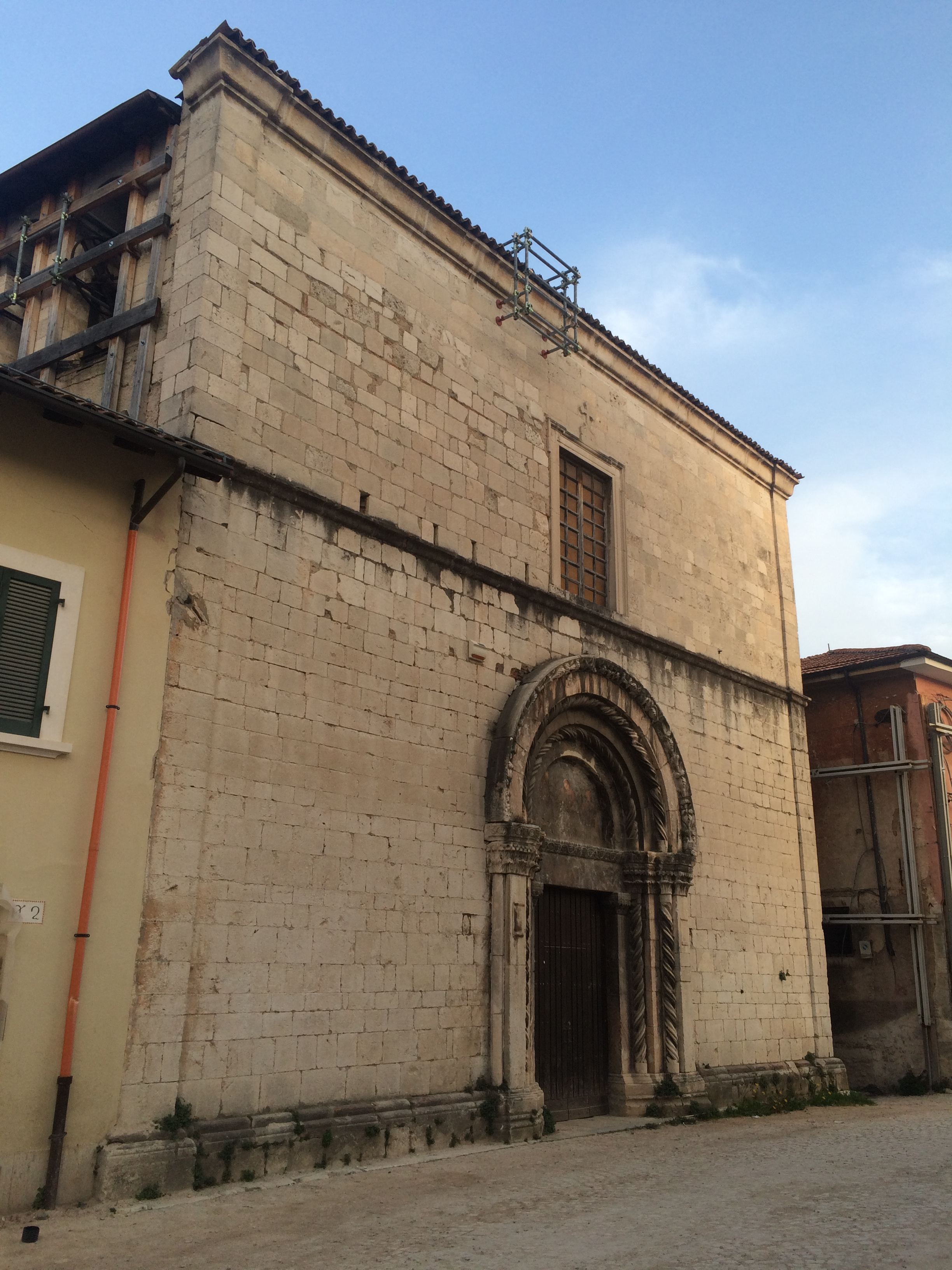
Chiesa di San Flaviano

Si trova presso via Fortebraccio nel rione Santa Giusta, costruita nel XIV secolo insieme al convento omonimo annesso alla villa Alfieri, ma successivamente ridotta rispetto all'imponente facciata che appare sulla strada. La chiesa fu costruita dai castellani di Vasto, borgo di Assergi, intitolata alla Madonna del Vasto. La chiesa storica sorgeva presso la zona dove sorge il Forte spagnolo, abbattuta dunque verso il 1534, ricostruita presso lo storico ex ospedale San Salvatore, e infine ricostruita sotto la villa comunale, conservando perfettamente la storica facciata, rimontata nel 1933 dall'impresa Baratelli. Le uniche aperture inserite nel semplice prospetto a cortina di pietra all'aquilana con coronamento orizzontale, si ispirano alla rosa destra e ai portali minori della Basilica di Santa Maria di Collemaggio, a poca distanza. La mostra a strombo del rosone riccamente intagliato racchiude un traforo in cui spiccano 14 colonnine a sostegno di altrettante arcatelle a tutto sesto trilobate all'interno, e contrapposte da ulteriori archetti trilobati.

#### Chiesa della Madonna degli Angeli a Porta Napoli
Risale al XVII secolo e negli anni '30 vi fu rimontata la facciata romanica della demolita chiesa della Madonna del Guasto, presso l'ex monastero di Sant'Agnese, poi ospedale "San Salvatore".

#### Chiesa di Santa Maria di Picenze
Si trova a Porta Tione, realizzata dai castellani di Poggio Picenze. Dalle notizie storiche la chiesa tardo-duecentesca presentava un corpo più consistente dell'odierno, comprendete anche il fabbricato settecentesco retrostante. Già nel Quattrocento la parrocchia era in decadenza per l'assottigliarsi del numero di parrocchiani, e forse il terremoto del 1461 le dette un colpo mortale. Ricostruita in forme barocche, divenne la parrocchia privata della famiglia Alfieri, che nel 1585 iniziò ad ospitare la Confraternita della Trinità, e nel 1577 si dotò di ospedale per gli ammalati. La forma attuale della chiesa si presenta nel solito allungato volume rettangolare a capanna, cui si antepone la verticale netta della facciata. Essa ricalca la forma precedente i grandi terremoti che sconvolsero la struttura, poiché sulla parete di via Celestino V rimane un affresco quattrocentesco ritraente la Madonna con i santi. Il prospetto principale è posteriore al terremoto del 1703, un quadrante murario intonacato, entro un telaio di pietra concia a paraste angolari, collegate da cornice piana. In basso si apre un portale a luce rettangolare, con mostre scorniciate e timpano spezzato con in mezzo il fastigio della croce; nell'ordine superiore una finestratura rettangolare con base rilevata, cornice e fregio, fiancheggiata da due piccole aperture ovali. L'interno è un esempio unico aquilano per la sua resa spaziale. Il vano unico, entro la rigida scatola muraria, e sotto un soffitto piano, all'interno presenta un gioco sapiente di posizionamento di modelli parietali corinzie e trabeazioni, alternate a masse plastiche articolate in riseghe e segmenti, da lasciar intendere un antico impianto cruciforme, su tronco retto di tre ovali geometrici. Gli altari laterali sono in risalto grazie alle paraste monumentali, l'altare maggiore è più grande, accogliendo la statua lignea della Vergine.

#### Chiesa di San Paolo dei Barnabiti
Si trova tra via Goriano Valle e via Celestino V. Fu fondata nel 1610 dai Padri Barnabiti, che riformarono un collegio nuovo presso l'antica chiesa di San Paolo e San Barnaba, in gestione alla famiglia Carli. La chiesa ebbe notevole influsso sui castellani del quarto fino alla metà dell'Ottocento, quando gli ordini furono soppressi, e l'educazione venne affidata a collegi civili e non più religiosi. La chiesa è molto semplice, completamente trasformata nello stile barocco. Si affaccia su via Celestino V, ed ha un aspetto molto semplice e sobrio, con portale architravato a timpano triangolare, e annesso corpo settecentesco rettangolare per il collegio dei Padri. L'interno a navata unica conserva il tipico fastigio di stucchi e paraste corinzie, con cappelle laterali.

#### Chiesa di Cristo Re

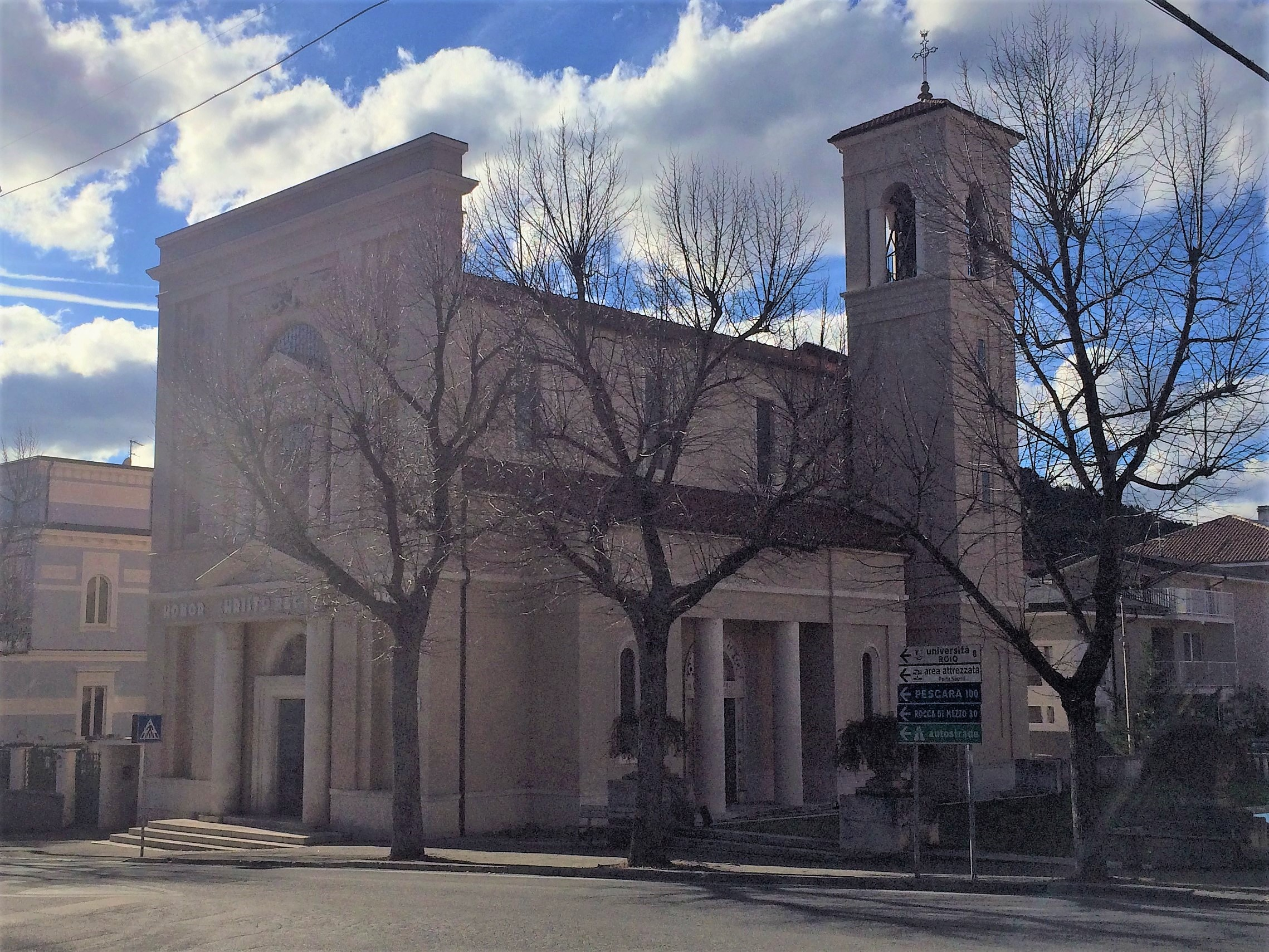
Chiesa di Cristo Re

Lungo viale F. Crispi, è detta affettuosamente la "centesima chiesa aquilana" per le sue origini recenti. Fu costruita in stile eclettico razionalista nel 1935 dall'architetto Alberto Riccoboni, seguendo tuttavia uno schema ancora classico di impianto rettangolare con facciata a coronamento orizzontale, tripartita verticalmente da lesene, con portale i cui battenti sono rivestiti di rame sbalzato. Negli ordini superiori si apre un finestrone centrale in asse, che ripete il motivo del protiro, sulla quale due angeli sorreggono una corona, da cui il nome della parrocchia. L'altorilievo è di Ulderico Conti, che realizzò anche le statue interne dell'altare maggiore di Riccoboni. Il campanile è una semplice torre con cella campanaria.
L'interno è a navata unica e presenta l'altare maggiore dedicato a Cristo, dominato da una colossale statua in bronzo del Redentore sullo sfondo di una grande croce di travertino. Il paliotto argenteo raffigura 6 angeli in volo che adorano il monogramma.
La chiesa che ha subito danni a causa del terremoto del 2009, è stata restaurata e successivamente, riaperta nel 2014.

### Quarto di San Pietro

#### Chiesa di San Pietro a Coppito

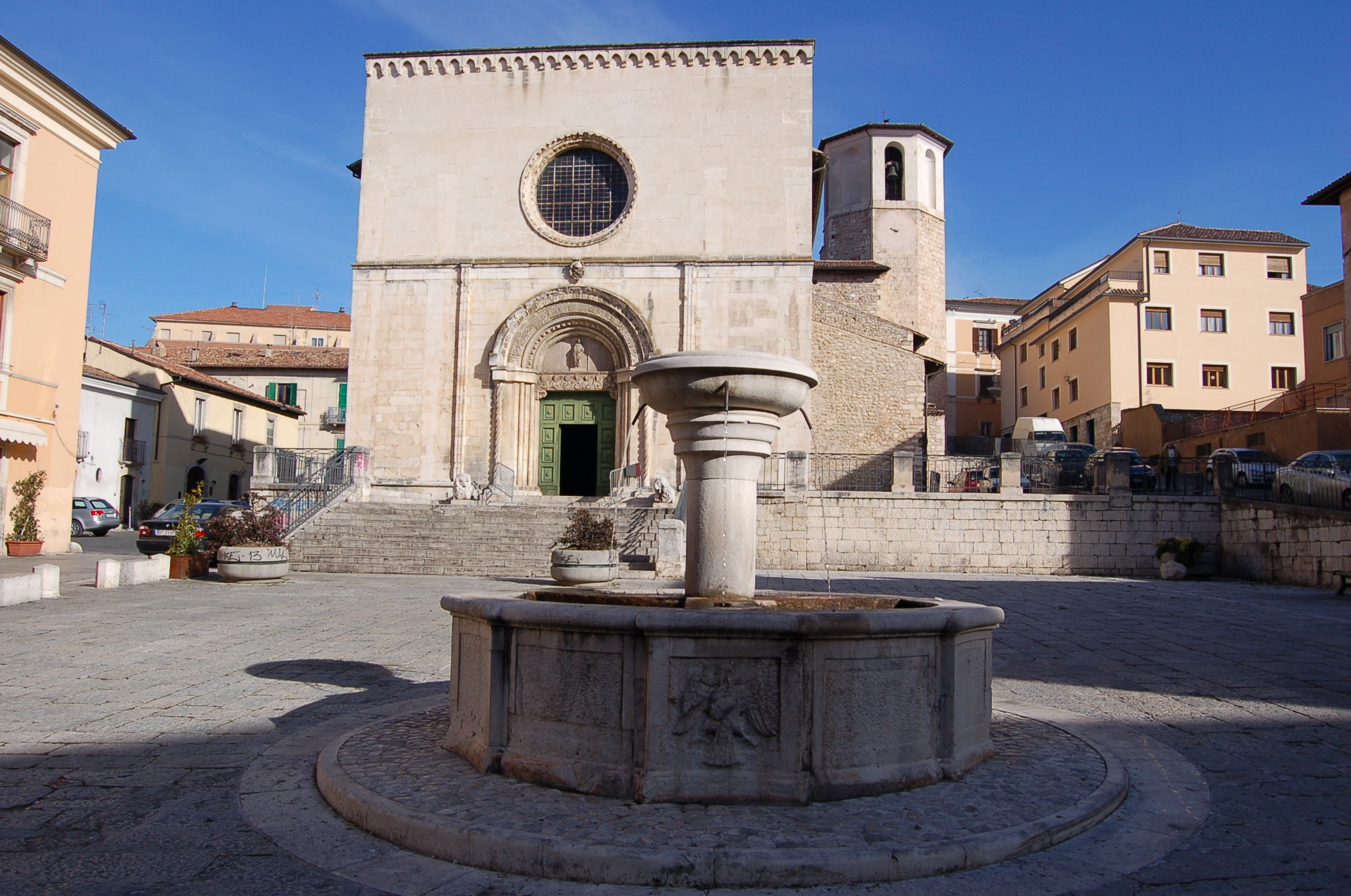
Vista della piazza e della chiesa di San Pietro di Coppito

Chiesa capoquarto del rione storico di San Pietro, sorge nell'omonima piazzetta abbellita da un grazioso fontanile a pianta dodecagonale; in originale queste fontane romaniche dovevano abbellire tutte le piazze della città, dato che se ne ritrovano esemplari coevi nella Piazza Santa Maria di Paganica, in Piazza Santa Margherita, in Piazza Santa Giusta e in Piazza San Marciano. Eretta nel XIII secolo, la chiesa è un classico esempio di romanico aquilano, con la facciata a coronamento orizzontale, il portale ricco di decorazione e sovrastato da una finestra circolare e l'adiacente torre campanaria. Più volte danneggiata, nel corso della sua storia, da terremoti e ricostruita, è stata violentemente sfregiata dal terremoto del 2009. Nel 2014 è stata ricostruita la facciata, mentre i lavori di ricostruzione totale sono ancora in corso.
La facciata originaria era medievale, di stampo romanico. Dopo il terremoto del 1703 essa fu ricostruita completamente in stile barocco, decorata da paraste e cornici marcapiano. Negli anni 1970 un restauro completo della chiesa, voluto dal sovrintendente Mario Moretti, in chiave neo medievale, demolì la facciata per la ricostruzione secondo lo schema originale. Essa è rivestita in pietra bianca, si presenta divisa orizzontalmente da cornice marcapiano, e verticalmente da lesene. Il coronamento è costituito da arcatelle cieche a sesto acuto, poggiate su elementi zoomorfi. Il portale romanico è affiancato da due leoni in pietra di epoca romana, provenienti dal sito archeologico di Amiternum; al di sopra del portale si staglia una finestra circolare invetriata. Il portale ogivale è in stile borgognone, e la torre campanaria è a pianta ottagonale, la cui parte superiore è frutto di una ricostruzione post-sisma 1703.

#### Complesso monastico di San Domenico
- Chiesa di San Domenico.

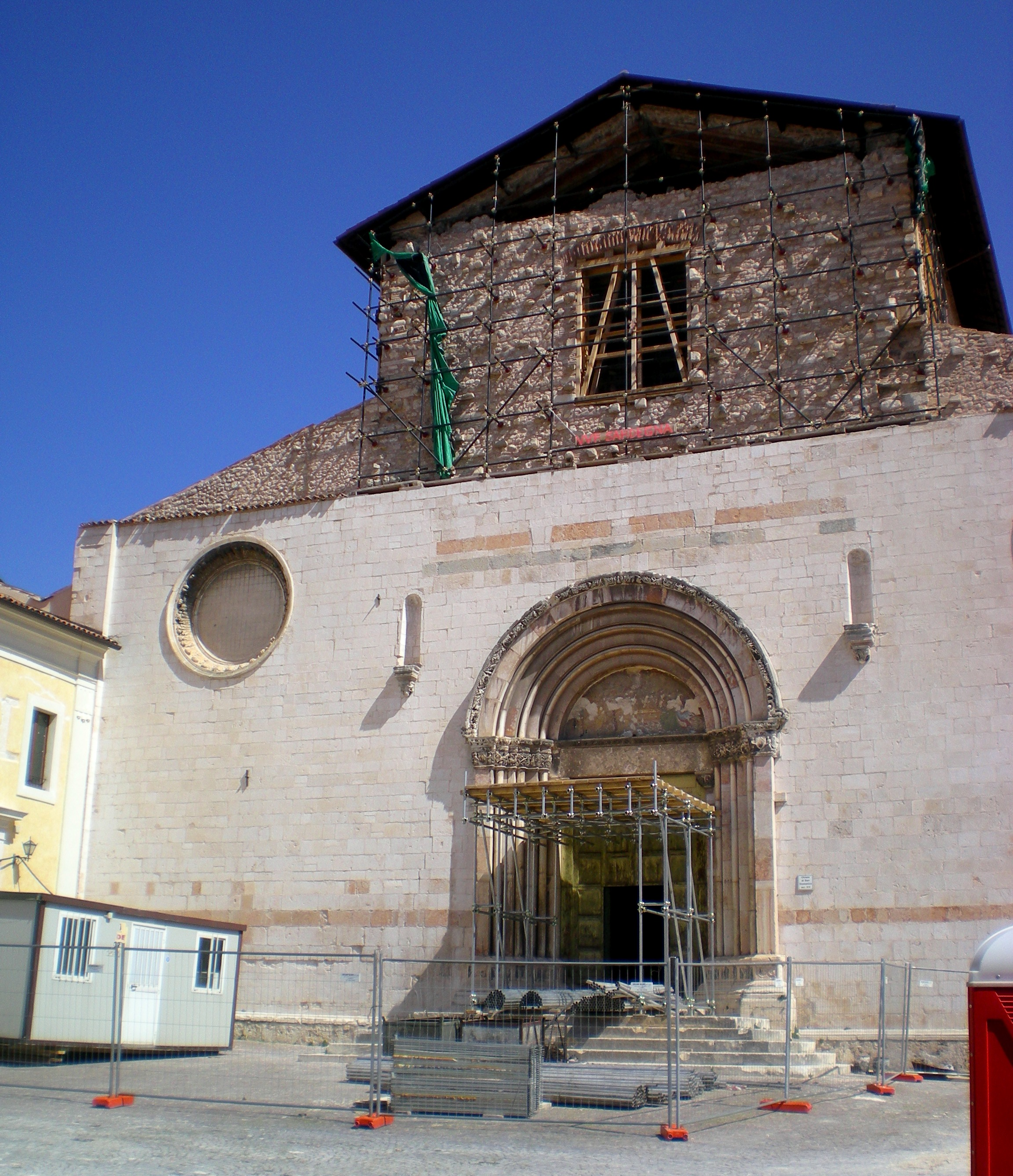
La facciata di San Domenico (2010)

Imponente complesso conventuale del rione San Pietro, lungo la via Angioina. San Domenico sorge nel luogo in cui un tempo sorgeva il Palazzo Reale; fu lo stesso re, Carlo II di Napoli, a donarlo ai frati domenicani ed a patrocinare la realizzazione della chiesa chiamando dalla Provenza maestranze francesi per l'occasione, come testimonia l'originale facciata laterale e relativo portale. Nel 1703, un violentissimo terremoto fece crollare il tetto della chiesa distruggendo l'interno e uccidendo seicento fedeli; successivamente l'interno venne ricostruita in stile settecentesco.
La chiesa è in realtà un Complesso Conventuale molto ampio, organizzato nella chiesa principale a pianta a croce latina, e in una struttura del convento e dell'ostello dei pellegrini. La facciata è molto semplice, ma solenne, nonché incompiuta dei restauri del dopo-terremoto 1703. Essa, in pietra squadrata, risalente al XIV secolo, con due finestroni circolari laterali che circondano quello maggiore centrale. Di interesse soprattutto il portale romanico in pietra bianco-rossa, molto simile a quello di Collemaggio.

#### Chiesa di Santa Margherita o dei Gesuiti
- Chiesa del Gesù o di Santa Margherita a L'Aquila.

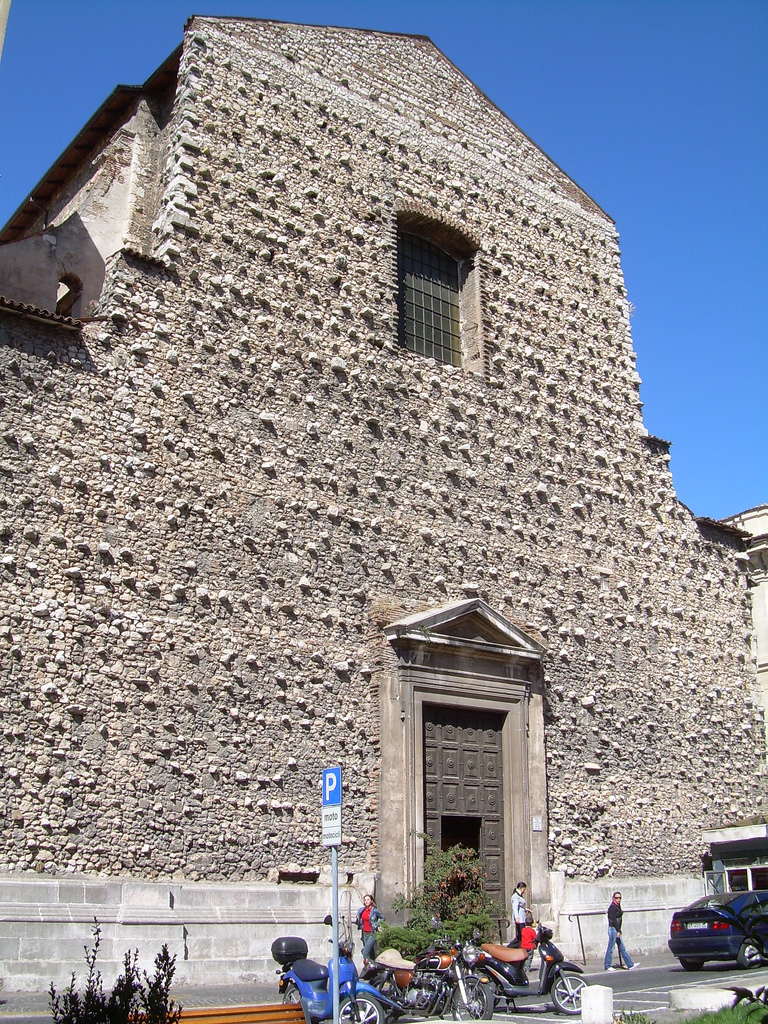
La chiesa di Santa Margherita o del Gesù

Nel rione San Pietro, lungo via Andrea Bafile e la piazzetta omonima, si affaccia nell'omonima piazza. Costruita nel 1636 demolendo la vecchia chiesa medievale, per volere dei Padri Gesuiti, costituisce l'unico edificio religioso del quartiere aquilano con annesso collegio ad essere sopravvissuto sino ad oggi. Il progetto di costruzione era davvero ambizioso, ma vari contrattempi ne impedirono il completamento, come si denota già dalla facciata: essa è rozza, mostrante ancora i dentelli per le impalcature, e solo il semplice portale architravato rende il contesto interessante. Il progetto prevedeva una pianta a croce latina con transetti e absidi; l'interno è molto più ornato dell'esterno. La pianta è rettangolare a navata unica, coperta da volta a botte, affiancata da tre profonde cappelle per lato, intermezzate da setti murari scanditi da coppie di paraste corinzie. Interessante è l'alternanza tra i vuoti delle cappelle e le parti del muro, articolazione nota come "travata ritmica". Gli stucchi delle pareti della navata e delle volte delle cappelle creano una decorazione plastica che conferisce alla chiesa un notevole carattere barocco tra le varie chiese aquilane.
Arrangiata risulta l'abside, poiché costruita non seguendo il progetto originale; la parete è tripartita in verticale dalle medesime paraste presenti nel resto dell'aula, al centro vi è una nicchia contenente il Sacro Cuore, mentre le bande laterali sono quasi completamente riempite da due grandi dipinti incorniciati: Santa Margherita Alacoque e Beato Claudio de la Colombiére, influente nella diffusione del culto del Sacro Cuore. La controfacciata è occupata da un organo con cantoria a tre snelle arcate su esili colonne marmoree, realizzata nel 1717 da Gaetano Antonucci. Le cappelle sono molto decorate dagli stucchi tipici barocchi, e ospitano degli altari con delle tele. Degna di nota è la cappella di Sant'Ignazio con la tela di Gregorio Grassi e gli affreschi di Girolamo Cenatiempo.

#### Monastero della Ss.ma Eucaristia e chiesa della Beata Antonia
- Monastero della Beata Antonia.

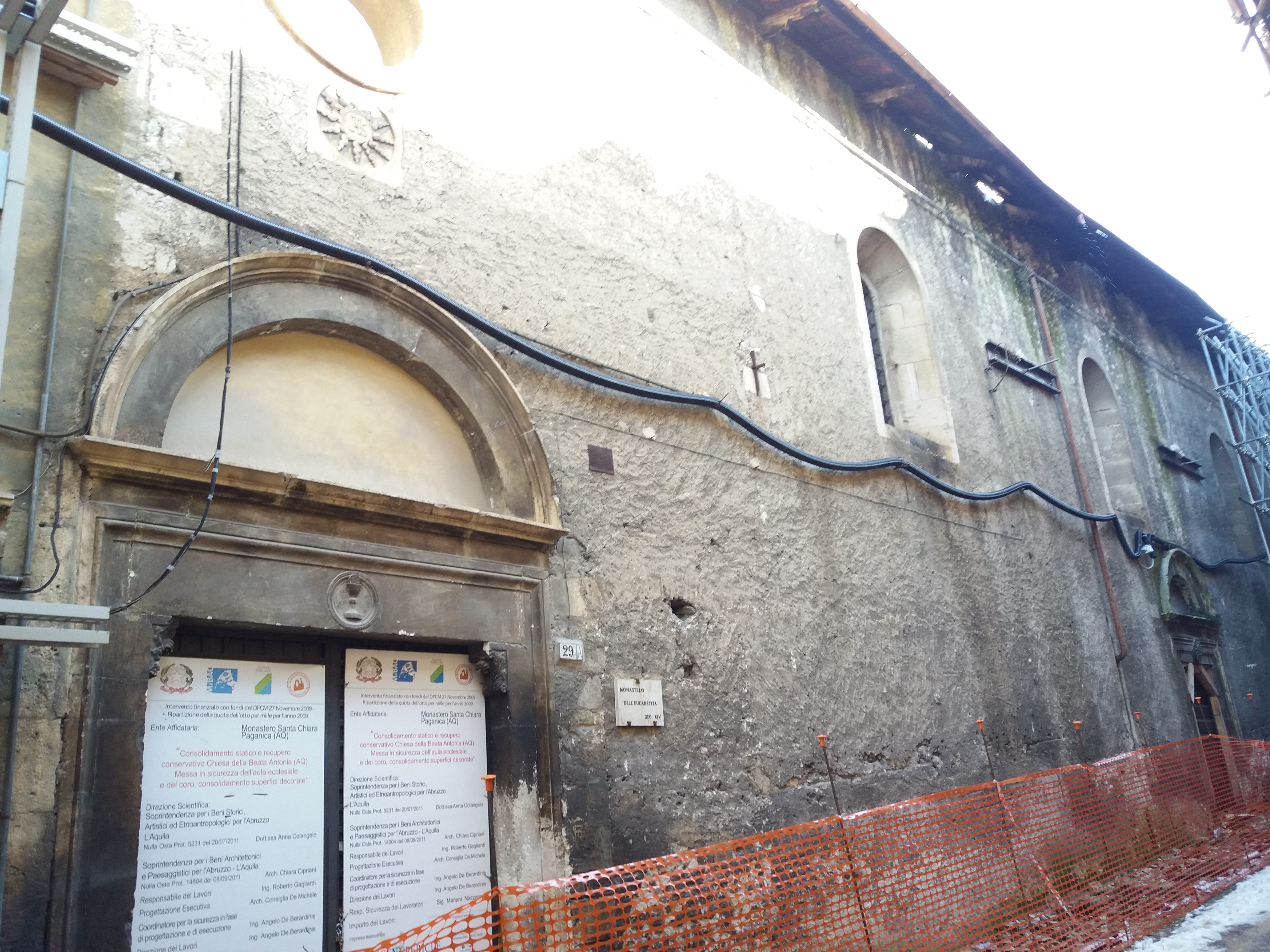
Monastero della Beata Antonia

Il monastero si trova nel rione San Pietro, tra via Sassa e via Sallustio, fondato nel 1349 per volontà testamentario di Giacomo Gaglioffi. Nel 1447 San Giovanni da Capestrano lo affidò ad Antonia da Firenze, che come badessa lo guidò per sette anni, fino alla morte. Il corpo della Beata Antonia restò nel monastero fino al 2006, quando fu trasferita nel convento di Santa Chiara in contrada Paganica. dopo 6 anni dal terremoto, la salma per la ricostruzione della chiesa è stata ritrasferita all'Aquila. Fino all'Ottocento il monastero visse un tranquillo periodo, finché con le soppressioni monastiche dei francesi, iniziò a subire le prime mutilazioni, come la demolizione degli archi medievali del ponte che unica il convento all'ospedale, attuale ex Conservatorio musicale "A. Casella"; nel 1941 ci fu l'abbattimento di parte del chiostro per realizzare la moderna via Sallustio. La facciata risale al Quattrocento, caratterizzata da un semplice portale, con lunetta ornata da un dipinto di San Francesco che riceve le stimmate. Il monastero ha pianta rettangolare, con interno a navata unico decorato da massicce volte a crociera, che poggiano su capitelli pensili rinascimentali. Lo spazio è ripartito in due ambienti distinto: l'uno riservato alle monache e l'altro ai fedeli. Il muro divisorio reca una grata che permetteva alle monache di seguire all'interno le funzioni religiose. Il coro, interamente affrescato e composto da 97 stalli, è opera di maestranze milanesi, e datato 1516.
All'interno della chiesa si trovano invece affreschi rinascimentali di Giovan Paolo Cardone, Andrea De Litio e Francesco di Montereale. Del De Litio c'è l'Adorazione del Bambino; mentre presso il parlatoio, ancora conservato, si trova l'affresco della Madonna col Bambino e Sant'Ansano.

#### Ex chiesa di San Biagio d'Amiterno - Basilica di San Giuseppe Artigiano
- Parrocchia Universitaria di San Giuseppe Artigiano.

Sorge in via Sassa, attaccata alla cappella di San Giuseppe dei Minimi, e con la facciata rivolta in corrispondenza della chiesa a pianta ellittica di Santa Caterina martire e del Palazzo Gaglioffi Benedetti. Fino al 2013 prima dei restauri, era nota come "San Biagio d'Amiterno", e riconsacrata con nuovo titolo dopo il restauro post sisma 2009, è una delle poche chiese oggi accessibili del centro. La vicenda edificatorio di "San Biagio, posta nel locale di San Vittorino, a due passi dalla Cattedrale su via Roio, affiancata dall'oratorio di San Giuseppe dei Minimi, è intimamente legata alla fondazione della città, e alle attività ricostruttive successive per via dei terremoti. Nel corso della prima guerra mondiale la chiesa divenne magazzino dei soldati, e successivamente venne sconsacrata per essere un deposito di mercati, fino ai restauri cospicui dopo il 2009, che l'hanno riportata allo stato originario. La chiesa si affaccia su via Sassa dai castellani di Amiternum, presso l'area espansiva del Duomo, mantenendo un'autonomia giurisdizionale nell'ambito religioso.

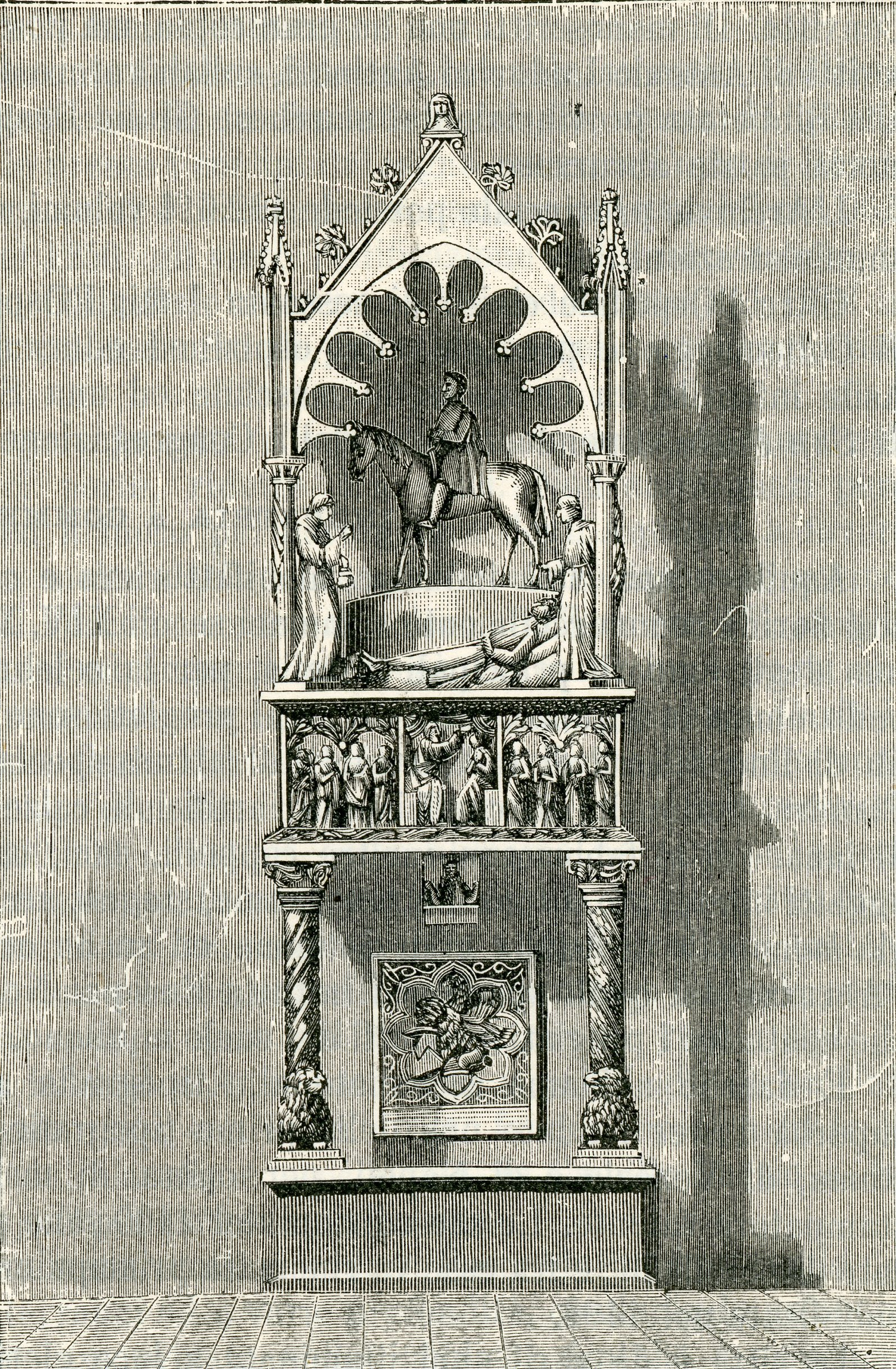
Incisione storica del monumento funebre a Pietro Lalle Camponeschi, opera di Gualtieri d'Alemagna, conservato nella Basilica di San Giuseppe

La chiesa precedente la distruzione del 1259 si trovava in un locale diverso, e con la nuova ricostruzione del 1266 fu traslata verso Occidente, come dimostrano i resti di un'antica chiesa presso il palazzo adiacente. L'aspetto medievale oggi è andato completamente perduto dopo il disastroso terremoto del 1703, quando la chiesa fu ricostruita ex novo, ruotando l'asse longitudinale in corrispondenza del trasversale d'origine. Originale, che crea un collegamento con la sua storia antica, è il monumento equestre a Pietro Lalle Camponeschi di Gualtiero d'Alemagnia; l'interno oggi è suddiviso in tre navate con volte a botti lunettate, progettate da Francesco Bedeschini. Dopo il 1703 l'antico oratorio della Madonna del Suffragio, presso l'attuale San Giuseppe dei Minimi, si spostò in piazza Duomo nell'attuale chiesa delle Anime Sante, e la chiesa di San Biagio venne riedificata daccapo con tre absidi semipoligonali, secondo uno schema della basilica inconsueto per il periodo dei grandi restauri in stile gesuitico, non rispettato neanche dalle ricostruzioni delle chiese di San Domenico e San Silvestro. Di medievale nella chiesa si trovano anche alcune tombe di vescovi, il pavimento originale in pietra, qualche affresco presso l'altare, tra cui il ritratto di San Biagio vescovo, mentre per il corredo di tele nel 2012 fu chiamato Giovanni Gasparro, opere davvero originali nel progetto di ricostruzione e restyling del centro storico, che ben si collegano con la tradizione antica.

#### Oratorio di San Giuseppe dei Minimi

Oratorio di San Giuseppe

Si trova attaccata alla Basilica di San Giuseppe (x chiesa di San Biagio di Amiterno), con la facciata rivolta tuttavia su via Roio a differenza dell'attigua chiesa. Risale al 1646, quando una parte della vecchia chiesa di San Biagio venne ceduta alla Confraternita del Suffragio, mantenendo dell'antica fabbrica medievale le due monofore ogivali e il portale trecentesco, ancora oggi presenti sulla facciata. L'interno, già in ricostruzione per ampliamento, subì una nuova ricostruzione dopo il 1703, quando nel 1708 i due altari ebbero la concessione di spostamento, vennero traslati nella nuova chiesa di Piazza Duomo nel 1719. La piccola chiesa di via Roio fu venuta alla Confraternita dei Minimi nel 1819, che l'acquistò insieme alla cadente chiesa di San Biagio, e restaurata completamente da Giovan Francesco Leomporra, architetto della chiesa delle Anime Sante. Anche la facciata fu intonacata in stile barocco, ma smantellata già nei primi anni del Novecento e restituita allo stato medievale. Prima del 1930 l'interno era senza una volta, e con gli interventi di Alberto Riccoboni vennero rimosse le forme barocche della facciata, e costruito l'arredo tardo-barocco interno in cemento. La volta attuale è a botte lunettata, mentre sui lati si trovano piccole nicchie per gli altari. Fino al 2017 la chiesa ha ospitato il sarcofago di Celestino V, prima di tornare nella restaurata Basilica di Collemaggio.

#### Chiesetta di Santa Maria della Concezione
Si trova presso i portici del Palazzo del Convitto, ricavato nel 1878 dall'ex monastero di San Francesco a Palazzo. Affacciata dunque sul corso Vittorio Emanuele, è visibile solo il portale di accesso, mentre dall'altro l'impianto rettangolare a navata unica con abside semicircolare, e un piccolo campanile a torre. Il portale di accesso risale al XVIII secolo, ad architrave a timpano triangolare, con un'iscrizione dedicatoria. L'interno a navata unica è suddiviso da paraste corinzie, con nicchiette laterali per le statue dei santi. La chiesa prima del 2009 era frequentata da molti studenti universitari, usata come cappella prediletta.

#### Cella di San Bernardino da Siena
Facente parte del convento di San Francesco a Palazzo, si trova in via Patini. La prima realizzazione della chiesetta risale al 1270, poi a causa dei terremoti venne rifatta più volte, nel 1444 vi morì il santo proveniente da Siena, e la cella, anche dopo la sconsacrazione del convento dei Francescani, rimase sempre in funzione, divenendo cappella dei convittori della biblioteca provinciale, Il portale stato decorato utilizzando parti che appartenevano a finestre, che richiamano l'epoca tardo gotica, il restauro è stato consentito grazie alla riapertura del passaggio tra le due stanze della cella, venendo riportata all'aspetto originario.

#### Chiesa dell'Annunziata

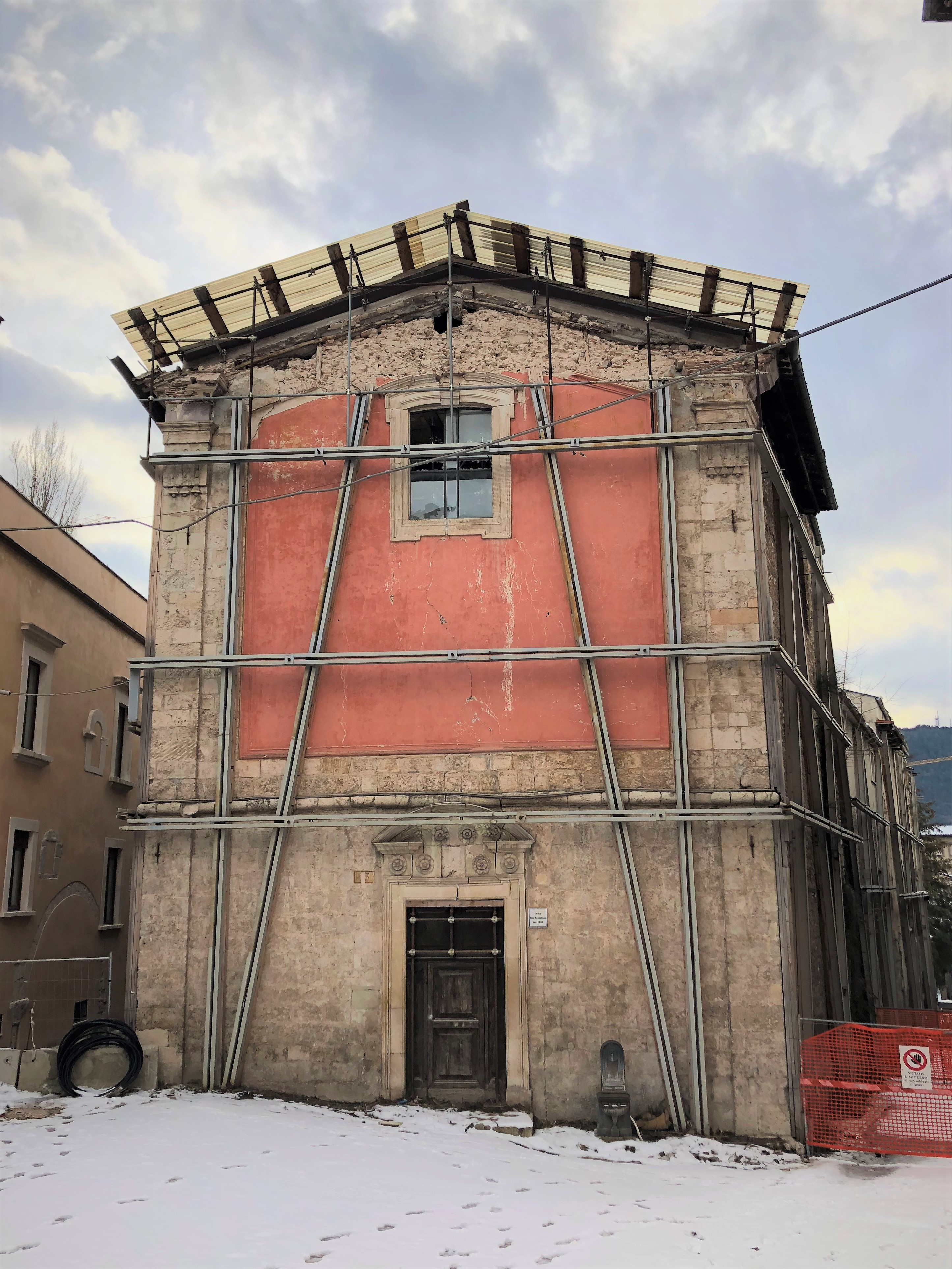
Chiesa dell'Annunziata dopo il 2009

Nel rione San Pietro, lungo la via omonima all'incrocio di via A. Bafile con via Roma, si affaccia presso l'ex Palazzo sede del Rettorato dell'Università (Palazzo Carli, via Roma). Risale al Medioevo, ma fu cambiata dopo il 1703, e danneggiata dal terremoto del 2009. Ha pianta leggermente rettangolare, poiché molto piccola, terminante con abside semicircolare. La facciata settecentesca è incorniciata da due paraste laterali con capitello dorico. Il portale ha un timpano curvilineo ornato da fiori a girale.

#### Chiesa di San Paolo di Barete
Si trova lungo via Roma del rione San Pietro, all'estremo ovest del centro antico, nei pressi di Porta Barete. La chiesa risale al XIV secolo, anche se prima del 1349 doveva già esistere un precedente tempio, eretto dai castellani di Barete, ispirandosi alla chiesa longobarda omonima nella zona cimitero. L'orientamento della chiesa medievale era diverso da quello attuale, poiché fu ricostruita dopo il 1703: la facciata si apriva sul lato opposto all'attuale settecentesca su via Roma. La monofora medievale presso l'attuale infatti testimonia che si trattava della zona absidale. L'impianto è quadrangolare a navata unica, con tracce di parti medievali nelle finestre laterali gotiche. La facciata attuale ha un portale architravato assai semplice del 1736 (presso la lunetta c'è un rilievo dell'apostolo benedicente col Vangelo), in asse con un finestrone centrale, e termina con architrave triangolare. A sinistra si trova il piccolo campanile a vela, distrutto nel 2009 e ricostruito nel 2016.
Dunque la chiesa ha impianto a croce greca con volte a botte interne, e presso il fuoco dei bracci una calotta a falsa cupola.

#### Chiesa di Santa Caterina Martire

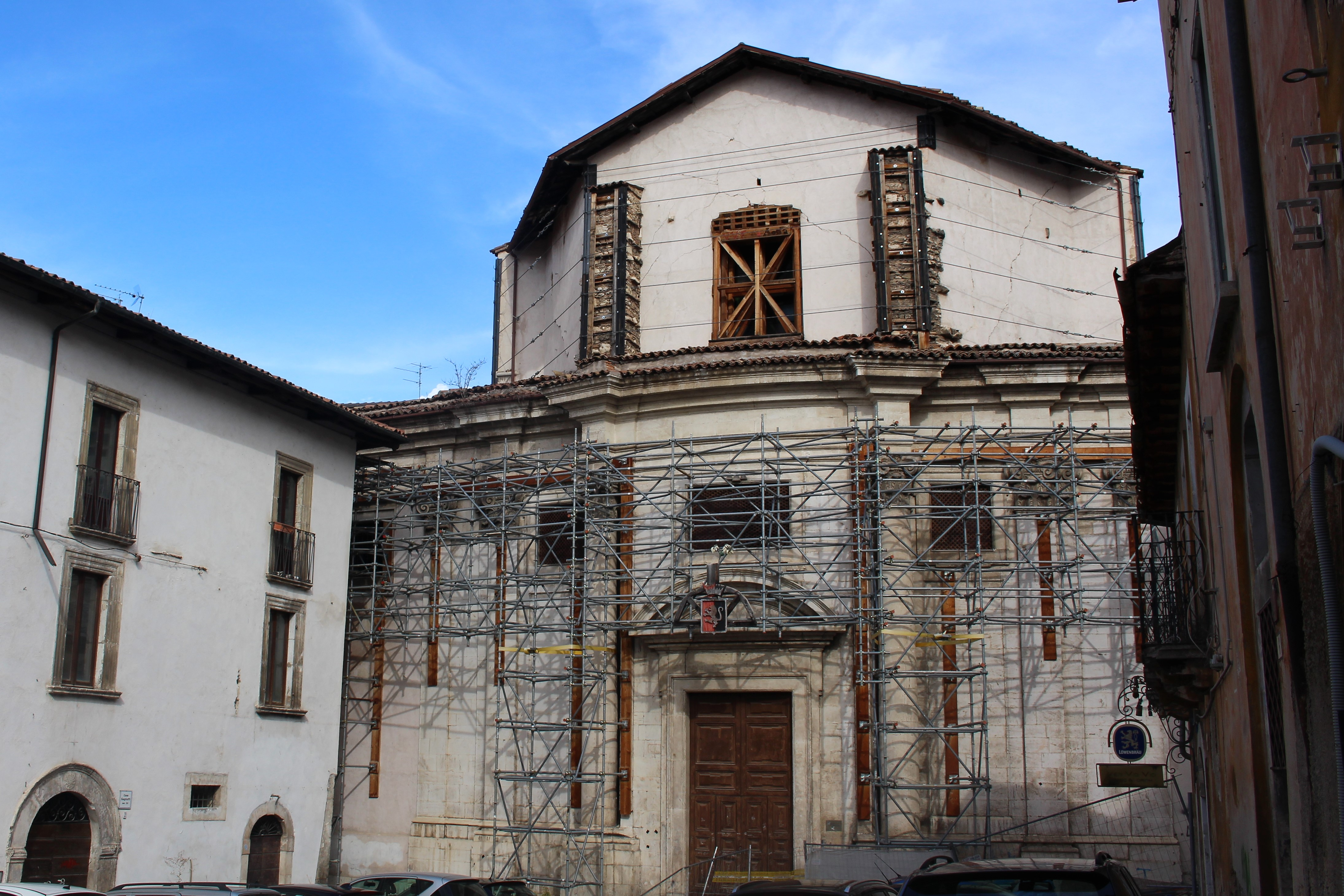
Chiesa di Santa Caterina dopo il 2009

Si trova nel rione San Pietro nella piazzetta di via Sassa, di fronte alla Basilica di San Giuseppe Artigiano. Costruita nel 1357 per volere delle benedettine provenienti da contrada San Vittorino. La chiesa attuale si presenta come una ricostruzione barocca del dopo terremoto 1703, su progetto di Ferdinando Fuga, e consacrata nel 1752. Dal 1935, fino all'istituzione del Museo Nazionale d'Abruzzo fu sede del Museo Diocesano nell'ex convento. La chiesa ha una pianta circolare con la movimentata facciata conclusa solo nella parte inferiore, inquadrata da lesene e paraste a colonna con capitelli corinzi. Il semplice portale ha un timpano curvilineo. L'interno ellittico ha quattro bracci che compongono una croce greca, sopra il cui fuoco sorge la cupola.

#### Chiesa di San Quinziano di Pile (o San Pietro di Sassa)
Si trova nel rione San Pietro, in via Buccio di Ranallo; costruita nel XIII secolo era dedicata a San Quinziano. Dopo il 1703 cambiò nome perché la vecchia chiesa dei castellani di Sassa (situata poco più a sud) venne rasa al suolo dal terremoto e non più ricostruita. L'aspetto attuale è frutto del rimaneggiamento barocco, che però non ha compromesso la facciata tardo romanica aquilana a coronamento orizzontale, con il portale a tutto sesto strombato, con lunetta affrescata, e oculo centrale in asse, in precedenza rosone. Il campanile antico era una torre ed oggi è a vela.

### Quarto di San Marciano

#### Chiesa dei Santi Marciano e Nicandro

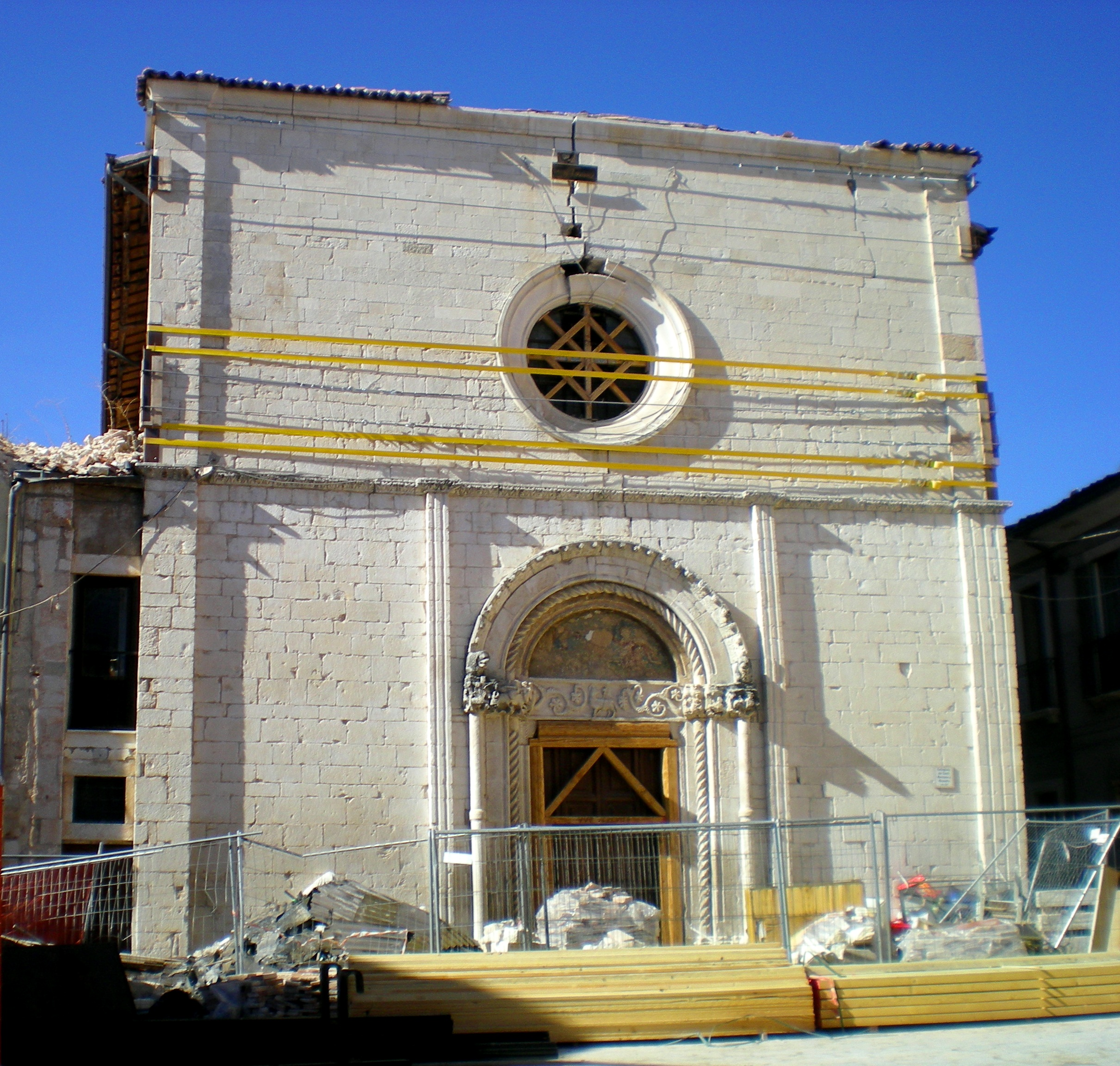
Facciata della chiesa dei Santi Marciano e Nicandro dopo il terremoto del 2009

Chiesa capoquarto del rione storico di San Giovanni d'Amiterno (o appunto San Marciano), costruita dal castello di Roio durante la Fondazione e poi dopo il 1349 quando il terremoto distrusse L'Aquila. Sorge in Piazza San Marciano: l'impianto, nonostante i terremoti del 1461 e 1703, si è mantenuto nello stile romanico medievale, simile a quello di Santa Giusta e San Pietro Coppito, con la conservazione del portale romanico a tutto sesto. La facciata è rivestita in pietra bianca e si presenta divisa da cornice marcapiano, incanalata tra lese e e tripartita verticalmente nella parte inferiore. Il portale è caratterizzato da capitelli finemente lavorati con in figura gli Evangelisti, l'Adorazione dei Magi. Sulla parte superiore troneggia il rosone centrale; il portale invece ha lunetta affrescata dalla protettrice aquilana della Madonna col Bambino, opera di Silvestro dell'Aquila (XV secolo). L'impianto interno è stato ridotto dopo il terremoto del 1703 a navata unica con diciassette edicole settecentesche. Nuovi danni ci sono stati col terremoto del 2009, soprattutto alla copertura del soffitto e alla facciata.

#### Chiesa di Santa Maria del Suffragio (o delle Anime Sante)
- Chiesa di Santa Maria del Suffragio.

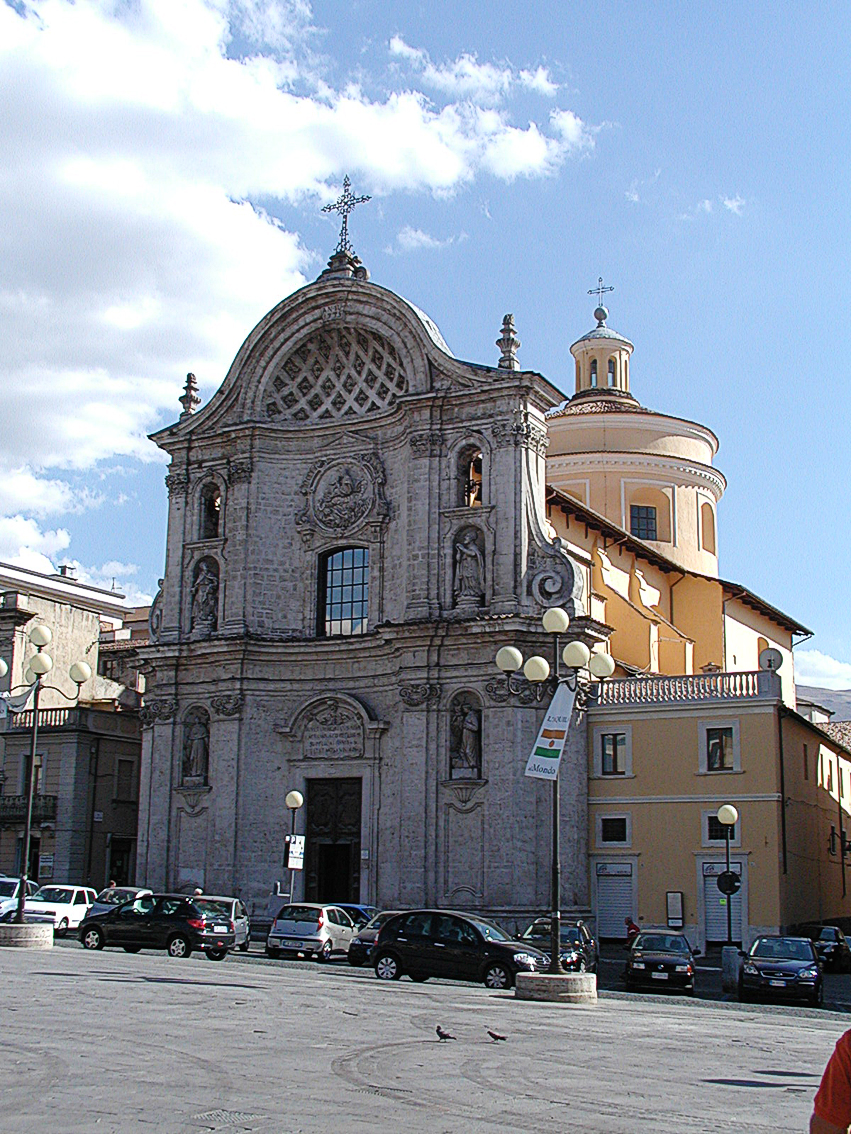
La chiesa delle Anime Sante (2007), dopo il terremoto del 2009 nel 2015 la cupola è stata ricostruita, e la facciata restaurata nel 2017

Situata in Piazza Duomo, con la caratteristica cupola circolare. Chiesa barocca costruita nel 1713 sul lato più lungo di Piazza Duomo. Presenta una caratteristica facciata concava ed una piccola cupola, opera del Valadier. Seriamente danneggiata nel terremoto dell'Aquila del 2009, è probabilmente oggi il monumento cittadino più conosciuto in relazione al sisma, proprio per lo sfondamento della cupola centrale. La riapertura al culto, dopo il restauro, è prevista per il 2018. La costruzione della chiesa avvenne prima del terremoto del 1703, che la danneggiò gravemente. La ricostruzione totale della chiesa avvenne a distanza di 10 anni dal terremoto, fortemente osteggiata dai Capitoli di San Giorgio e San Biagio d'Amiterno, temendo che potessero perdere il loro prestigio presbiteriale. E infatti purtroppo così avvenne per la Cattedrale, che attraversò un lungo travaglio di ricostruzione lungo settant'anni. La costruzione delle cappelle interne fu di Orazio Antonio Bucci e Giovanni Pirri, e nel 1755 alla realizzazione delle decorazioni interne e del rivestimento in pietra delle paraste e delle cappelle.
L'interno si presenta a croce latina, ed è caratterizzato da un'unica navata culminante in un'abside rettangolare; lo spazio centrale del transetto è impreziosito dalla cupola già ipotizzata dalla data di realizzazione della chiesa, ma realizzata solamente nel XX secolo in stile neoclassico, a opera del Valadier. La navata è scandita da tre gruppi di lesene in cui si proiettano due coppie due cappelle, alternate da una parete piena; la prima cappella di sinistra (lo Spirito Santo), presenta un dipinto del Patini raffigurate Sant'Antonio. Le ali del transetto sono della stessa profondità delle cappelle, così da non alterare il rigido impianto rettangolare della struttura esterna. L'altare maggiore è opera di Francesco Bedeschini.

#### Oratorio di Sant'Antonio dei Cavalieri de' Nardis

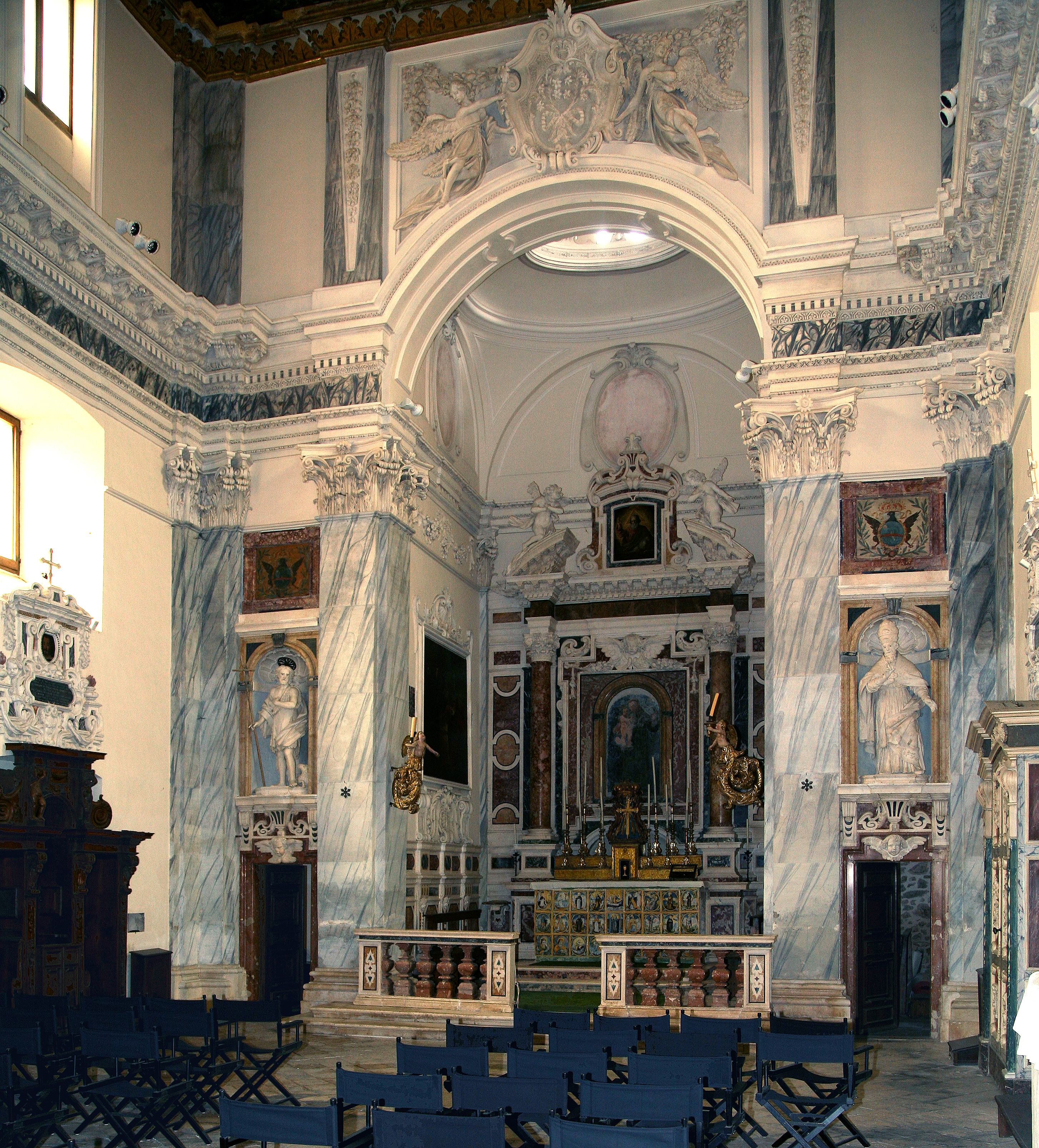
Abside dell'oratorio di Sant'Antonio di Padova

Si trova presso l'omonimo palazzo in via San Marciano, incrocio con via Arcivescovado, nel rione San Giovanni (o San Marciano). Oratorio fondato a metà del XVII secolo da esponenti della famiglia nobile locale Nardis (tuttora proprietaria) attorno a un'immagine considerata miracolosa di Sant'Antonio. Si trova in via San Marciano, a metà strada tra Duomo e la chiesa di San Marciano. La chiesa ha una facciata laterale con due porte simmetriche, con una nicchia contenente la statua di Sant'Antonio a grandezza naturale, opera di Ercole Ferrata. Molte opere sono in maiolica di Castelli (TE).

#### Chiesa di San Vito alla Rivera

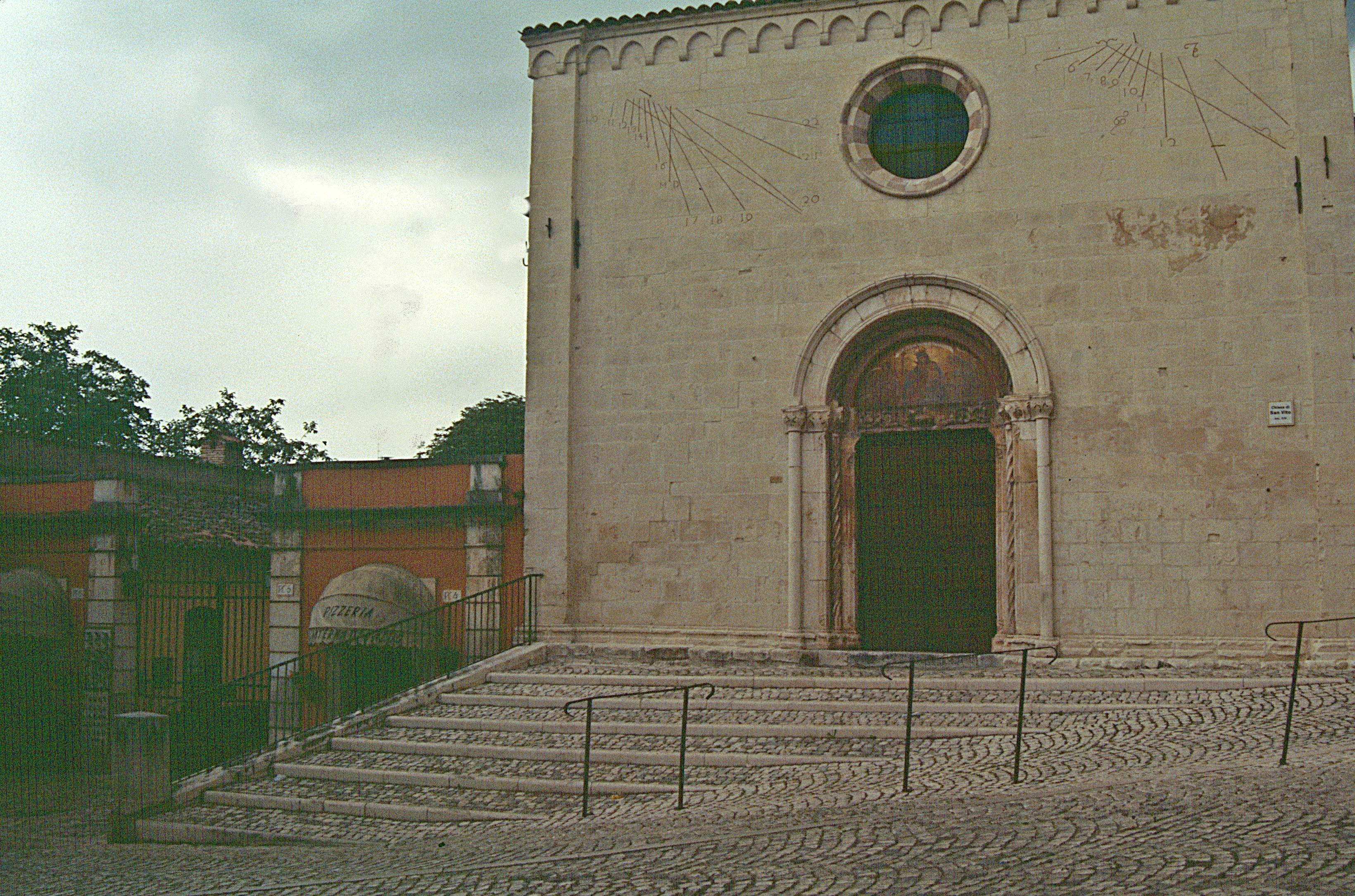
San Vito alla Rivera

- Chiesa di San Vito alla Rivera.

Si trova nel piazzale della fontana delle 99 cannelle, presso il Borgo Rivera. Fu costruita dai castellani di Tornimparte nel XIII secolo. La facciata è a superficie continua, del XIV secolo, rivestita in pietra bianca, e si presenta incanalata tra lesene e caratterizzata da un oculo posto in asse col portale romanico. Ai lati dell'oculo si stagliano due meridiane, una ad ore italiche e l'altra a ore solari. Il portale è ornato da un dipinto presso la lunetta di Santa Maria della Sanità. L'interno è molto semplice, a navata unica.

#### Chiesa di Santa Maria di Roio
- Chiesa di Santa Maria di Roio.

Nel rione San Marciano, in via Nicolò Persichetti, in asse orizzontale, a estremo ovest, con la chiesa capoquartiere dei Santi Marciano e Nicandro. Fu costruita dai castellani di Roio Colle nel XIV secolo, precisamente nel 1391. L'aspetto attuale è frutto di una ricostruzione pseudomedievale della facciata dopo il sisma del 1703, con l'interno barocco, in forme ridotte rispetto all'edificio originale. Negli anni 1960 è stato restaurato il rosone della facciata, poiché l'insieme era un modesto apparato barocco. Il prospetto principale si presenta tripartito da lesene, raccordate in alto da una cornice, con sopra un coronamento orizzontale che si conclude a gronda. La campitura di mezzo tra lesene centrali contiene il portale romanico con l'immagine della Madonna col Bambino tra San Pietro e Celestino V nella lunetta, e il rosone, molto sproporzionato rispetto al portale. Il rosone ha aspetto trecentesco, racchiuso dentro una mostra intagliata a foglie d'acanto, e composto da una raggiera di colonnine, variamente lavorate nei fusti in 12 esemplari differenti, a tortiglione, a passo d'elica, eccetera, che sostengono archetti accavallati, e tangenti al giro del finestrone. Il campanile posteriore è a vela; l'interno a navata unica è barocco, con soffitto a cassettoni lignei, ripristinati nello stile medievale nel 1927, con scene dipinte dell'Annunciazione. Tra le cappelle laterali vi è l'altare con l'affresco rinascimentale di Francesco da Montereale della Deposizione, uno dei pochi elementi originali della chiesa.

#### Chiesetta della Madonna del Ponte
- Chiesa di Santa Maria del Ponte di Roio.

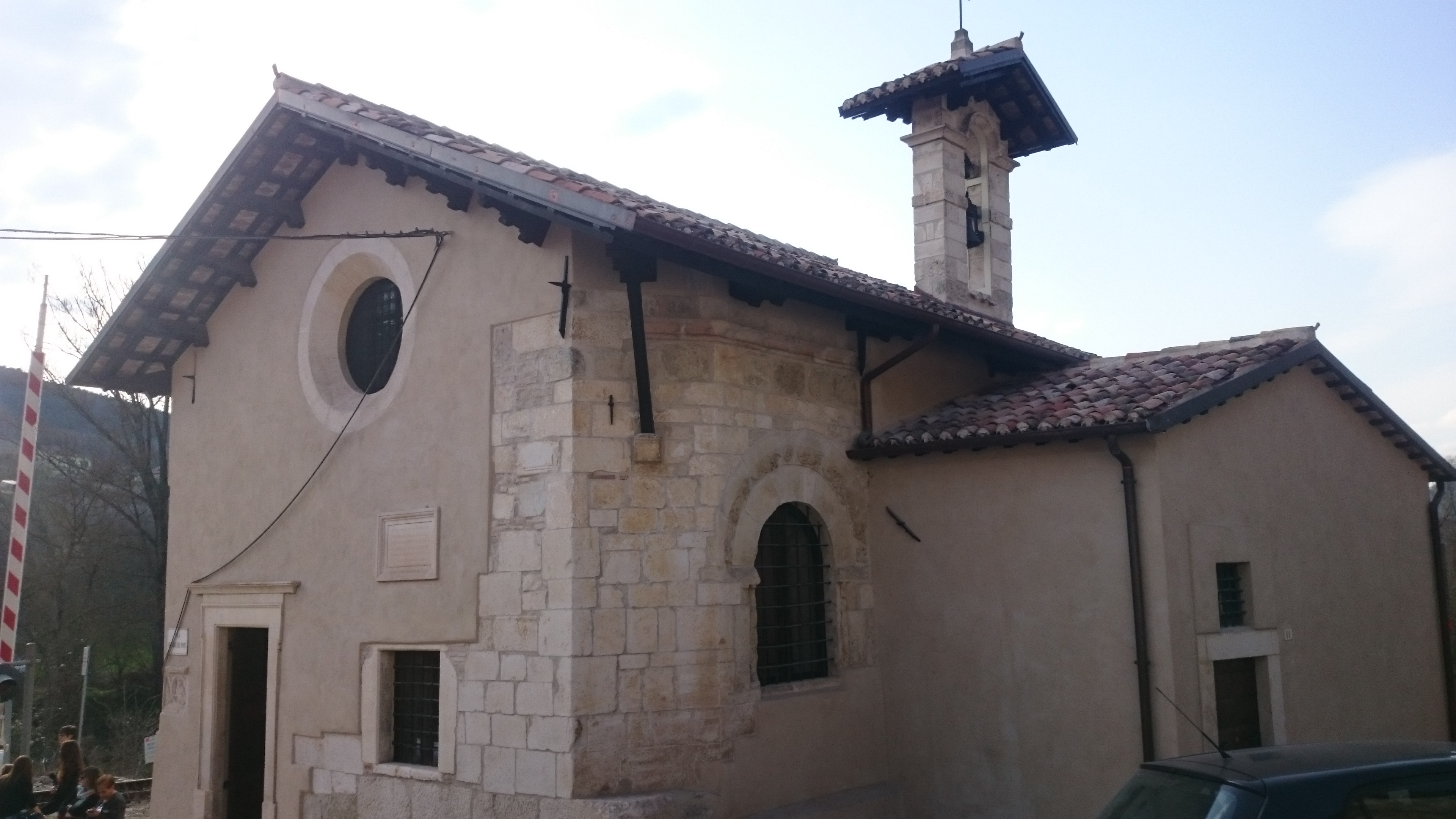
Chiesa di Santa Maria del Ponte

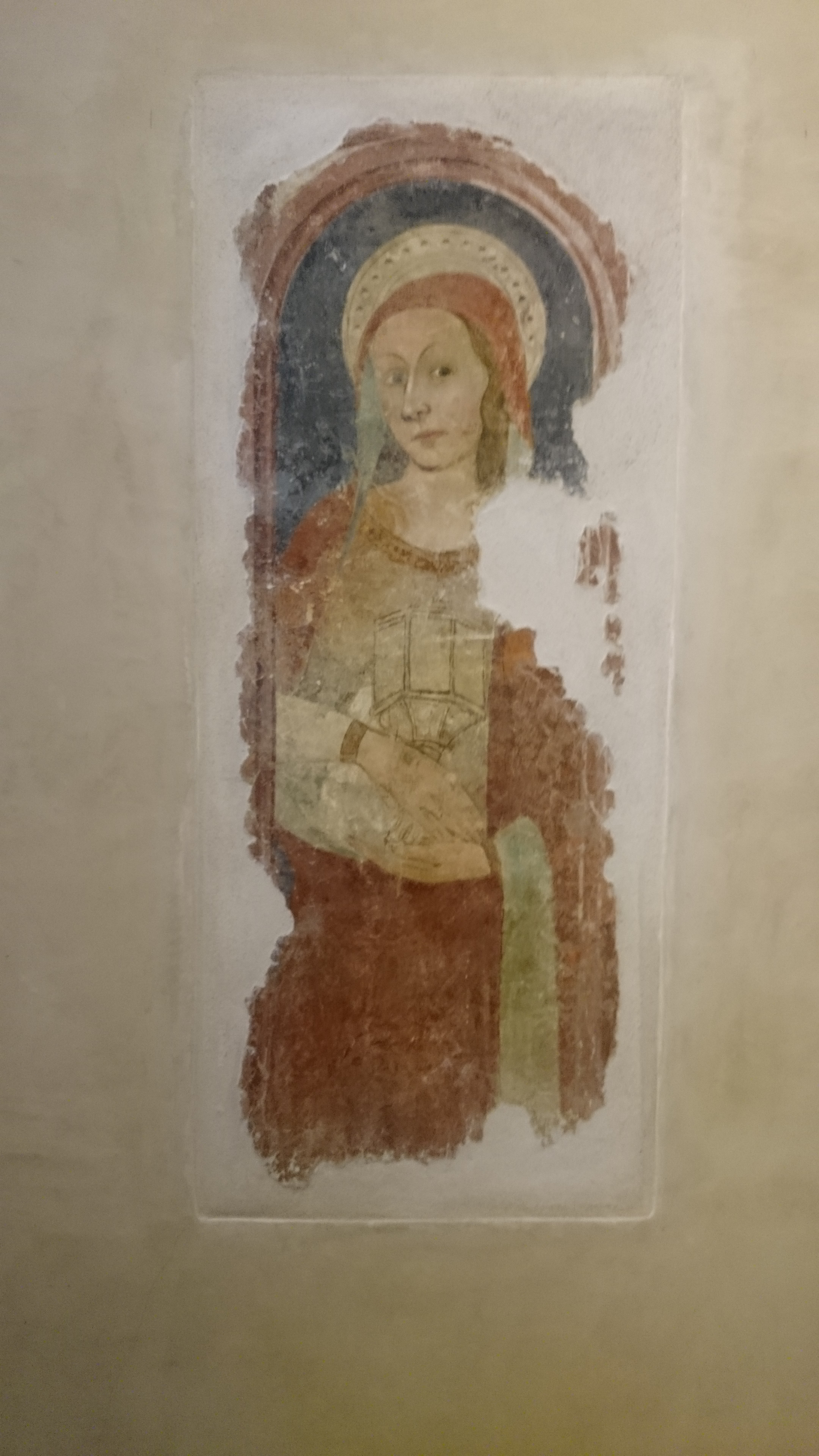
Affresco rinascimentale della Madonna nella chiesa del Ponte

La piccola chiesa si trova presso il casello della stazione ferroviaria che collega la strada da Roio alla via per la fontana delle 99 cannelle (via Tancredi di Pentima). Si tratta di una chiesa rinascimentale, fondata presso un'edicoletta votiva alla Madonna, come è citato nelle cronache del 1429, periodo in cui fu costruita la primitiva cappella. Nel 1457 la chiesa venne consacrata, e arricchita di affreschi, anche se oggi è alternata da parti settecentesche. L'insieme mostra un tempio a capanna, con la facciata alternata tra intonaci e parti di pietra sporgenti, a testimoniare i numerosi rifacimenti. Il portale molto semplice si trova sulla sinistra, affiancato da uno più piccolo a destra. Al di sopra vi è un oculo centrale, sormontato dal soffitto a spioventi. L'interno è a navata unica, e conserva perfettamente l'aspetto tardo rinascimentale in pietra; conserva gli affreschi rinascimentali, restaurati dopo il sisma del 2009, tra i quali figura la Vergine che allatta il Bambino.

#### Chiesa della Madonna dei Sette Dolori
- Chiesa di Santa Maria dei Sette Dolori o dell'Addolorata.

Già chiesa dedicata alla Santissima Trinità, sorge nel rione San Marciano lungo la via omonima; risale al Medioevo, ma fu cambiata radicalmente dal 1569, quando vi si insediò la Confraternita dell'Addolorata. Lo spazio principale della chiesa, probabilmente in origine un monastero, è costituito da tempio principale a pianta rettangolare, con altare maggiore e laterali realizzati in stucco. L'aula unica interna, fasciata da una teoria di paraste composite che sorreggono l'elegante cornice modanata, presenta un ingresso coperto da cantoria e due accessi: nella zona presbiteriale che portano a sinistra al Cappellone ottocentesco, e sulla destra alla sagrestia. Tale ambiente è dotato di altare ligneo e soffitto piano, e immette nell'oratorio, alla stanza del tesoriere e a un cortile coperto, parte del restante monastero.

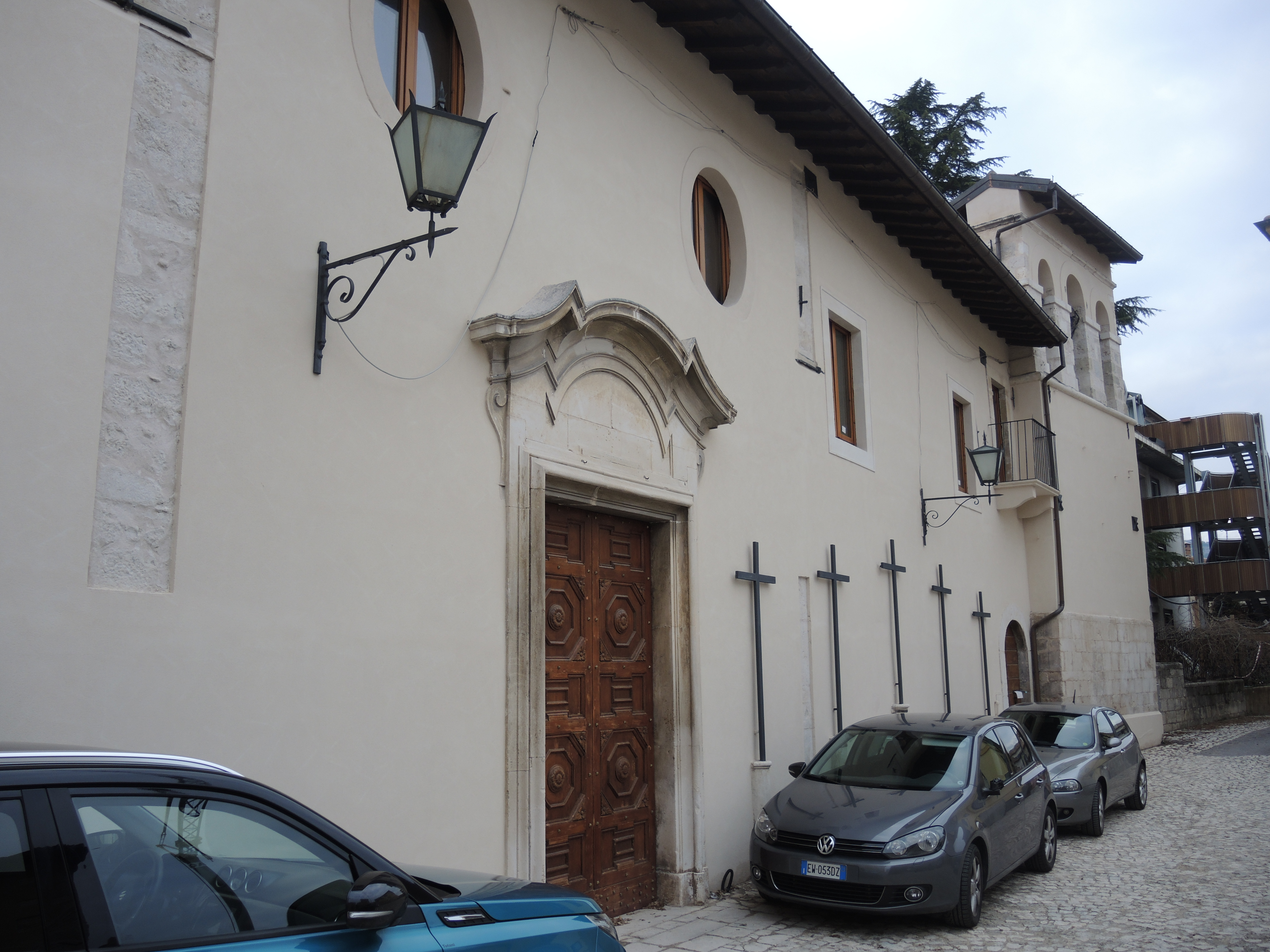
Chiesa della Madonna dei Sette Dolori

L'oratorio presenta un impianto rettangolare fasciato da scanni lignei affrontati che fanno da cornice all'altare settecentesco, opera dello stuccatore Francesco Membrini. Il Cappellone, posto lungo il fianco sinistro, è dotato di un solo altare lungo la parete di fondo, rifinito da una cornice modanata in stucco, che corre lungo le quattro pareti dell'aula. Sul fianco opposto il complesso dell'Addolorata si conclude con il blocco del campanile a vela, che cela il corpo di fabbrica a due piani edificato su progetto di Giovan Francesco Leomporri.
Si può affermare con certezza che la conformazione attuale non sia frutto di una preesistente chiesa a tre navate, ma piuttosto il risultato di una lenta stratificazione avvenuta mediante i secoli, avvenuti nel primitivo tempio della Santissima Trinità, ancora riconoscibile presso l'aula rettangolare. Nel 1644 fu costruita la sacrestia, nel 1671 la cantoria lignea. Nel 1718 venne completato il soffitto ligneo, e nello stesso periodo il Cappellone. Per l'imponente lavoro di stuccatura degli interni fu scelto Pietro Paolo Corani, architetto milanese, che stava lavorano alla chiesa di Sant'Agostino nel rione San Marciano. Nel 1731 la Confraternita acquistò a Roma la statua dell'Addolorata, conservata in una nicchia centrale dell'altare maggiore.

#### Chiesa di San Francesco di Paola

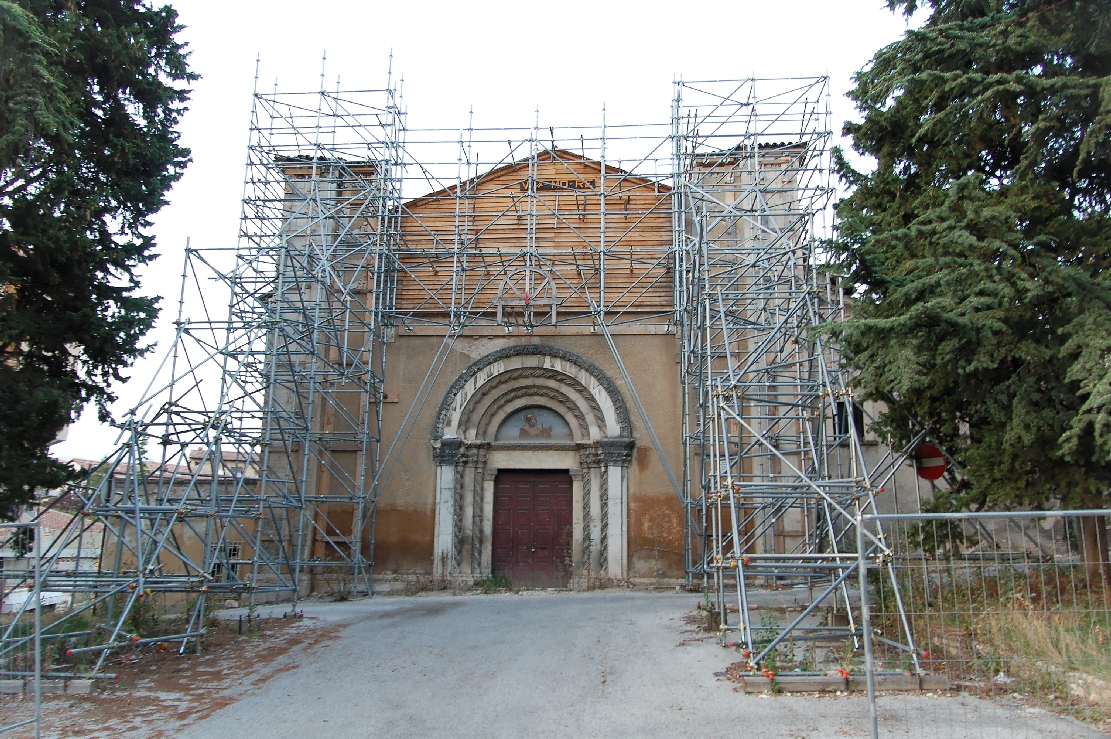
San Francesco di Paola (2011)

Si trova lungo via XX Settembre, realizzata nel 1898 sopra la chiesetta di Santa Maria di Rascino, conservando il portale romanico dell'antica chiesa di San Giovanni di Lucoli, una delle prime aquilane del rione San Giovanni (o San Marciano), successivamente demolita perché in rovina. Il portale tardo romanico è datato 1439, e mostra le tipiche classicità aquilane: ad arco a sesto acuto con strombatura a colonnine a tortiglione, e lunetta affrescata dal disegno del santo dedicatario. Il resto della chiesa è prevalentemente impostato su un tono classico per quanto riguarda l'esterno, senza particolarità architettoniche, tranne i due stipiti a capitelli presso i lati.
L'interno a unica navata ha aspetto neoclassico, presso l'altare maggiore si trova la tela della Prova della Croce di Giulio Cesare Bedeschini (XVIII secolo). La chiesa è stata danneggiata nel 2009 con il crollo della parte superiore della facciata.

#### Convento di Santa Chiara d'Assisi
- Convento dei Santi Francesco e Chiara all'Aquila (archiviato dall'url originale il 15 maggio 2019)

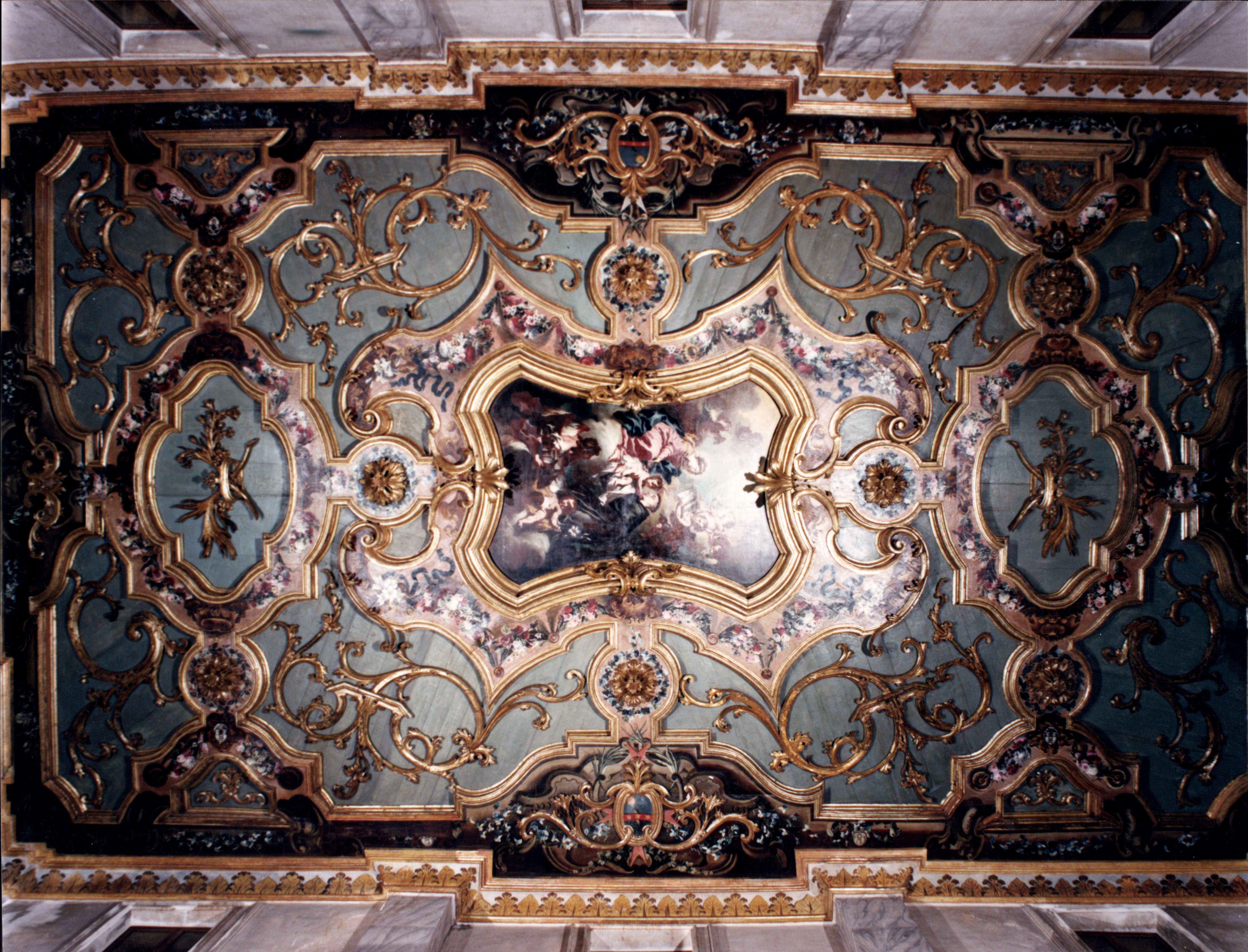
Soffitto a cassettoni dell'oratorio dei Cavalieri de' Nardis

Si trova sotto via XX Settembre, nel Parco naturale delle Acque, è sede dell'Ordine dei Frati Cappuccini. Sorse durante il pellegrinaggio di San Francesco d'Assisi e Santa Chiara in Italia, dunque nel XIII secolo, e accresciuto nel XV. La chiesa è legata all'ordine dei Cappuccini, che all'Aquila risiedevano in due monasteri: San Giuseppe fuori le mura, fondato nel 1540 da frate Matteo da Leonessa, e quello di San Michele dentro le mura, del 1609, fondato da Francesco Vestarini. I conventi furono soppressi nel 1866: quello di San Michele verrà demolito per la costruzione del neoclassico Palazzo dell'Emiciclo. I frati si trasferirono a Santa Maria del Soccorso presso il cimitero, dove risiedevano gli Olivetani, la cui congrega fu soppressa nel 1904. I francescani poterono rientrate a Santa Chiara nel 1940.
Il monastero femminile era conosciuto come "Santa Chiara d'Acquili" perché sorgeva sopra il Borgo Rivera, dove si sviluppò nel XIII secolo il primo nucleo abitativo aquilano. Il convento era stato già riaperto il 4 ottobre 1879 per volere dell'arcivescovo Monsignor Luigi Filippi, riacquistato subito grande importanza. Nel 1891 vi fu istituito un seminario di teologia e di filosofia, chiuso a causa di mancanza di studenti nel 1969. Il convento divenne allora sede di noviziato provinciale, fino al 1974, riaprendo successivamente, fino al 2009 (e nuovamente nel 2016 dopo la ricostruzione post sisma) di una scuola di noviziato per i giovani non solo abruzzesi, ma anche umbri, laziali e marchigiani.
Nel convento furono celebrati i capitoli provinciali del 1888, 1891, 1894 e 1909, e ininterrottamente dal 1919 fino ad oggi. In quell'anno per volere del Ministro Provinciale dell'Aquila venne istituita anche una biblioteca provinciale aperta al pubblico, ben fornita di volumi di qualsiasi disciplina culturale. I restauri più recenti del convento ci furono nel 1959 per via dei danni bellici, nel 1980, e infine dopo il terremoto del 2009. La chiesa principale ha pianta rettangolare con facciata in marmo a coronamento orizzontale, divisa a metà da cornice marcapiano, e verticalmente da quattro paraste. L'insieme dell'asse portale-finestrone è assai sobrio e semplice. Il convento si snoda sulla destra, a pianta quadrangolare, con chiostro e piazzale centrale. Anche l'interno, a causa delle varie soppressioni e spoliazioni, si presenta assai semplice, specialmente dopo le ripuliture del 1960, che hanno conferito un sobrio aspetto neoclassico in stucco bianco, mostrando una navata unica con le volte a crociera, che ricordano la precedente costruzione medievale. L'altare maggiore è moderno, consacrato il 4 ottobre 1960, con rinnovo del presbiterio e degli scanni lignei laterali per accogliere il tabernacolo. Gli altari laterali sono stati rimossi.
A poca distanza da questa chiesa, in Discesa Santo Spirito, si trova la storica torre-ospedale di Santo Spirito dei Bastardi. Si tratta di una chiesa fortificata a pianta quadrata, esistente sin dalla fondazione della città, e di proprietà dei Celestini dal 1288. La chiesa, danneggiata nel 2009, è stata riaperta nel 2015.

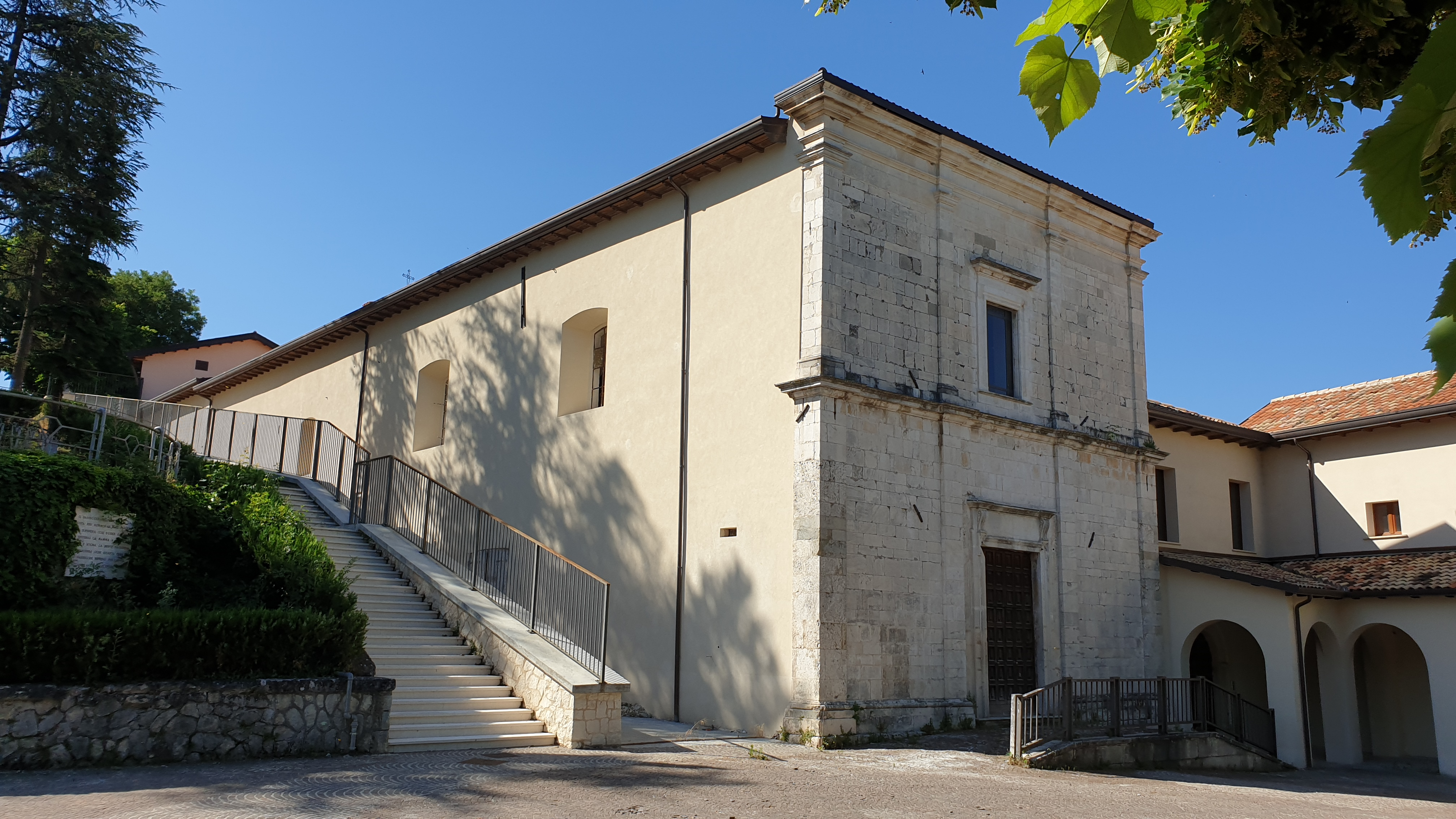
Chiesa di Santa Chiara

#### Chiesa di Santa Maria delle Buone Novelle o Sant'Apollonia

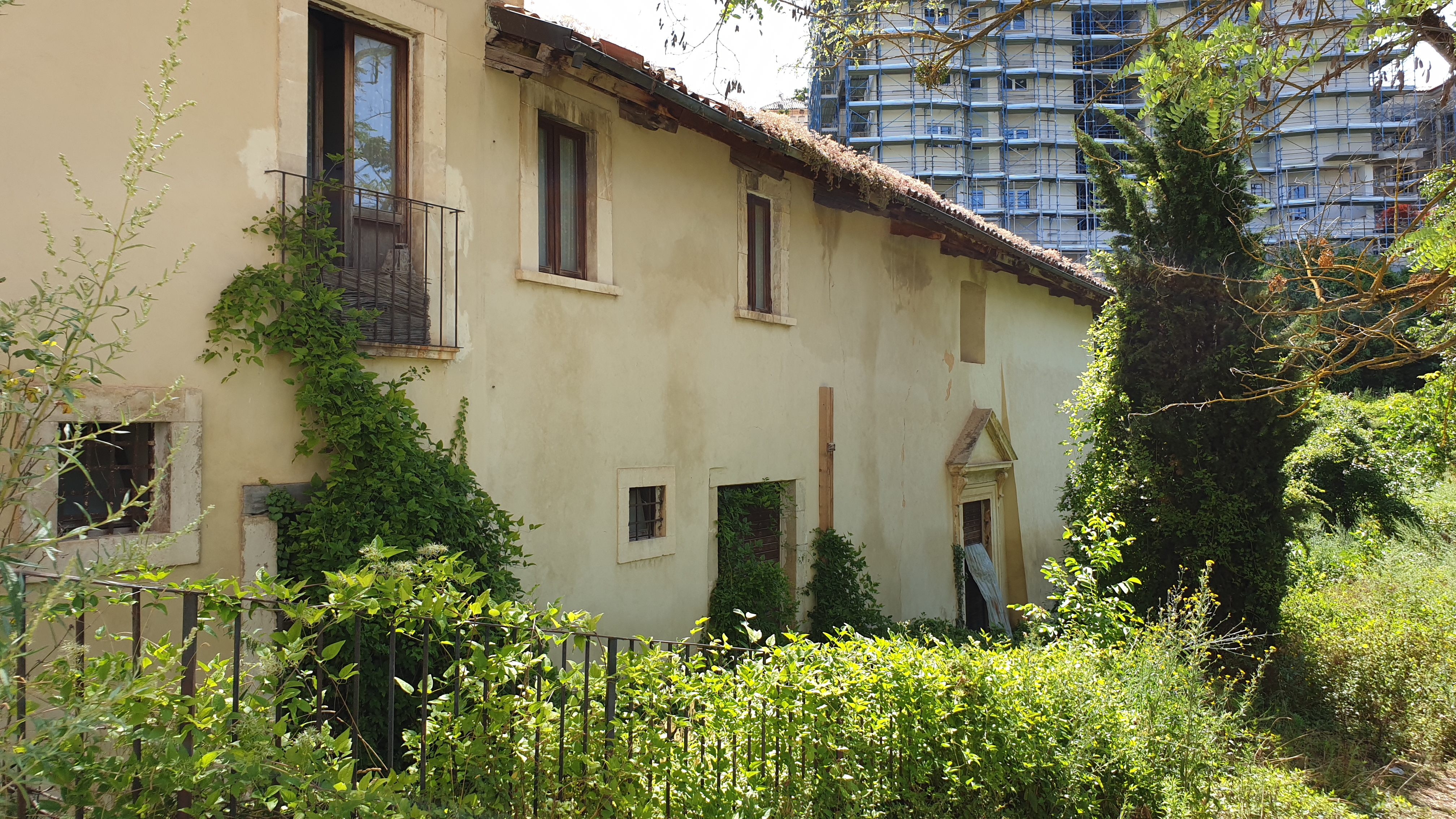
Fianco della chiesa di Sant'Apollonia

Detta anche "Santa Maria in Borgo" perché vicino alla Rivera, si trova sulla discesa di Sant'Apollonia, presso Porta Roiana, venendo da via XX Settembre. Fino al 1601 era sede di un lanificio molto importante in città, poi trasferitosi a Collemaggio. Avendo perso l'autonomia, ma incorporata nel monastero celestiniano, la chiesa venne trasformata nel XVII secolo in stile barocco. Tuttavia la chiesa ha perso molta importanza e considerazione da parte degli aquilani dopo il 1703, anche perché venne costruita una nuova via di accesso alla città mediante Porta Napoli, tagliandola dalle principali vie di comunicazione. La chiesa ha pianta longitudinale a navata unica, con copertura a capriate lignee per un tetto a spioventi, con manto in cotto decorato e disegni geometrici. L'interno barocco conserva due altari settecenteschi in stucco.

#### Oratorio di San Luigi Gonzaga
Si trova dietro la Cattedrale di San Massimo, fondata dalla Confraternita della Pietà nel XIII secolo, successivamente ricostruita completamente nel XVIII secolo, intitolata al santo spagnolo. La chiesa fu semi-demolita nel XIX secolo, e rimase solo la grande cappella presso l'Episcopio: dall'esterno è visibile solo la facciata che presenta un gioco ritmato di paraste, di trabeazione su cui s'imposta l'ordine superiore a continuazione del sottostante partito centrale di lesene, che definisce la facciata anteriore del tiburio che accoglie le varie finestre ad arco ribassato. L'interno è ad aula unica a pianta centrale, coperta da una pseudocupola: l'interno si sviluppa radialmente dilatandosi ai quattro vertici in vani rettangolari voltati a botte e raccordati da colonnati, spartiti in sinuose tribunette balconate. Le opere d'arte sono tele settecentesche del Bedeschini, del Cesura e del Monaldi.

## Chiese dei quartieri moderni
Non si conservano solo parrocchie nuove erette dagli anni 1960 in poi, ma anche storiche cappelle e monasteri eretti sin dal XIII secolo, come la chiesetta di Sant'Antonio abate di Pile, o la chiesa del Soccorso del XV secolo presso il cimitero comunale.

Chiesa di San Lorenzo nel quartiere Sant'Elia-Torretta, fotografata subito dopo il sisma del 2009. Oggi è stata totalmente rifatta daccapo, seguendo l'impianto originale.

- Chiesa di San Pio X (quartiere Torrione) - coeva della chiesa di Santa Rita per aspetto a pianta circolare, realizzata nei primi anni 1960. Realizzata in mattoni con pilastri in cemento armato, ha un impianto centrale con una piccola cupola.
- Chiesa di Santa Rita da Cascia (quartiere via Strinella) - costruita nel 1957, ha impianto ottagonale con scansione in pilastri in cemento. L'ingresso è dato da una piccola edicola a nartece; il campanile a torretta è in cemento armato.
- Chiesa parrocchiale di San Mario: costruita nel 2010, nel quartiere Torretta. Rappresenta una delle chiese moderne più interessanti della città, realizzata in mattoni e cemento, seguendo un impianto classico rettangolare, con un'ala ad oratorio, dedicata a San Cesidio.
- Parrocchia di San Francesco d'Assisi (quartiere Pettino), realizzata dopo il terremoto del 2009, è la parrocchia principale di questo quartiere, e si caratterizza per le geometrie ad angolo acuto, seguendo una linea di corrispondenze tra forme curve e spigoli del vertice dell'abside e della torre campanaria.
- Chiesa di San Lorenzo: si trova nel quartiere Sant'Elia, lungo la biforcazione della Statale 17bis che risale al Piazzale Terminal "Lorenzo Natali". In origine Sant'Elia era una frazione a sé, ma con gli anni si è fusa col quartiere Torretta. La chiesa è degli anni 1960, ampiamente ristrutturata dopo il terremoto del 2009, con la facciata modificata in uno stile più sobrio, che ricalca le linee del romanico aquilano.

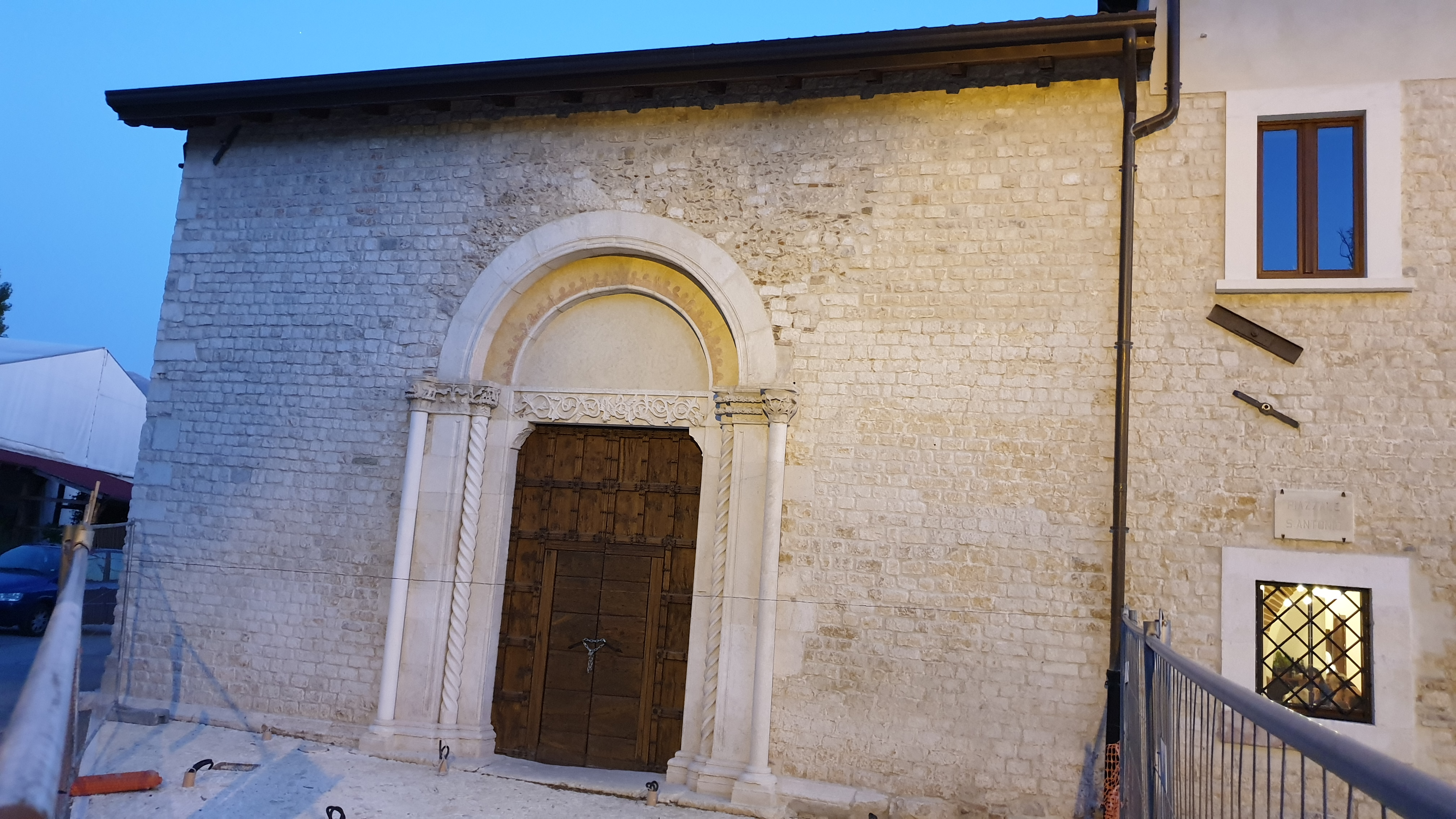
Chiesa di Sant'Antonio abate o di San Giovanni

- Chiesa di San Sisto: un tempo situata nella campagna fuori dalle mura a nord-ovest, appena fuori Porta Barete, oggi è inglobata nel tessuto urbano moderno, nel quartiere omonimo. La chiesa antica si chiamava "San Nicola d'Anza" nel XIII-XIV secolo, posta in colle San Sisto, una colonia agricola che era possesso dell'abbazia di Farfa. La parrocchia fiorì nel XVII secolo, facente parte del castello di Coppito (o Poppleto), costruita inizialmente come ospizio dai Frati Minori del vicino convento di San Giuliano. La chiesa attuale però è solo il frutto del rifacimento di un piccolo tempio cristiano esistente sin dal XII secolo, come testimoniano alcune scritte presenti sulla facciata. Come testimoniano i frammenti del dipinto di Santa Restituta presso lo stipite absidale, la chiesa doveva essere riccamente affrescata. All'interno si ammirano altri affreschi come la Cacciata dal Paradiso, la Vergine con i santi Sebastiano e Francesco d'Assisi, del Bedeschini.

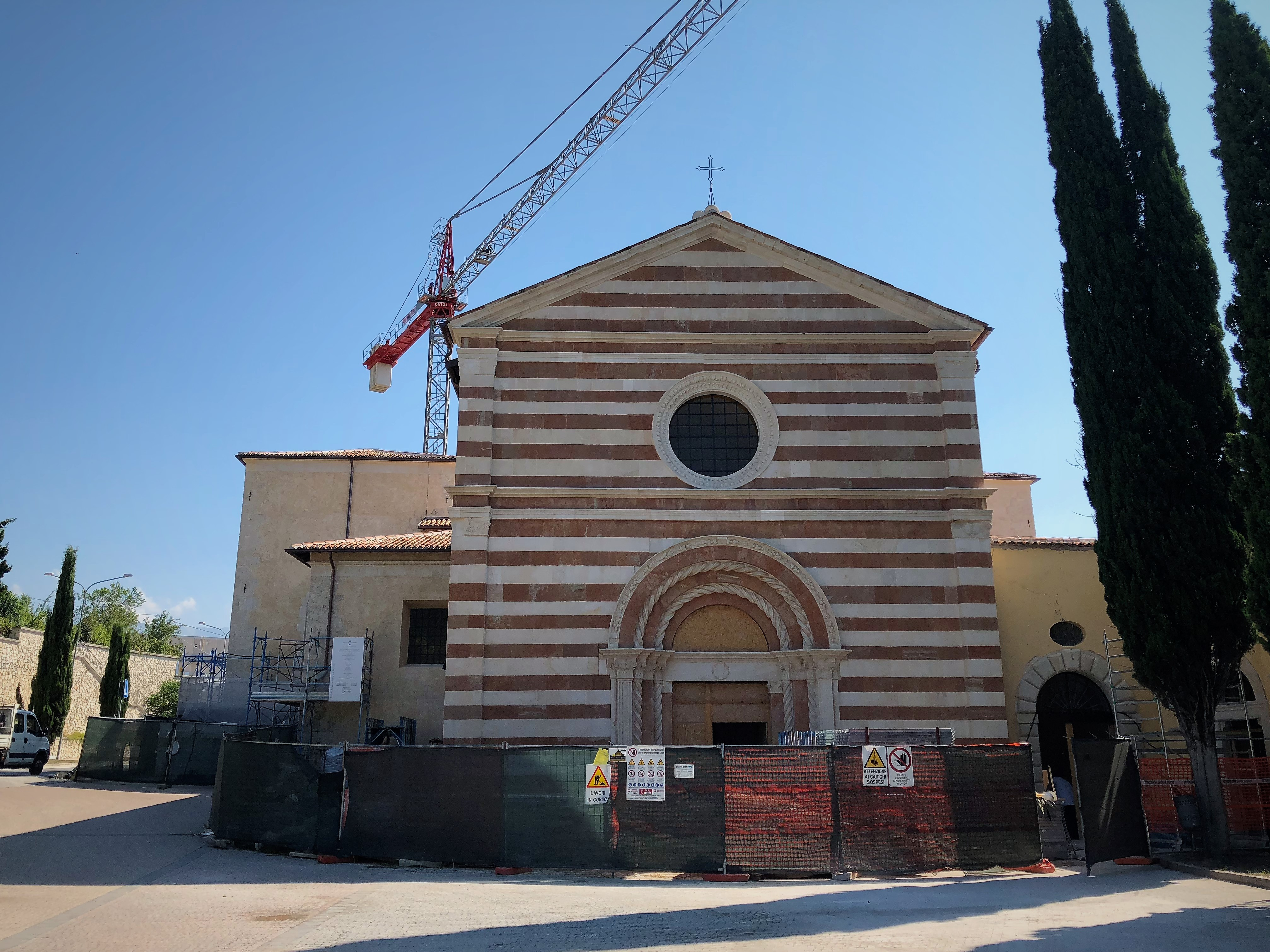
Chiesa di Santa Maria del Soccorso

- Chiesa di Santa Maria del Soccorso: si trova presso il cimitero comunale, edificata tra il 1469 e il 1472, con il contributo del Cardinal Amico Agnifili e del mercante Jacopo di Notar Nanni, presso il luogo dove sorgeva una piccola cappella con l'immagine della Madonna. La facciata fu realizzata forse nel 1496, opera di Silvestro dell'Aquila, mentre altri indicano Andrea dell'Aquila; essa è a coronamento orizzontale, realizzata nel tardo romanico aquilano, con architrave a spioventi. Un paramento quadrangolare a fasce orizzontali in pietra bianca e rossa (i colori civici aquilani prima del 1703), ripartito in due ordini di altezza disuguale da eleganti cornici e coronato, da un frontone classico. Nel portale, ripreso dallo stile di Collemaggio, si notano elementi classici, specialmente le paraste frontali scanalate e i capitelli: l'insieme è un'armonia tra romanico arco a tutto sesto e strombature gotiche, con la lunetta affrescata. L'affresco è di Paolo di Montereale: Madonna col Bambino tra santi; presso l'architrave del portale c'è lo stemma degli Olivetani, che usarono la chiesa nel Settecento per la loro congregazione.
La pianta è a croce greca longitudinale, ha navata unica e volte ogivali, che mostrano motivi medievali e rinascimentali. Presso il transetto c'è l'altare con il dipinto della Vergine del Soccorso, incastonata nel tabernacolo marmoreo del 1470, forse di Andrea dell'Aquila. Nella stessa cappella c'è il sepolcro di Jacopo di Notar Nanni del 1504. L'altra cappella a sinistra del transetto è dedicata al Crocifisso, con la tomba di Luigi Petricca Pica (XVIII secolo).
- Chiesa di Sant'Antonio abate o di San Giovanni Battista: in località Campo di Pile, oggi moderno nucleo della città, sorge la chiesa del XII secolo, inizialmente dedicata a Sant'Antonio, che aveva un annesso ospedale dei lebbrosi, fondato nel 1128, funzionante fino al Cinquecento. La chiesa attuale è frutto di rimaneggiamenti, dovuti specialmente al dopo sisma 1703, che hanno portato l'edificio ad avere un aspetto molto semplice di capanna allungata, poiché l'ex ospedale è stato riconvertito in casale. L'esterno di rilevante ha solo il portale romanico mutilato della colonna tortile a sinistra, e della colonnina con capitello all'inizio della strombatura, sempre a sinistra. Lungo la parte inferiore della lunetta (in origine affrescata, dove oggi si trova una croce), scorre una serie di motivi vegetali geometrici in foglie e fiori. L'interno a navata unica non conserva particolare fastigio barocco, ma un compendio di stile settecentesco-rinascimentale.
- Opera Salesiana Don Bosco: si trova in via San Giovanni Bosco, ed è stata fondata negli anni 1960 sopra lo storico convento di Santa Lucia delle Celestine femmine, sconsacrato già nel 1867 e adibito a scuola elementare.

## Chiese scomparse del centro o sconsacrate
La lista è parziale:
- Chiesa di San Benedetto di Arischia, fu abbattuta negli anni '30 per costruire l'Hotel Duca degli Abruzzi, si trovava presso le Case Genca. Costruita dai castellani di Arischia, era omonima della parrocchia della frazione, aveva una facciata in pietra con oculo centrale e portale architravato, e interno barocco a navata unica voltato a botte.
- Ex convento di Sant'Agnese, è stato riconvertito nei primi anni del Novecento, dopo la sua soppressione nel 1867, nella scuola di Ostetricia femminile e nel primitivo ospedale San Salvatore, benché esistesse già dal 1455 per volere di frate Giovanni di Capestrano. Il complesso è stato sede dell'ospedale civile della città sino ai primi anni 1970, quando il nuovo ospedale è stato costruito in contrada Coppito. Il monastero aveva sullo spiazzo (oggi piazza Giulio Natali) una chiesa romanica, la chiesa della Madonna del Guasto, costruita dai castellani del Vasto di Assergi, demolita anch'essa, meno la facciata romanica, rimontata presso la chiesetta della Madonna degli Angeli fuori Porta Napoli.
- Ex chiesa di San Filippo Neri, ora Teatro San Filippo, conservante l'aspetto originale di chiesa, all'esterno. Si trova in via Cavour, sconsacrata dopo la seconda guerra mondiale, ospita la compagnia teatrale "L'Uovo".
- Convento di San Francesco, incluso nel Palazzo del Convitto dal 1878 dopo la soppressione nel 1866; l'unico elemento sopravvissuto è la cappella di Santa Maria della Concezione, presso i portici. La costruzione conserva ancora l'impianto planimetrico, di cui la chiesa era ancora visibile prima della sopraelevazione dei portici negli anni 1930 del Novecento lungo il Corso Vittorio Emanuele, all'altezza dell'incrocio con Corso Umberto I. La facciata della chiesa prospettava su Piazza del Palazzo, dove dal 1878 è stata ricavata l'ala della biblioteca provinciale "Salvatore Tommasi". Dall'alto è possibile vedere l'antico impianto della chiesa, annessa al convento, insieme alla torre campanaria, ancora in piedi. Una parte della facciata della chiesa in pietra rossa e bianca dell'Aquila, è stata reimpiegata per la costruzione della Fontana del Nettuno in Piazza Margherita.

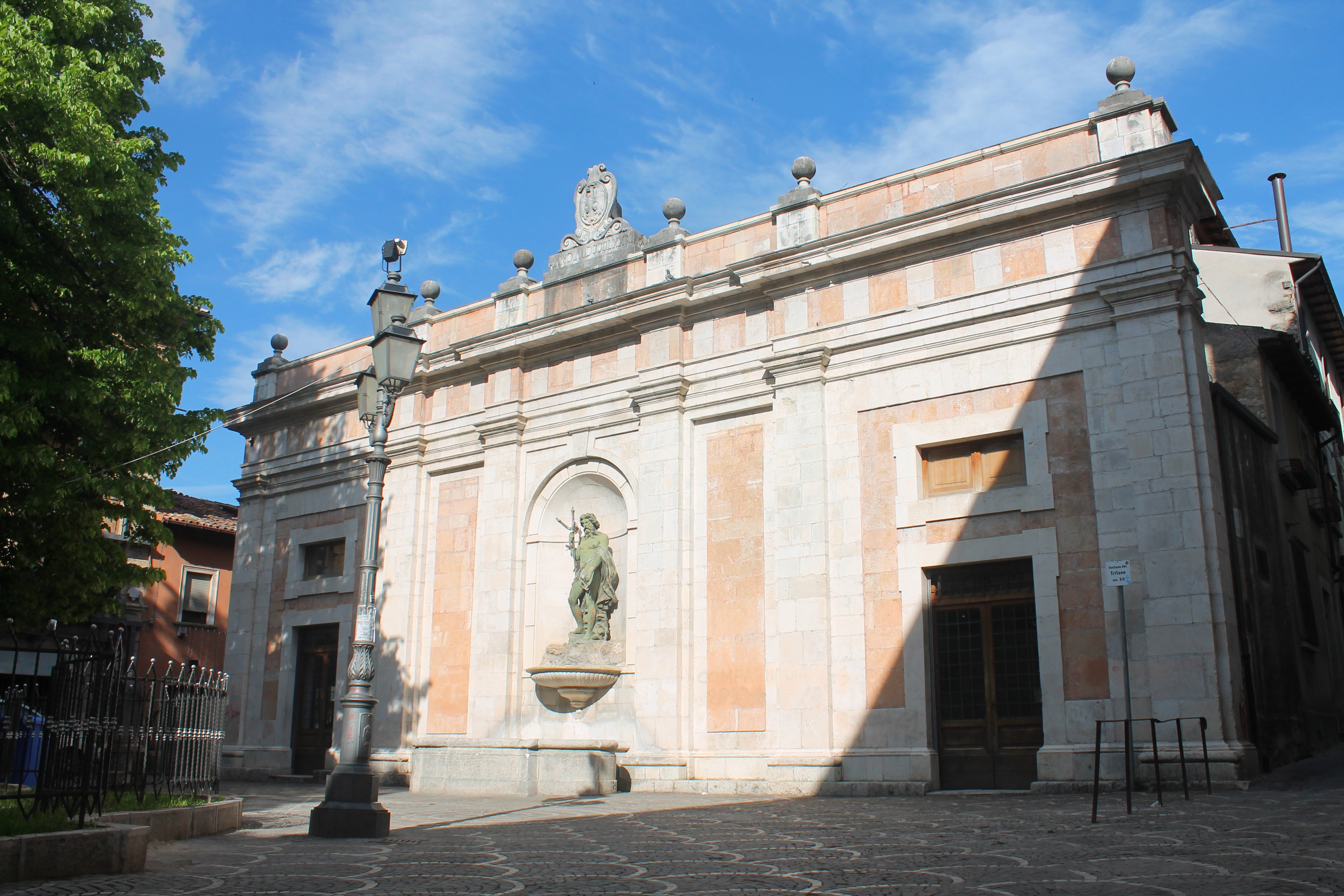
Fontana del Nettuno in Piazza Regina Margherita, con la facciata ricostruita della chiesa di San Francesco

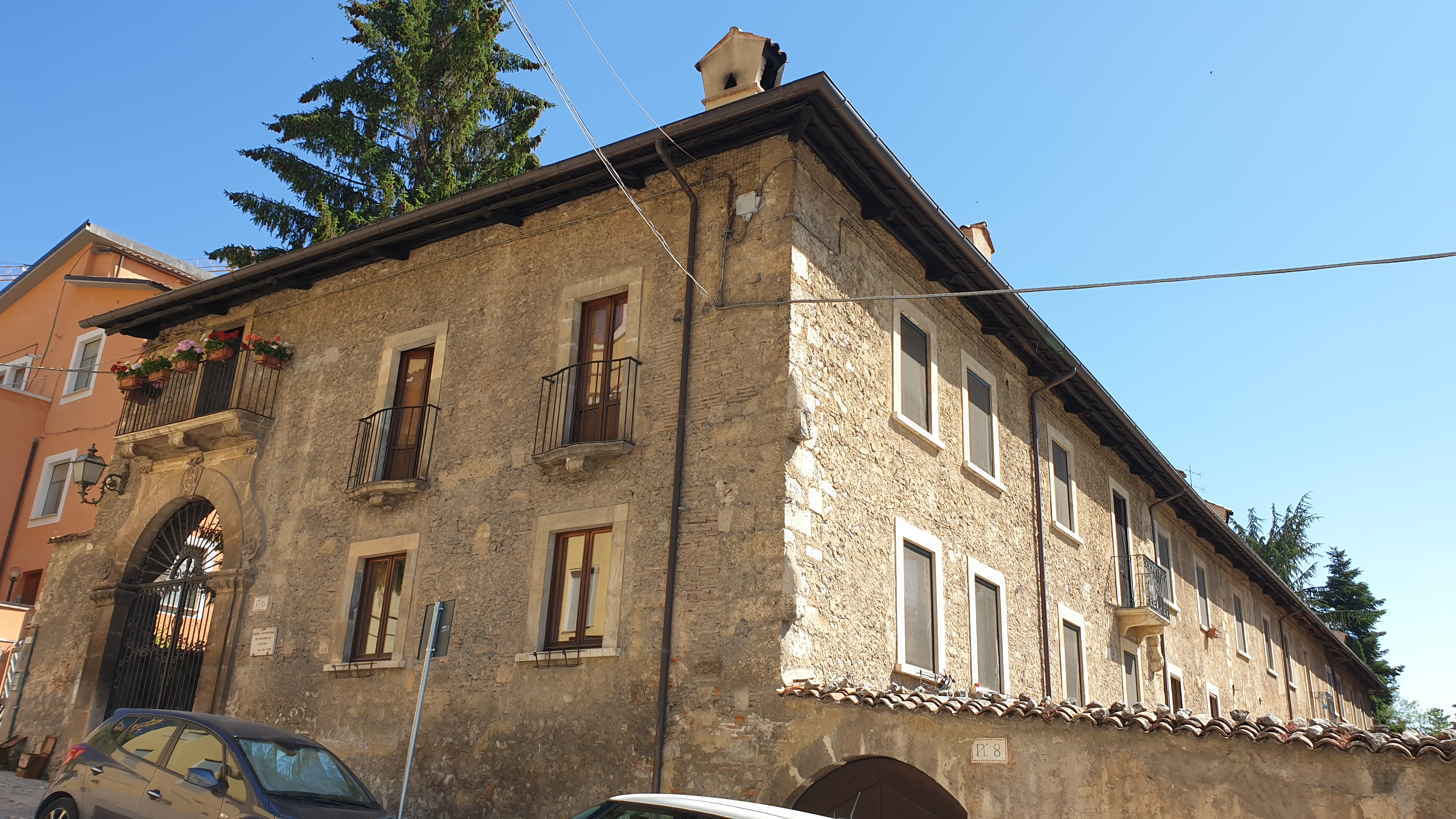
Ex convento di San Matteo, via Caldora

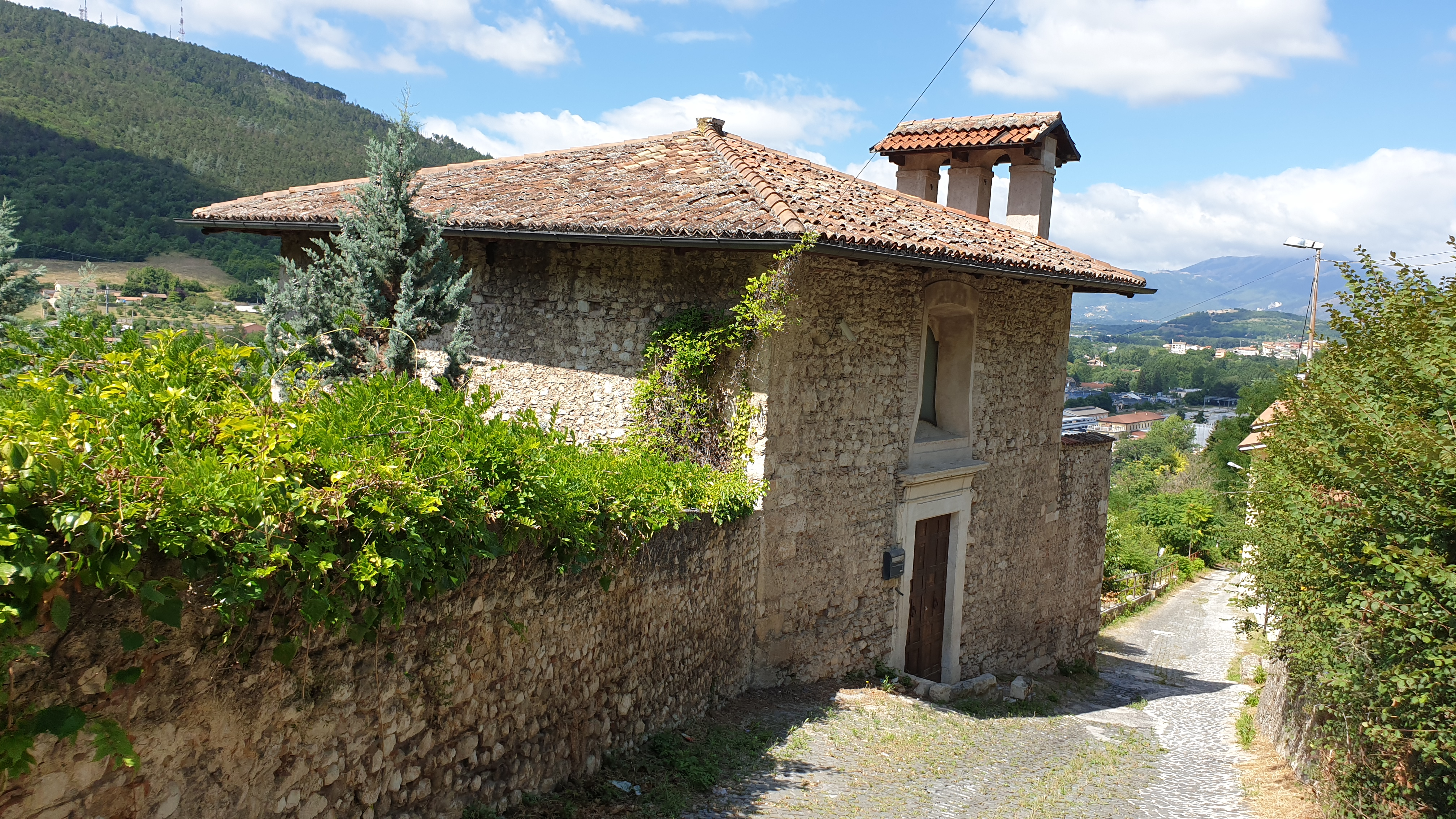
Chiesa di San Giacomo della Rivera, su via Santo Spirito

- Chiesa di San Giovanni di Lucoli, una delle prime chiese aquilane fondate dai castellani di Lucoli nel rione San Marciano, era la parrocchia principale di questo quarto aquilano. Dopo la distruzione del 1703 la chiesa cadde in abbandono e non fu ricostruita, e il portale venne traslato nella chiesa di San Francesco di Paola. Si trovava all'incirca presso Piazza Rocca di Corno.
- Chiesa di Santa Maria di Bagno: si trovava all'altezza dell'ex Palazzo del Governo su piazza della Repubblica, ricavato dal convento degli Agostiniani. Fu demolita completamente dopo i danni del 1703. Fu costruita nel XIII secolo dai castellani di Bagno Grande.
- Chiesa dei Santi Giustino e Martino, nel rione Santa Maria, fu la prima chiesa ufficiale di questo rione, costruita dai castellani di borgo San Giustino di Paganica nel XIII secolo (la chiesa si trova tutt'oggi presso il cimitero paganichese), e si trovava lungo via Garibaldi, altezza di piazza Chiarino, luogo occupato dalla chiesa. Successivamente con l'erezione intorno al 1308 della chiesa di Santa Maria Paganica, la chiesa perse il suo ruolo centrale. Negli anni 1920 per realizzare Piazza Chiarino con l'omonimo palazzo eclettico, il punto preciso dove si trovava la chiesa, questa non venne risparmiata e fu abbattuta.
- Chiesa di San Leonardo o Santa Maria del Guasto: si trovava presso lo sbocco di via del Guasto all'incrocio con via Nizza (piazza Giulio Natali). Durante i lavori di riqualificazione della parte nord del quartiere durante il fascismo, per la creazione della circonvallazione di via Duca degli Abruzzi, anche questa chiesa non fu risparmiata, benché fosse molto antica, eretta nel XIII secolo dai castellano del Guasto, presso Assergi. La facciata però fu smontata e rimontata presso la cappella di Santa Maria degli Angeli, appena fuori Porta Napoli.

Le chiese di Campo di Fossa: dedicate ai Santi Quattro Coronati, a Santa Maria di Cascina, Sant'Andrea. Nei primi del Novecento queste chiese erano in grave stato di degrado, poste nell'area attualmente attraversata da via XX Settembre, via Francesco Crispi, tanto che si decise la totale demolizione di queste nel 1934 per realizzare la parrocchia di Cristo Re.
- Convento di San Michele dei Cappuccini dentro le mura: sorgeva presso l'attuale Palazzo dell'Esposizione, demolito nell'Ottocento quando fu soppresso l'ordine. Durante i lavori di restauro del dopo sisma tuttavia, sono stati trovati importanti reperti delle fondamenta, consolidati definitivamente nel 2018 e adibiti a locali di lettura della biblioteca del Palazzo.
- Chiesa di San Pietro di Sassa, nel quarto di San Giovanni, crollò a seguito del terremoto del 1703 e non fu ricostruita. La sua parrocchia fu trasferita nella chiesa di San Quinziano, detta anche di San Biagio, situata nel rione San Pietro in via Buccio di Ranallo. Non si esclude che la chiesetta si trovasse a poca distanza, nel punto di unione tra di due quartieri. Oggi è visibile ancora qualche tratto di muro lungo via Addolorata.

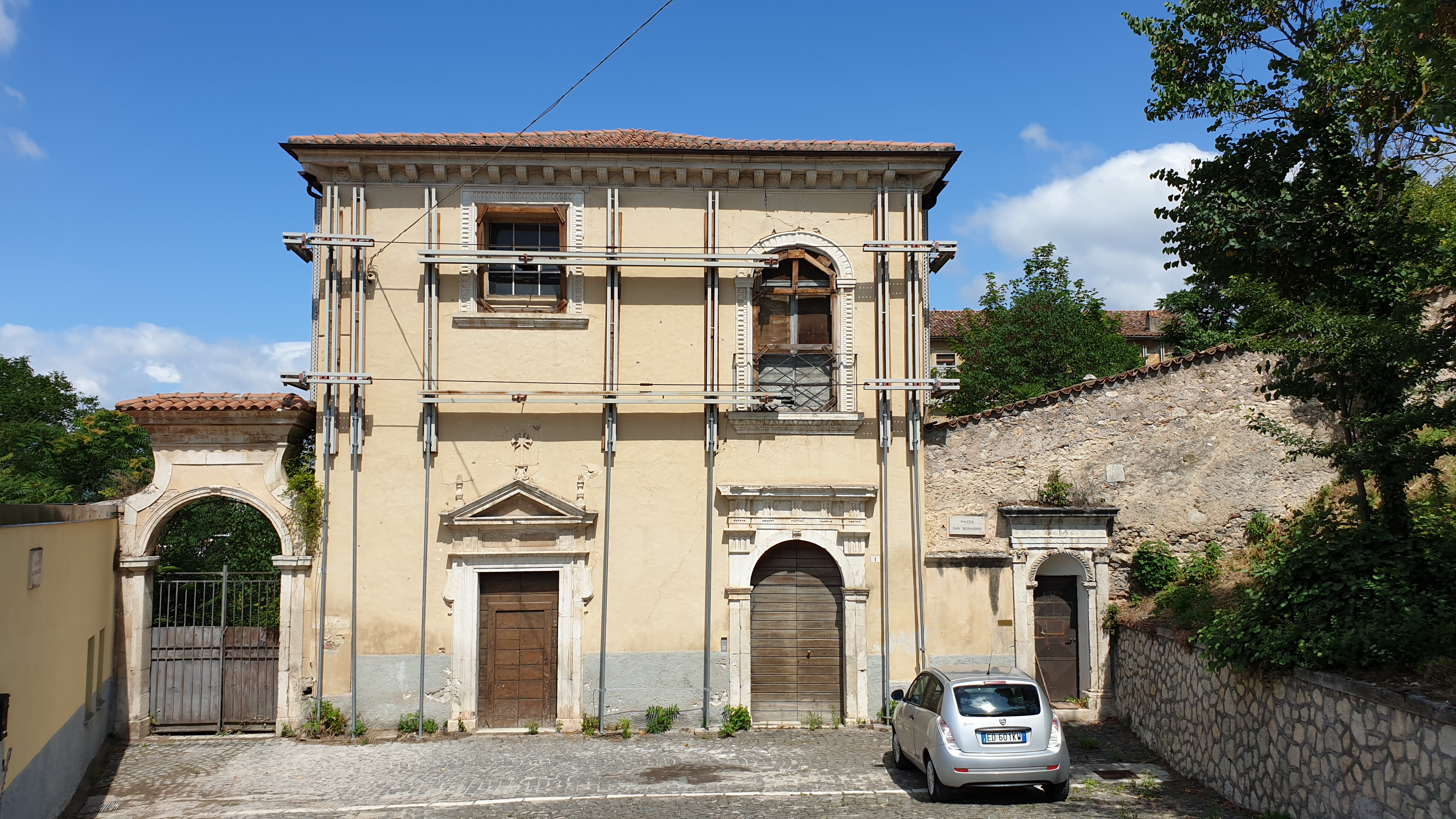
Chiesa di San Bernardo

- Ex convento di San Matteo dei Crociferi: in via Caldora, era gestito dai padri Celestini.
- Chiesa di San Bernardo: via Santo Spirito, con l'ex convento; oggi una parte è usata come cappella. Danneggiata dal terremoto dl 2009, deve essere ancora restaurata.
- Chiesa di San Matteo o San Giacomo: chiesa a torre, del XIII secolo, a pianta quadrata, in via Santo Spirito. Era gestita dai padri Celestini come l'ospedale dei pellegrini, insieme a San Matteo a Porta Bazzano.

## Chiese delle frazioni

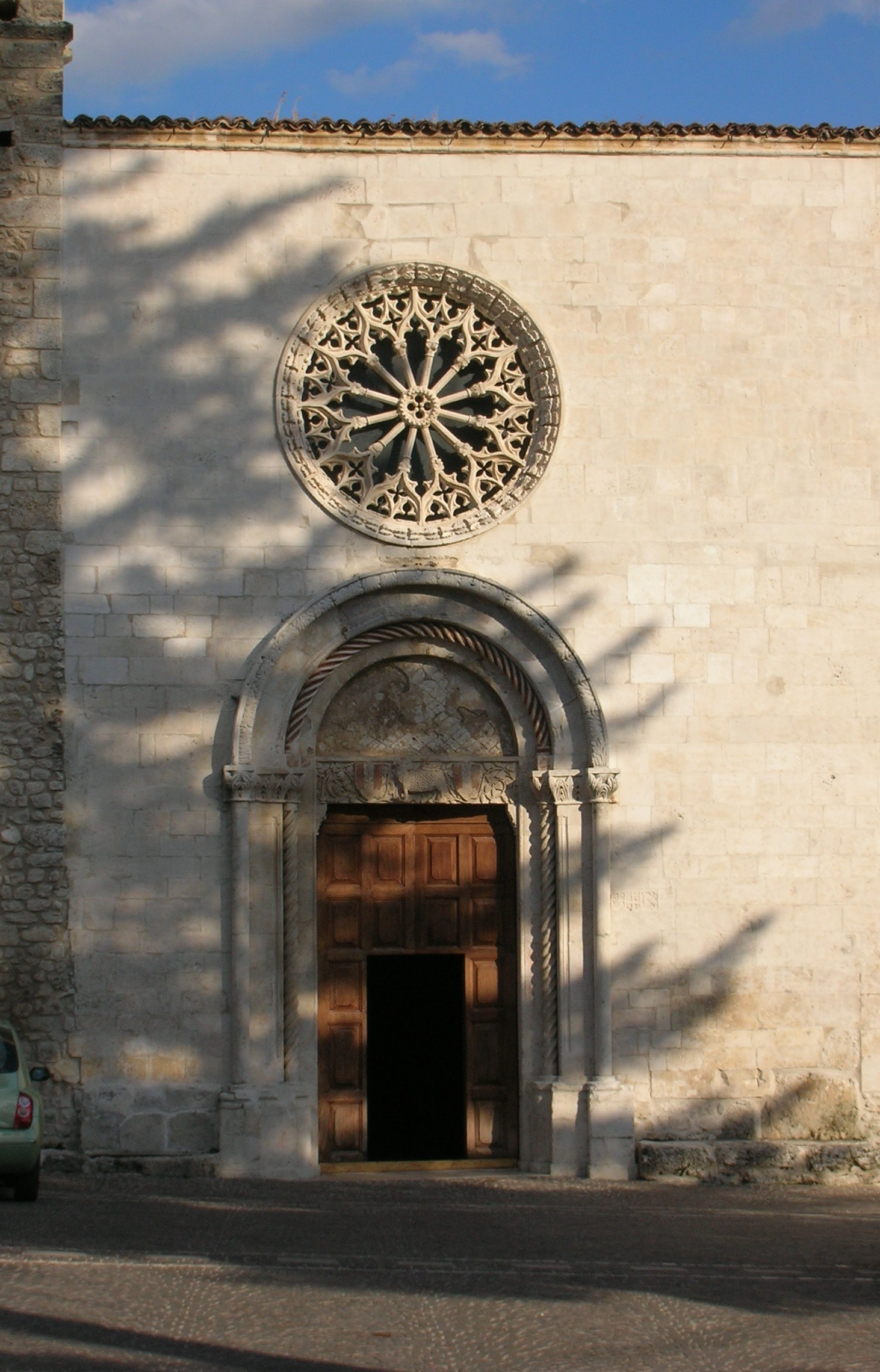
Facciata della chiesa di Santa Maria Assunta ad Assergi
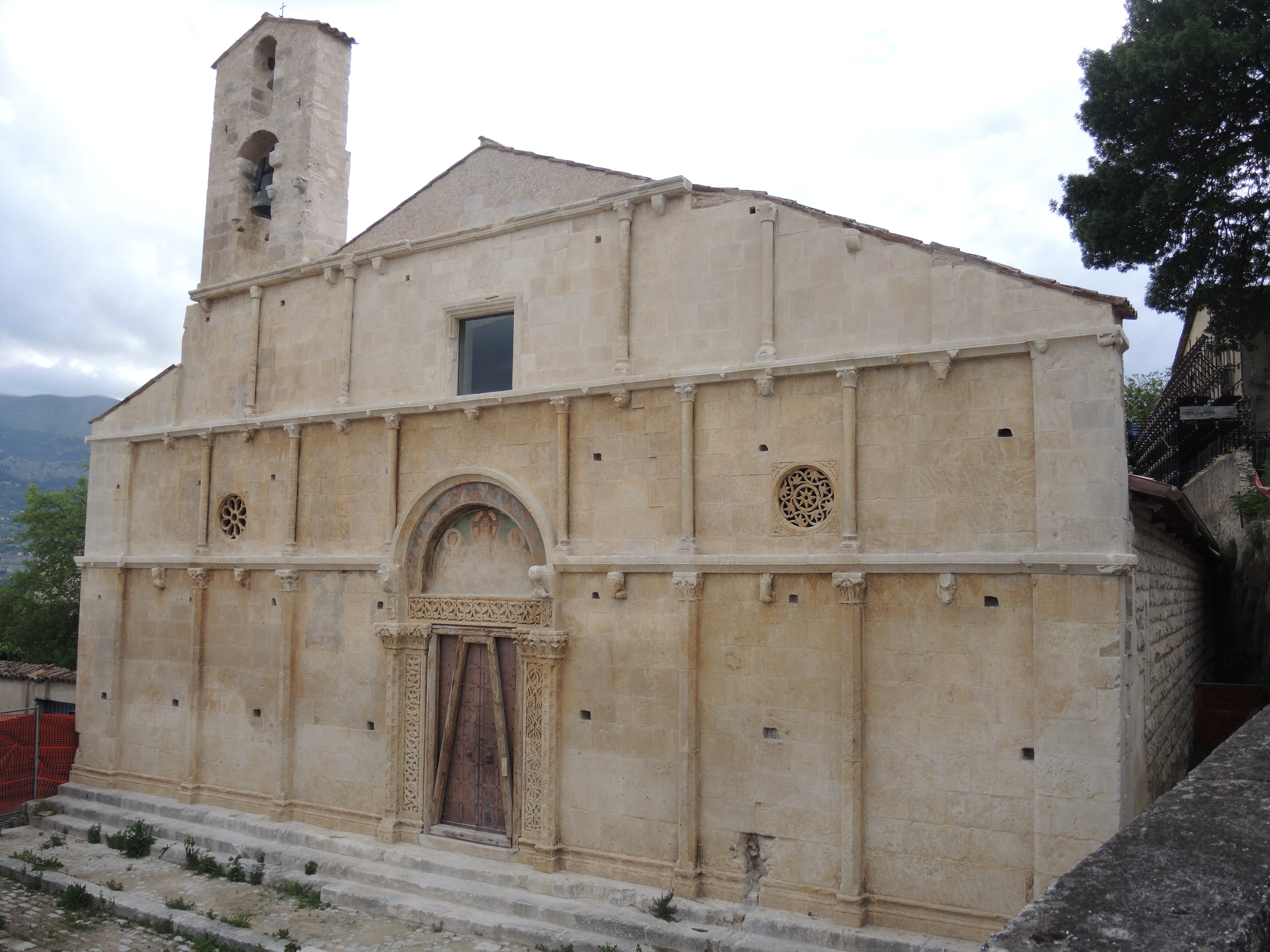
Chiesa di Santa Giusta fuori le mura a Bazzano
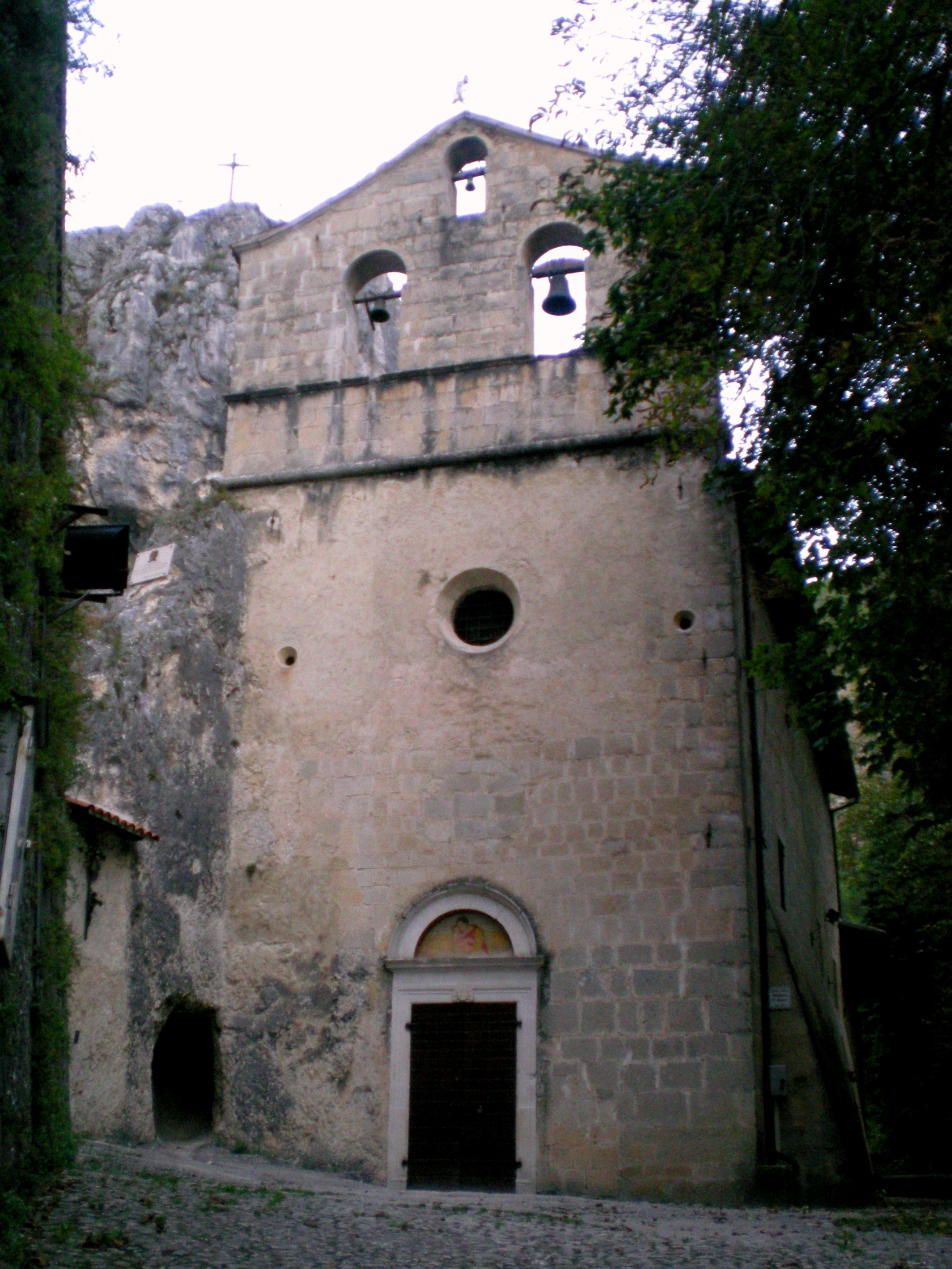
Santuario della Madonna d'Appari a Paganica
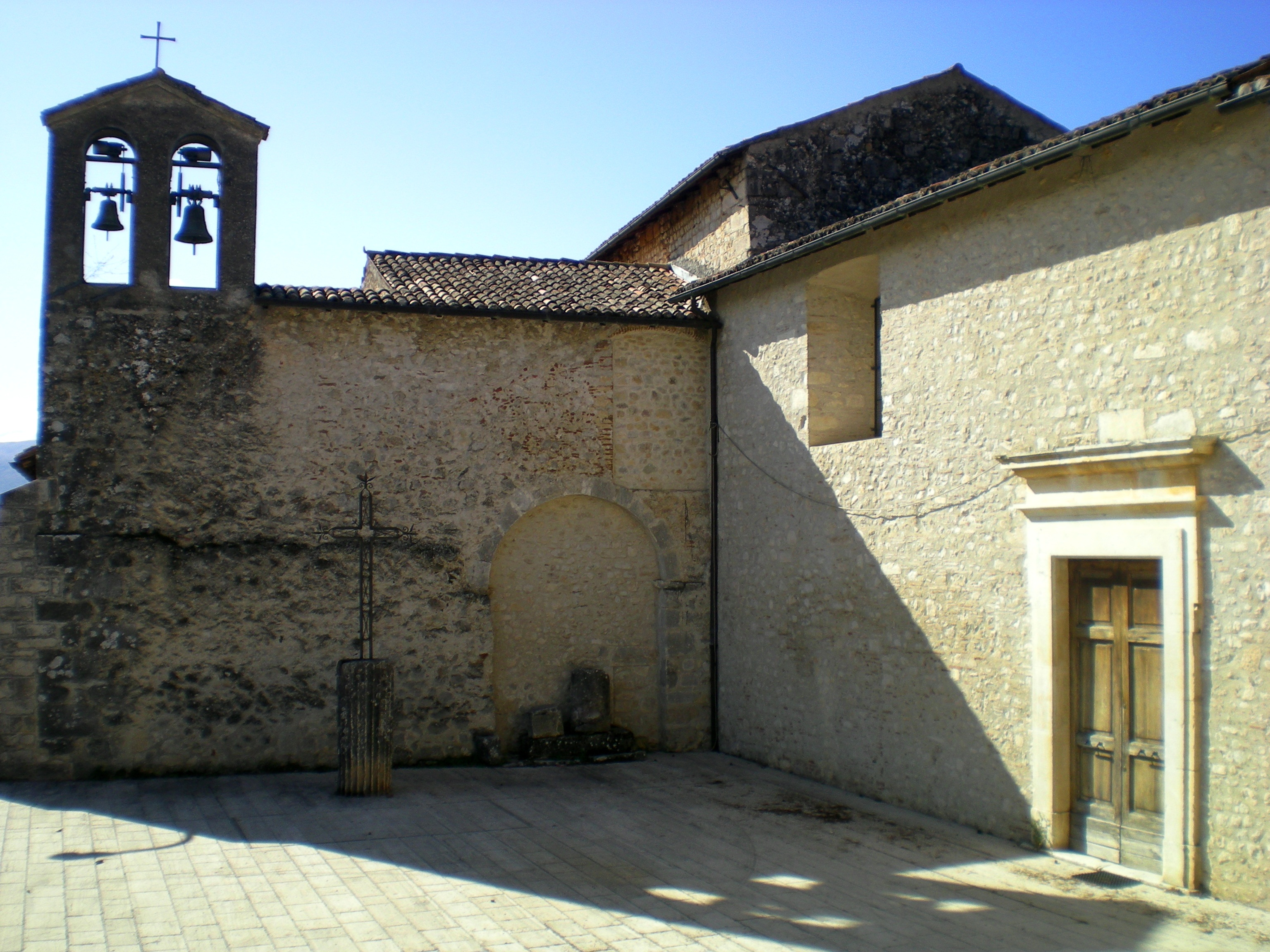
Chiesa di San Michele a San Vittorino
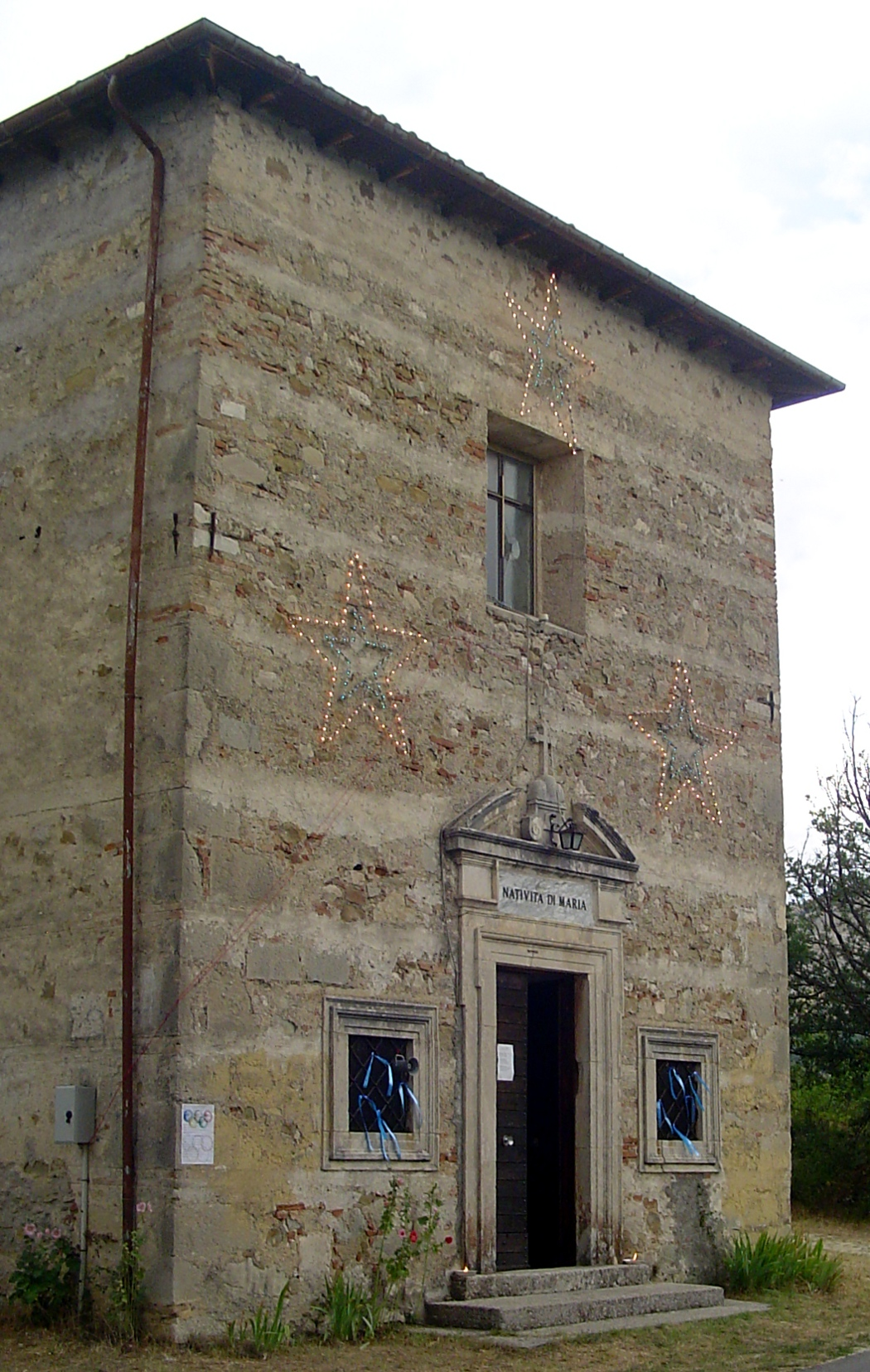
Chiesa della Madonna dei Ciccani a San Martino di Sassa
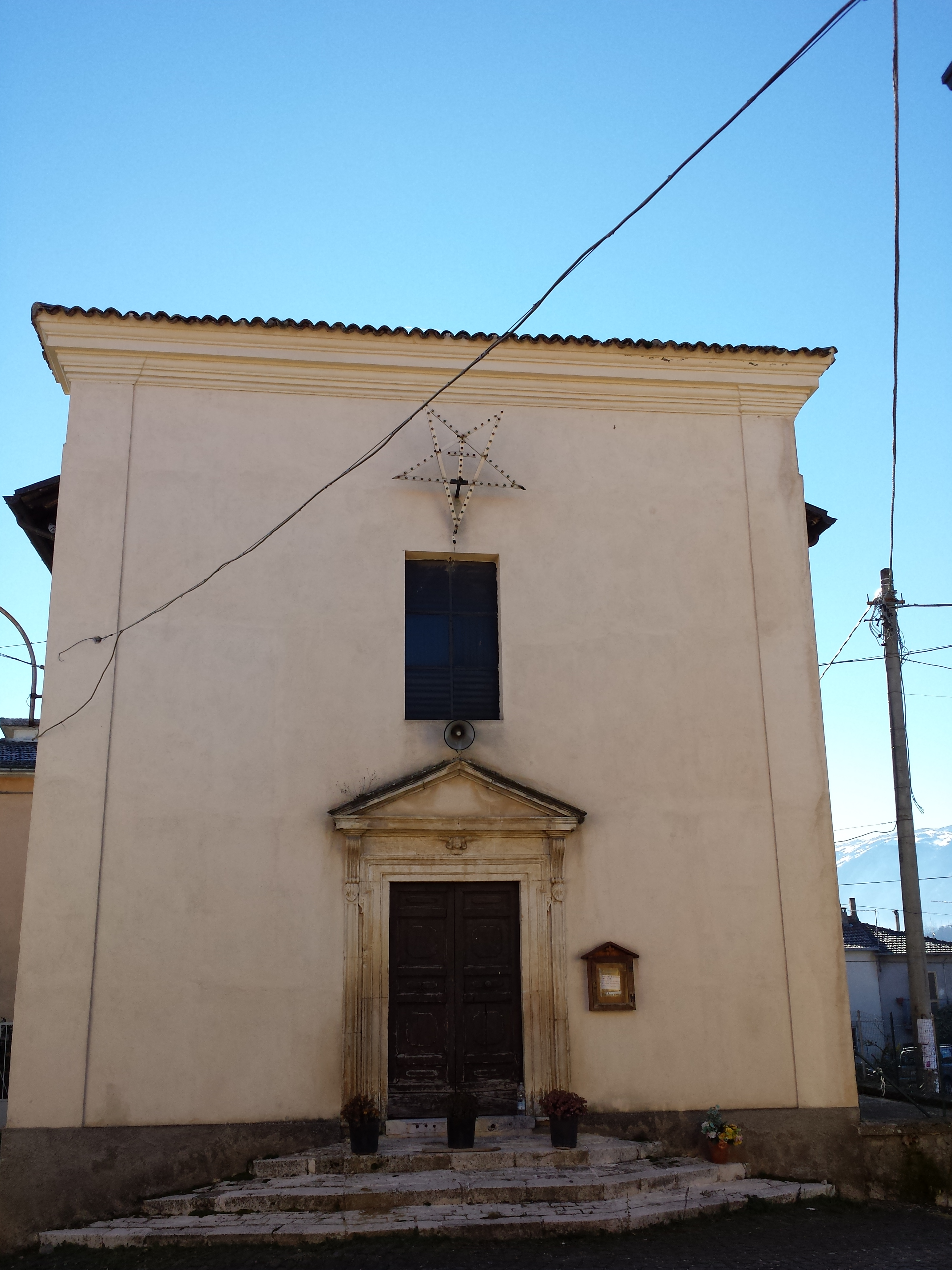
Chiesa di Santa Maria e Santi Filippo e Giacomo a Colle di Sassa
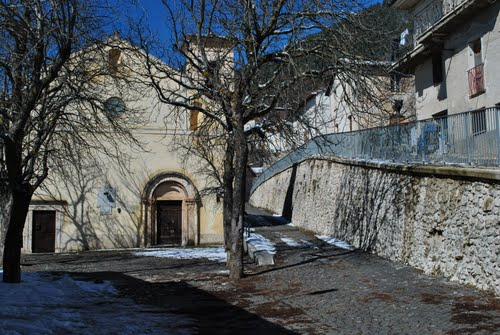
Chiesa della Maddalena ad Aragno

La statua, secondo la leggenda fu trovata da Felice Calcagno, un pastore di Lucoli, nel dicembre del 1578 in un bosco detto "Ruo" in locazione di Tressanti in Provincia di Foggia durante il periodo della transumanza. Il pastore aveva smarrito parte del suo gregge e pregò la Vergine per evitare il castigo da parte dei padroni; apparve al pastore una donna con un bambino in braccio e immersi in una luce abbagliante. La donna indicò al giovane il luogo dove riunire il gregge. Alcuni pastori, accorsi sul posto dopo la notizia del miracolo, trovarono una statua al posto della donna e vi riconobbero le sembianze della figura apparsa a Felice Calcagno, deciserò così di attendere la primavera per riportare con loro sul dorso di un mulo la statua ritrovata. Una volta che i pastori giunsero a Roio, il mulo che trasportava la statua si inginocchio nei pressi dell'attuale Santuario (è presente una lapide commemorativa lungo la Via Mariana) e non volle più muoversi. I pastori portarono a spalla la statua a Lucoli. Il giorno seguente la statua non era più a Lucoli, ma a Poggio di Roio, nella chiesa di San Leonardo nel luogo dove ora sorge il Santuario Mariano. Nel luogo dove il mulo si inginocchiò era presente una croce e per questo motivo alla Madonna fu dato il titolo di "Madonna della Croce". Oggi è conosciuta anche come "La Madonna della Transumanza".
Numerosissime sono le chiese campestri che circondano L'Aquila, alcune di grande valore storico, come la chiesa di Sant'Antonio Abate (zona Pile) o quella di San Michele, che sorge presso San Vittorino, nell'antico nucleo romano di Amiternum. Altre chiese fanno parte di tessuti abitati più elaborati, come Bazzano, Paganica, Bagno o Arischia, alcune delle quali esistenti già dal XII secolo. Tali chiese, quando nel 1254 circa fu fondata L'Aquila, dettero il loro nome alle nuove chiese della città, come ad esempio Santa Maria di Paganica alla chiesa capoquartiere del rione Santa Maria (e così Santa Giusta di Bazzano per il rione San Giorgio, San Pietro di Coppito per il rione San Pietro).
Un altro esempio è la chiesa di San Silvestro nel rione Santa Maria, costruita dai castellani di Collebrincioni, dove c'è l'originale chiesa di San Silvestro Papa, oppure la chiesa di San Marciano (capoquartiere del rione San Giovanni), fondata dai castellani di Roio, dove presso il camposanto si trova l'antica chiesa dei Santi Marciano e Nicandro, oggi di aspetto barocco, per la ricostruzione post sisma 1703.

### Convento di San Giuliano

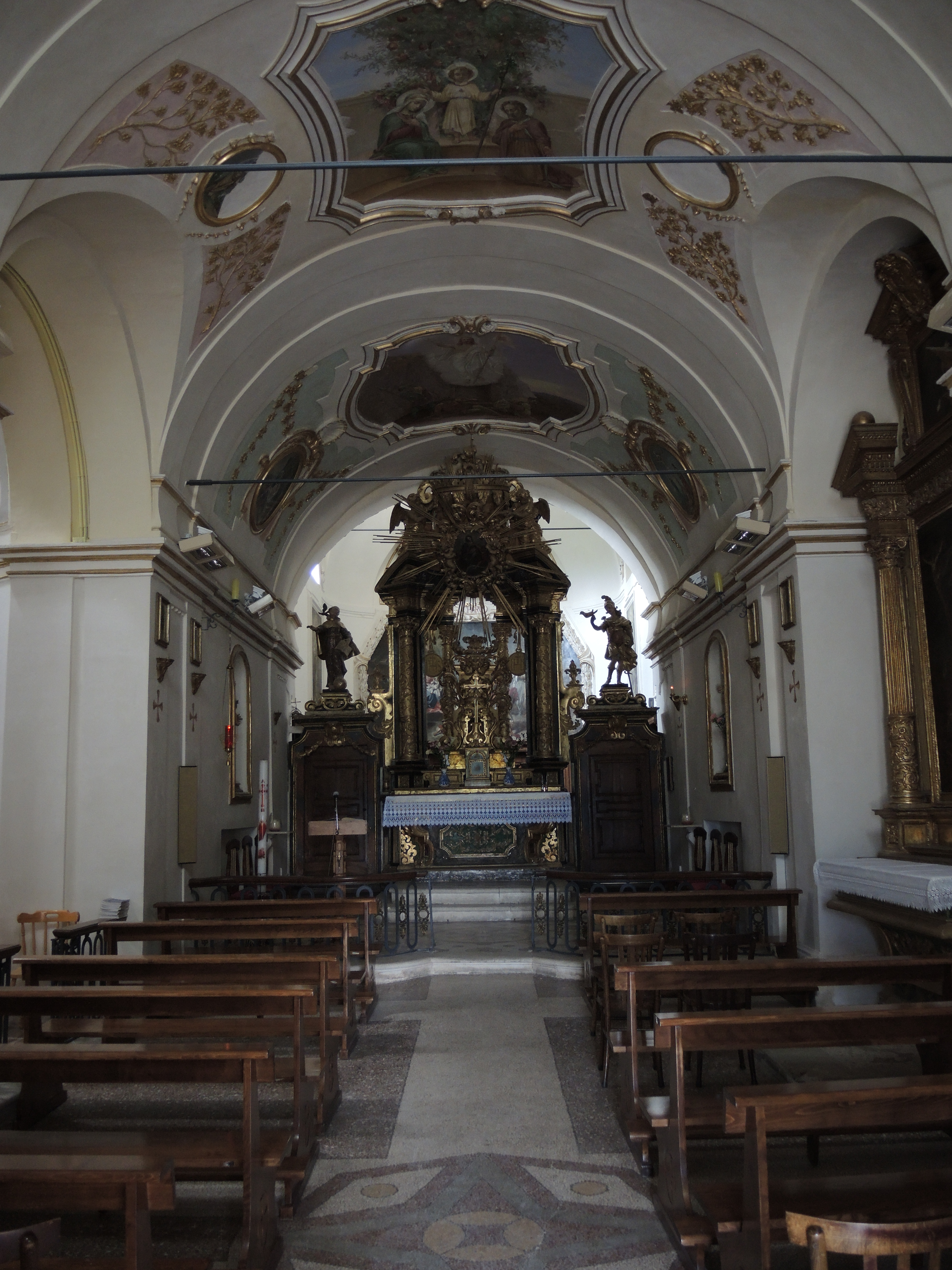
Interno del convento di San Giuliano

Il convento si trova nella località omonima, poco distante dal casello autostradale L'Aquila Nord-Ovest, e dal nucleo residenziale moderno di Pettino. Venne fondato nel 1415 per volere dei monaci dell'ordine dell'Osservanza Francescana, tra i quali beneficiari spiccano San Giovanni da Capestrano e San Bernardino da Siena. Il convento nel 1452 era descritto come molto piccolo, rispetto al monastero di San Francesco a Palazzo all'interno delle mura aquilane, ossia l'attuale Palazzo del Convitto; l'edificio verrà ampliato in forma rinascimentali nel 1592, e in forme barocche nella ricostruzione post 1703.
L'edificio si divide nella chiesa barocca e nel chiostro conventuale rimasto nelle forme rinascimentali, con preziosi affreschi della vita di San Francesco. All'interno a navata unica, a sinistra si aprono due cappelle decorate a stucco: la prima dedicata al Beato Vincenzo con una tela raffigurante il chierico. Il beato è posto in un sarcofago nello spazio che divide le due cappelle, risalente al 1634 e voluto dal vescovo Gaspar Salgado Gayoso. Gli altari settecenteschi ospitano tutti delle tele di Vincenzo Damini; la prima tela è del 1738, raffigurante San Diego d'Alcalà, la seconda è del 1738, raffigurante San Giovanni di Capestrano durante l'assedio di Belgrado (luglio 1456). L'altare maggiore è molto scenografico, in legno intagliato a forma di baldacchino, con raggi che si dipartono da un ovale centrale, ospitante una tela raffigurante la Vergine Assunta; la struttura lignea richiama i motivi del Bernini per il baldacchino di San Pietro. Sul retro si apre l'ampio coro ligneo ornato da decorazioni a stucco, da quattro tele del Damini, e concluso dal gruppo dell'Adorazione dei Magi (1743), che dispiega sulla concava parete di fondo.

### L'Aquila Nord

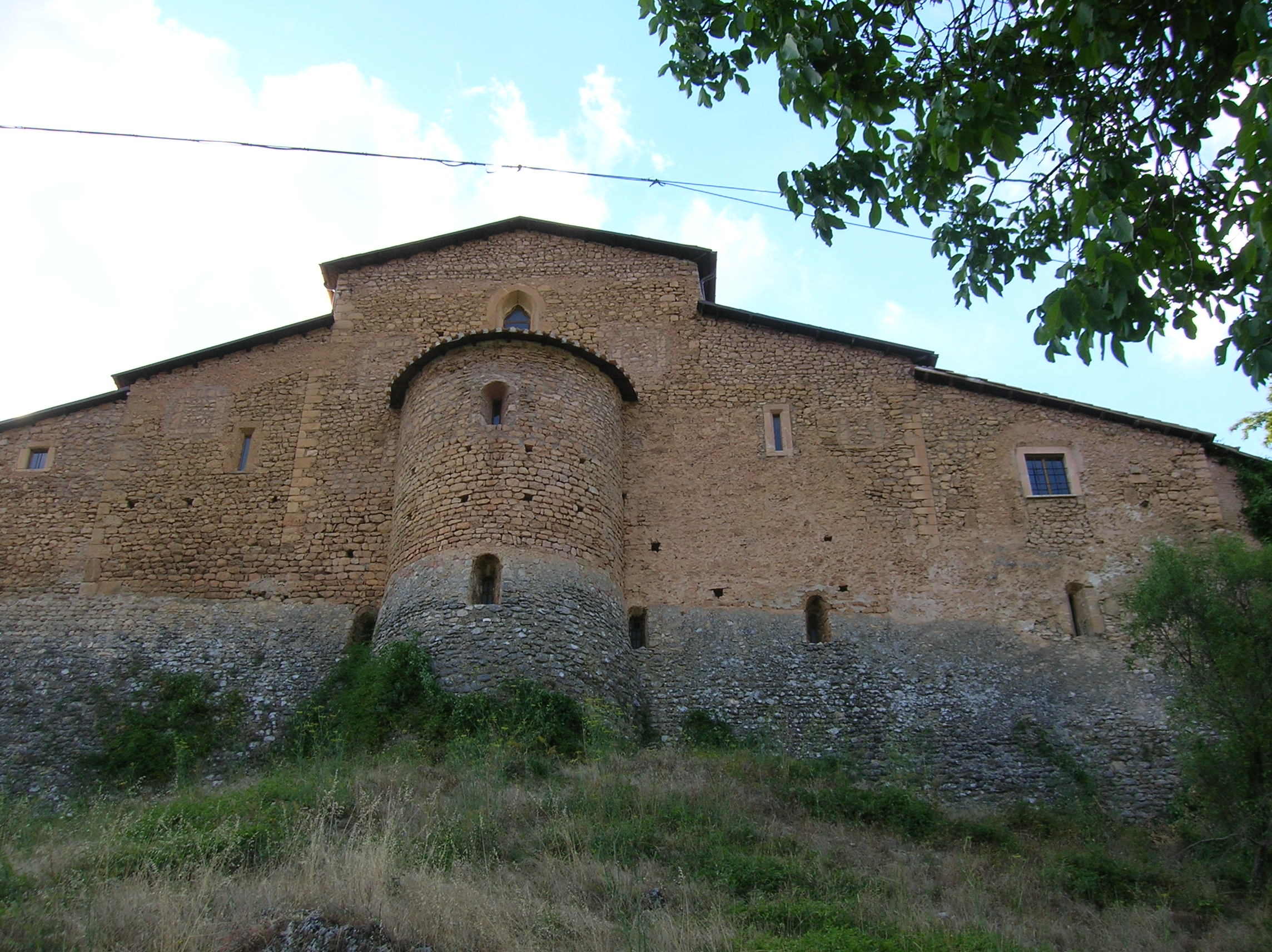
Retro della chiesa dell'Assunta di Assergi

Chiesa della Madonna delle Grazie "Madonna di Pettino"si trova in contrada Pettino, in via Antica Arischia, suffragata alla nuova parrocchia di San Francesco d'Assisi. Si tratta di una chiesa del XVII secolo, ricostruita dopo il 1703, dalle tipiche forme monumentali del barocco campestre d'ispirazione romana. Ha impianto centrale a croce greca, con l'esterno piuttosto semplice, con un finestrone centrale in facciata che sovrasta il portale decorato da cornice a timpano curvilineo. L'interno è fasciato da una trabeazione molto aggettante che corre lungo il perimetro, la volta della calotta centrale nei quattro lati è divisa da lunette con finestroni, e costolonature che scendono a mo' di lesene, conservando le cappelle con le tele.
Chiesa abbazia di San Benedetto di Norciaè la chiesa madre di Arischia, situata in centro del paese. Sembra che fosse stata edificata dal discepolo benedettino Sant'Equizio, che andò a predicare presso Amiternum, e morendo a Marruci di Pizzoli, a pochi passi dal capoluogo, venendo ivi venerato. Tuttavia la chiesa attuale fu ricostruita nel XII secolo, come riportato nel "Catalogus Baronum", precisamente citata nel 1157, edificata presso l'antica abbazia di San Benedetto, i cui sotterranei erano usati come cimitero civico. Fu modificata nei secoli a venire, specialmente dopo il terremoto del 1703, che danneggiò pesantemente l'edificio. In alcune fotografie storiche pre-1927, la facciata si presentava assai manomessa, con la parte superiore ricostruita in mattoni in cotto, rispetto alla pietra bianca della parte inferiore. Successivamente i lavori di ripristino tolsero il finestrone centrale, inserendovi un orologio, e anche la sommità in seguito venne modificata con un rialzo centrale terminante a spioventi. La facciata ha una cortina muraria rifinita con conci di pietra legati con malta. L'assetto compositivo esterno, con parte centrale con il coronamento a spioventi, riflette l'organizzazione degli spazi interni a tre navate. Ciascuna delle tre divisioni della facciata mostra un rosone, eccetto l'oculo centrale in sommità che ospita l'orologio. La raffinatezza d'intaglio delle mostre lapidee di queste tre finestre induce a pensare all'eventuale presenza di trafori in pietra andati perduti per via di terremoti.
Alla base ci sono tre portali romanici, conservatisi perfettamente, con il tipico arco a tutto sesto e lunetta, in origine affrescata. Durante i lavori del dopo terremoto 2009 alla facciata, tra le pietre smontate sono state ritrovate alcune che sul retro presentano iscrizioni e fregi; su una di queste c'è la scritta "sumptibus" a indicare il committente. Il reperto sarebbe stato asportato dal pavimento, tagliato e rifinito per essere utilizzato per la facciata, e alcuni storici pensano che il pezzo di pietra appartenesse al pavimento originale dell'abbazia. La facciata ha vissuto vicende alterne di ricostruzione, tra le quali il riutilizzo grezzo di altro materiale dopo il terremoto di Avezzano del 1915, e il successivo restauro del 1928.
La pianta longitudinale è a croce latina, con bracci del transetto sporgenti e abside rettangolare. L'interno a tre navate è stato completamente ricostruito dopo il terremoto del 1703 in stile tardo-barocco, mostrandosi in forme tuttavia tipicamente neoclassiche in seguito ad altri restauri. Poco c'è di interessante, se non alcune tele settecentesche e paramenti sacri medievali.
Ex convento francescano di San Nicola di Barisi trova appena fuori Arischia. Esisteva già dal 1248 e dipendeva dal monastero di Santo Spirito (Ocre) di Ocre. Nel 1303 il Priore di Santo Spirito, con bolla di papa Alessandro IV concesse l'autonomia al convento. Distrutto dal terremoto del 1349, fu ricostruito con finanziamento di Iacobuccio Gaglioffi dell'Aquila. Successivamente appartenne ai Padri Clareni, ai quali Celestino V aveva concesso l'autonomia dal suo Ordine, nel 1460 il monastero passò ai Frati Minori con intercessione di Pio II e Anton Battista Gaglioffi. Il muro conventuale fu ricostruito nel 1639, e venduto al comune nel 1944, e altre mura vennero restaurate dal 1824 al 1836, e fino al 1880 ospitarono le tombe dei civili di Arischia perché non esisteva un vero e proprio camposanto.
Chiesa di San Bernardino di Piazza d'Armiè una chiesa moderna sorta nel 2010 presso l'ex Caserma Campomizzi nel quartiere Pettino. La chiesa, che può essere smontabile in qualsiasi momento, è stata realizzata in legno e ferro.

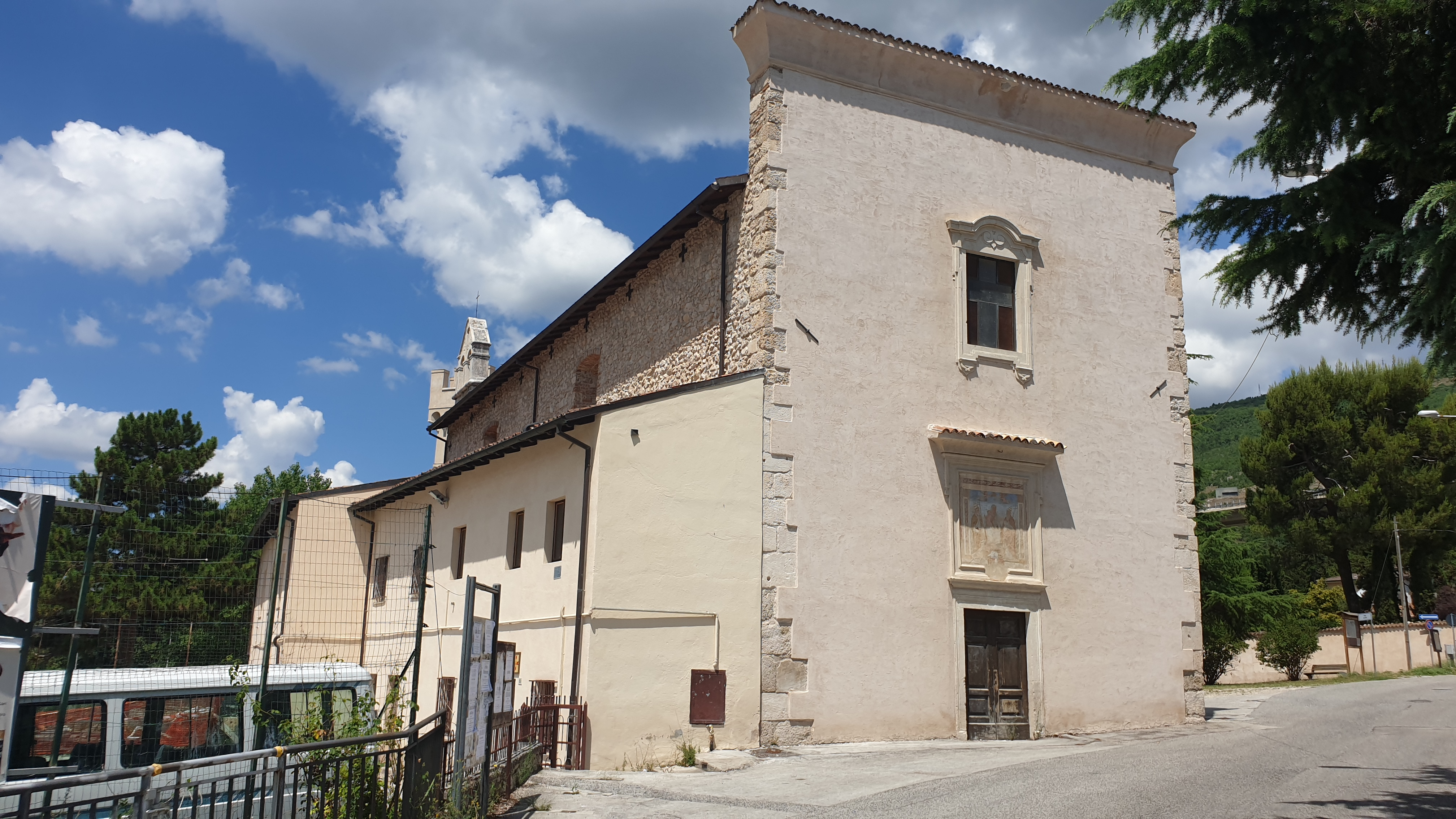
Chiesa di San Sisto, quartiere omonimo

Chiesa di San Michelesi trova con le annesse catacombe nella contrada San Vittorino. Si tratta di una delle chiese campestri più importanti dell'area aquilana, nonché una delle più antiche, esistente già dal VI secolo. Le prime notizie documentarie relative alla chiesa sono nel Regesto dell'abbazia di Farfa (763 d.C.). L'edificio odierno è di epoca successiva (XII secolo), conservando le tracce della chiesa altomedievale, e numerosi frammenti scultorei riconducibili all'antico arredo (VIII-IX secolo). Alcuni materiali sono di spoglio, provenienti dalla vicina Amiternum. L'aspetto attuale è duecentesco, con un'iscrizione sulla parete che ricorda la data di consacrazione: 24 luglio 1170 alla presenza del vescovo Dodone di Rieti e Berardo da Forcona. Dopo un terremoto avvenuto nel Quattrocento, la chiesa è stata ampliata nel 1528, alterando l'impianto medievale, successivamente ripristinato con i restauri novecenteschi.
All'interno la pianta è a croce latina con navata unica, transetto e abside semicircolare; il catino absidale conserva tracce di affreschi duecenteschi, parzialmente conservate sono le figure di Cristo dentro una mandorla, sorretta da angeli, poi San Giovanni Battista e San Pietro. Uno strato inferiore raffigura la Crocifissione con la Madonna e San Giovanni Evangelista ai piedi di Gesù.
Attraverso due scalette poste ai lati dell'altare maggiore si scende nella cripta proto-cristiana, realizzata con materiale di spoglio romano da Amiternum. Una parete delimita lo spazio del culto a quello delle catacombe, ossia la "chiesa vecchia", con affreschi duecenteschi che ritraggono il martirio di San Vittorino, realizzati da Pietro Amabile. Unica illuminazione viene da una finestra bifora, e al centro si apre una scalinata che conduce al primo ambiente della catacomba, dove nel 1940 è stata ricomposta la tomba di San Vittorino. Il sepolcro è del V secolo con lastre di marmo decorate da un motivo a squame e petali lanceolati, scandite da quattro pilastri con capitelli compositi, e chiuse in alto da una lastra con l'iscrizione del vescovo Quodvultdeus "IVBENTE DEO CRISTO NOSTRO SANCIO MARTYRI VICTORINO DVODVVL(t) DEVS EPIS(copus) DE SVO FECIT.
Chiesa di San Silvestro Papaè la chiesa principale di Collebrincioni, la cui vicaria doppia è quella del rione Santa Maria all'Aquila. Benché dunque questa chiesa esistesse già dal XII-XIII secolo, oggi si presenta in vesti tardo barocche, perché rifatta dopo il terremoto del 1703. La chiesa ha una facciata quadrata, testimonianza che in precedenza doveva essere romanica, ha un'iscrizione latina lungo la cornice, un oculo centrale, e un portale barocco semplice architravato in pietra. L'unico elemento antico è il campanile medievale a torre, del Quattrocento.

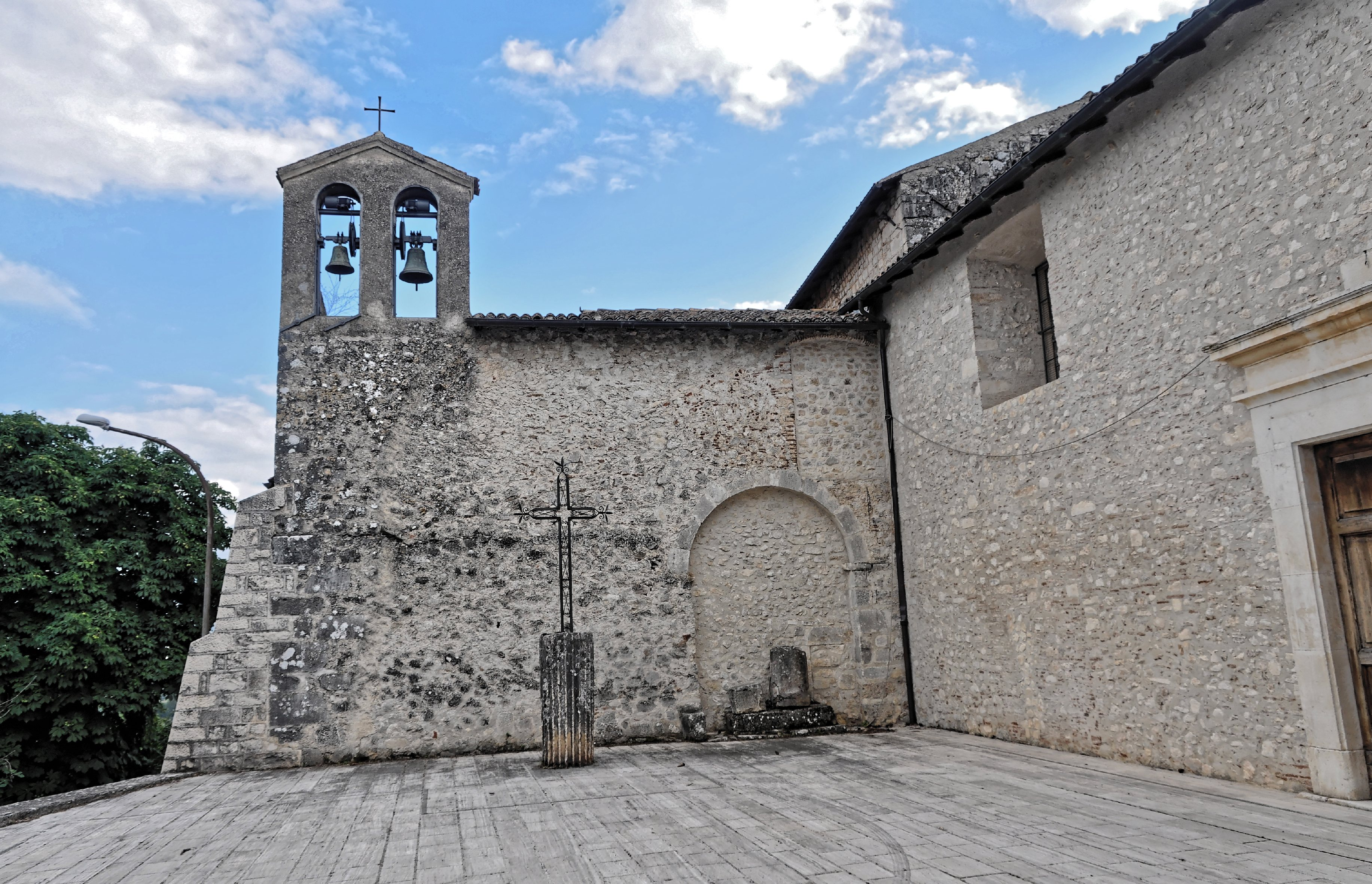
Laterale della chiesa di San Michele presso San Vittorino

Santuario della Madonna Foredetto anche della "Madonna di Cascio" per il luogo dove si trova (da cui anche il termine volgare "Madonna Fore" per Madonna fuori le mura), si trova alle pendici del monte omonimo, a nord di Pettino. Il santuario attuale è la ricostruzione del XVIII secolo di una piccola cappella cinquecentesca dove sarebbe apparsa la Madonna, e per cui venne commissionata la preziosa statua lignea con paramenti liturgici. Successivamente il santuario appartenne alla Confraternita dell'Addolorata, il pittore veneziano Vincenzo Damini vi realizzò una tela della Madonna dei Sette Dolori. Ha un aspetto molto intimo, con la facciata quadrata tardo rinascimentale, e il portale settecentesco. Nel 2012 è stato restaurato dopo il terremoto. Nel 2018 lo scultore Valter Di Carlo realizza un nuovo sacro percorso di pellegrinaggio, con le edicolette e statue della via Crucis.
Chiesa di Santa Maria Maddalenaparrocchia di Aragno, risalente al XIV secolo. Esternamente su articola in un grosso corpo cruciforme, con basso tiburio quadrato all'incrocio dei bracci del transetto, coperto a padiglione, le tessiture murarie laterali sono scabre, la facciata è intonacata, con torre campanaria laterale, un frontone sull'angolo anteriore nord e un prezioso portale romanico ad arco a tutto sesto con profonde strombature, capitelli a fogliame di acanto e palma, colonnine laterali lisce. La facciata è ripartita in due ordini da cornice marcapiano, la parte sommitale è a timpano liscio, nella parte centrale c'è un'incurvatura verso le ali. Tre nicchie sono presenti sotto al cornice centrale. La parte inferiore è caratterizzata da due portali, uno dei quali romanico. L'altro introduce alla cappella della Congregazione. L'interno a navata unica è barocco, rispecchiando l'antico impianto a croce latina, con volta a botte lunettata, con ampia pseudo-cupola all'incrocio. Le pareti si articolano in un'originale sequenza architettonico-plastica, che vede due campate di altari inframmezzate da un unico largo intercolumnio al centro. Altra chiesa d'importanza sulla collinetta di Aragno è quella dedicata a Santa Barbara, che ha l'aspetto di un eremo.
Chiesa parrocchiale di San Giovanni Battistasi trova nella piazzetta principale alle porte del borgo di Camarda, venendo da Paganica. Ha un aspetto settecentesco rurale, costituito da una pianta rettangolare a capanna; la facciata è molto semplice, adornata da un portale con la cornice rettangolare, affiancata da un bassorilievo con una breve descrizione latina sull'edificazione. Il timpano triangolare della sommità è diviso dal resto dell'area da una cornice marcapiano. Sulla destra sorge un semplice campanile in pietra a pianta quadrata. L'interno è a navata unica, in stile barocco, e conserva alcune opere tratte dalla vecchia chiesa di San Giovanni in rovina, come le statue ex voto e i paramenti sacri. L'elemento interno più importante è l'organo costruito da Adriano Fedri tra il 1770 e il 1780.
Chiesa di Santa Maria di Valleverdesi trova lungo la strada per Camarda, venendo da Paganica. Ha un aspetto settecentesco, benché probabilmente risalga al Cinquecento; ha pianta rettangolare a capanna con navata unica all'interno. L'esterno è molto semplice, realizzato in pietra con un portale rettangolare sormontato da un semplice finestrone centrale, poiché è stata usata come chiesa campestre, citata anche da Cappelli ne La bella di Camarda. L'interno, all'ingresso, è ornato da una schola cantorum con tre arcate principali, la volta è a botte, e paraste scorrono sui lati per scandire dei riquadri con delle tele ex voto. L'abside semicircolare è molto semplice, con una cornice che scandisce l'arco della lunetta, completamente stuccato. La sola finestra presso il retro non è in asse di simmetria con il trono del presbiterio.
Chiesa della Madonna delle Graziealle porte di Filetto, è il classico esempio di chiesa campestre aquilana rinascimentale, eretta sopra un'antica edicola mariana. Dunque la porzione più antica è quella dell'altare che conserva l'affresco sbiadito della Madonna col Bambino, sovrastata dal Padreterno con le braccia allargate circondato da angeli, e ai lati San Giovanni Battista col bastone e il nastro e Santo Crisante con le braccia al petto tenenti la palma. La chiesa attuale è del XVII secolo, con la facciata quadrata ornata dal portale lunettato tardo romanico, e la data di ultimazione dei lavori dice l'anno 1597.
Chiesa matrice di Filettosi trova nella piazza principale di Filetto, ha un aspetto barocco settecentesco con pianta rettangolare a capanna. L'aspetto è molto simile alla parrocchiale di San Giovanni a Camarda, solo che il portale è molto più ornato da una cornice curvilinea, e il campanile sulla destra è una tozza torre di pietra che si fonde con le case, non essendo molto alta.
Chiesa proto-abbaziale di Santi Crisante e Dariaè antica quanto la chiesa di San Michele a San Vittorino, ed è una delle più antiche testimonianze di abbazie ancora oggi esistenti sul territorio abruzzese. La chiesa, che oggi ha perso il monastero annesso, ridotta a poco più che cappella romanica, si trova sulla montagna a nord di Filetto, fu realizzata dai signori di Poppleto (l'attuale frazione aquilana di Coppito) nel 1140, anche se è ipotizzabile che una precedente cappella pastorale esistesse già da qualche secolo, poiché il monastero è stato costruito sopra un tempio pagano, come si evince da una colonna d'età repubblicana inglobata all'interno. Il monastero dipese dall'abbazia benedettina di Bominaco, fino al 1264, quando papa Urbano IV trasferì i beni nel monastero di Filetto. L'autonomia dell'abbazia fu confermata nel 1193 da una bolla di Celestino III. Il monastero godette di grande fama, fino alla perdita di possedimenti e alla riduzione dello stesso in semplice chiesa di campagna, a causa dei terremoti e della perdita dei favori dei vescovi. Tutto sommato la chiesa è perfettamente conservata, e mostra un originale stile medievale. Ha pianta rettangolare a capanna, priva di decorazioni significative esterne, tranne delle cornici romaniche presso l'abside semicircolare.
Il portale senza decorazioni significative, si affida per l'effetto al robusto elegante archivolto a filo di muro, con lunetta appena rientrata. L'interno a navata unica è molto più ricco, ornato di affreschi trecenteschi e duecenteschi di ispirazione bizantina, che mostrano alcune scene di vita dei santi dedicatari, mentre quello presso l'abside rappresenta Cristo in trono tra due angeli. Alcuni studiosi hanno ipotizzati che indubbiamente la chiesa è stata influenzata dalle pitture della scuola umbro-nordica, che ha determinato anche la realizzazione degli affreschi di altri monasteri della vallata dell'Aterno, come a San Pellegrino di Bominaco e a San Benedetto in Perillis. Il soffitto è a capriate lignee.
Resti di San Giovanni Vecchiosi trovano tra Camarda e Filetto, e facevano parte di un'antica abbazia dedicata a San Giovanni Battista, del XII secolo. La chiesa fu ricostruita nel XV secolo, usata come chiesa parrocchiale sia dai popolani di Camarda che di Filetto. Lo storico Anton Ludovico Antinori in una ispezione del 1727 la descrive in cattivo stato di conservazione, poiché l'ultimo restauro risaliva al 1539. Infatti dopo il terremoto del 1703 la sede della parrocchia fu spostata nella chiesa di Sant'Antonio. Nella visita del 1726, il Monsignor Domenico Taglialatela prescrisse di riparare l'altare maggiore e quello del Crocifisso, e di murare la porta principale, in attesa dei restauri. La chiesa cambiò nome in "Madonna delle Grazie", come descritto nella visita pastorale di Sabbatini del 16 settembre 1759, mentre nel catasto del 1809 era citata come Madonna del Buonconsiglio, oppure "Chiesa Vecchia", dacché il nuovo borgo di Filetto si era sviluppato con una chiesa dentro le mura. Nel 1821 la chiesa era descritta in non perfette condizioni, e siccome non svolgeva da anni la funzione di parrocchia, si propose di adibirla a cappella mortuaria per il cimitero. La chiesa da quegli anni fino al 1884 fu restaurata più volte, anche se però accadde che fu approvato il progetto comunale di Camarda per la costruzione del nuovo cimitero civile. Con le nuove leggi statali la chiesa non fu più usata per tumulazione dei morti, con la costruzione di cappelle private, e quindi la "chiesa vecchia" fu abbandonata a sé stessa per 200 anni, rovinando completamente.
Oggi rimangono le mura perimetrali e sparuti resti di decorazioni del passato, poiché l'Antinori la descrisse come riccamente affrescata di dipinti cinquecenteschi, e adorna di altari, dedicati a San Giovanni (il maggiore), alla Vergine del Rosario, al Crocifisso e a San Cristoforo.
Cappella della Madonna del Guastosi trovano nel villaggio abbandonato di Vasto, presso Assergi. Si tratta di una chiesa dell'antico abitato fortificato, la cui chiesa duplicato fu eretta nel 1266 nel locale di "Guasto", nel rione Santa Maria all'Aquila (di cui oggi resta la facciata rimontata presso la chiesa della Madonna degli Angeli). La zona valliva tra Assergi e il Vasto era ricca di chiese, tra le più importanti si ricordano la parrocchia di Santa Maria Assunta nel centro di Assergi, il convento di Santa Maria in Valle (oggi centro visite del Parco Gran Sasso Monti della Laga), Santa Maria del Carmelo, Santa Maria delle Grazie, San Clemente (una grotta ancora oggi esistente), Santa Maria del Vasto, Santa Maria della Croce (resti), la cappella di San Franco presso Santa Maria Assunta, poi le edicole votive di San Pietro della Genca (oggi santuario "San Giovanni Paolo II o di San Pietro della Jenca"), San Nicolò della Jenca (resti) e la Madonna della Nave, per non parlare dell'abbazia grancia di Santa Maria del Monte, i cui resti si trovano a Campo Imperatore, sopra Assergi. La chiesa di Santa Maria del Vasto è una pallida forma della chiesa medievale del XIII secolo, al momento della fondazione della parrocchia duplicato del rione Santa Maria. Ha un aspetto molto semplice in pietra di montagna, con un impianto assi irregolare, frutto del rimodellamento delle parti superstiti, ed è composta da due corpi, dei quali quello rettangolare contiene il tempio cristiano, con il soffitto a spioventi a capriate lignee. Della chiesa si ha la prima notizia nel 1178 dalla bolla papale di Alessandro III, poi nel 1204 con la bolla di Innocenzo III. Nel 1313 era soggetta alle decime vescovili dell'Aquila, e dato che fruttava poco di rendita, si capisce che fosse già in decadenza. Venendo abbandonata, dopo il 1703 tornò ad essere officiata per volere della famiglia Cappelli, che rilevò numerosi ex feudi e castelli presso il Gran Sasso d'Italia. Di interesse la chiesa ha solo un frammento di lastra in pietra lavorata con decorazioni floreali
Chiesetta di San Clementesi trova tra Assergi e Vasto. Piccola cappella circolare realizzata in pietra di montagna con i blocchi incastrati, e cupola a pagoda di tegole, con piccole monofore lungo la circonferenza muraria. La chiesa esisteva sin dal Medioevo, venne rifatta nel 1780 da Franco Forgione di Assergi, e nel XVII secolo i pellegrini beneficiavano dell'indulgenza di papa Urbano VIII che aveva confermato il cammino sacro dalla chiesa per la Cona davanti alla chiesa di Santa Maria della Croce.

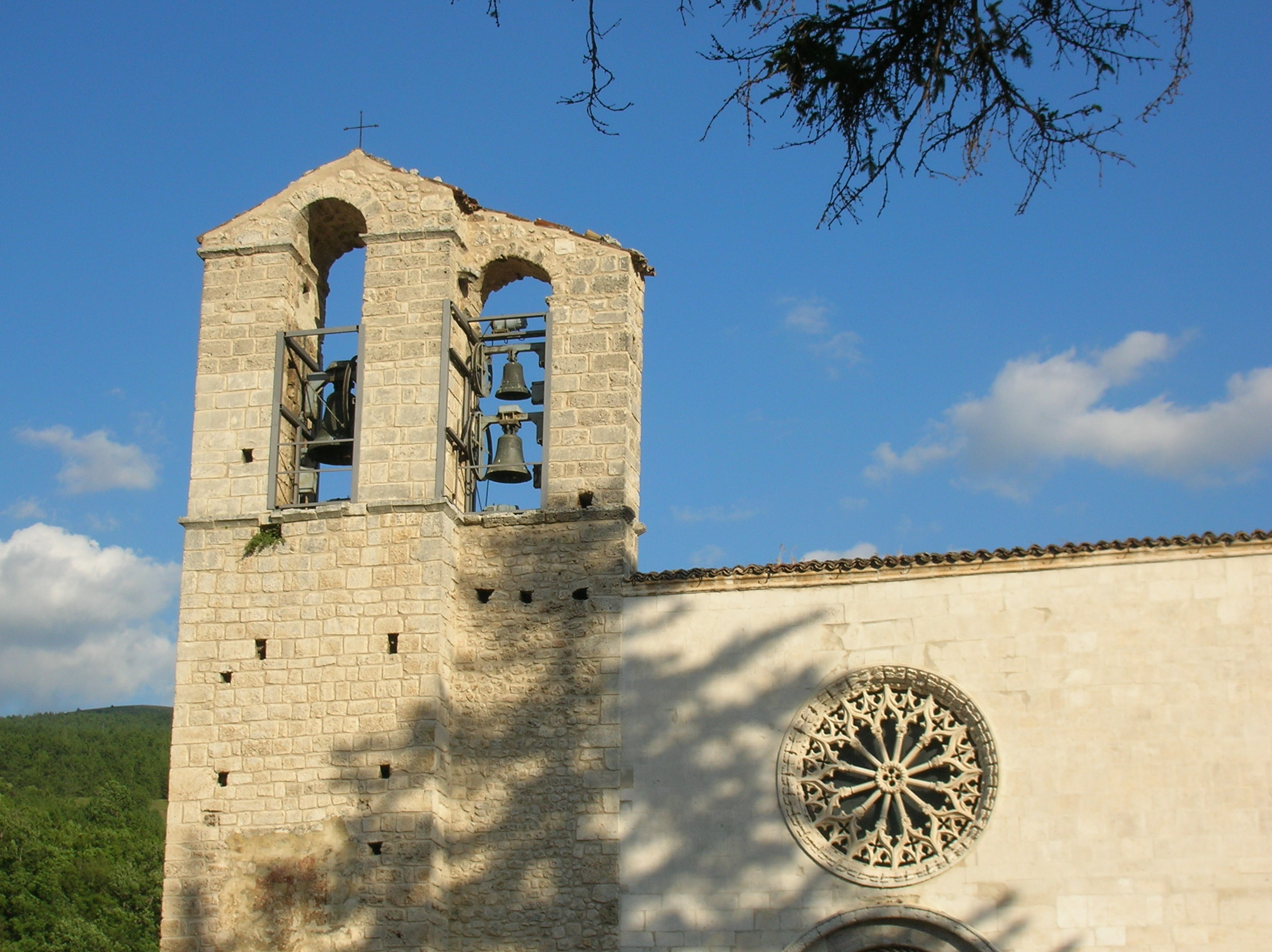
Facciata di Santa Maria Assunta di Assergi

Chiesa di Santa Maria Assunta o San Francoè la chiesa madre di Assergi, sorta sopra la cappella di San Franco, che ne costituisce la cripta. Sorge su uno sperone roccioso, formando con le case-mura un unico perimetro elicoidale del recinto fortificato del borgo antico. La chiesa ha un aspetto essenzialmente romanico con alcuni caratteri gotici come il portale e il rosone a raggiera che ricorda molto quello di Collemaggio. Sembrerebbe essere sorta nel 1150 sopra il monastero di Santa Maria in Selice con la cappella del santo Franco di Assergi (1156-1220 ca.), per volere del vescovo Berardo di Forcona, come ricorda il cartiglio presso l'altare di Sant'Egidio all'interno della chiesa. La cripta è stata ricondotta negli anni Sessanta allo stile romanico originale, eliminando le sovrapposizioni settecentesche, e mostra un impianto a tre navate con archi a utto sesto e copertura a volte a crociera, i fusti delle colonne monolitiche si ergono senza base e hanno larghi capitelli, con motivo a dentelli. Di interesse un sarcofago con la Madonna dormiente, statua lignea a cavallo tra arte romanico-bizantina e gotica.

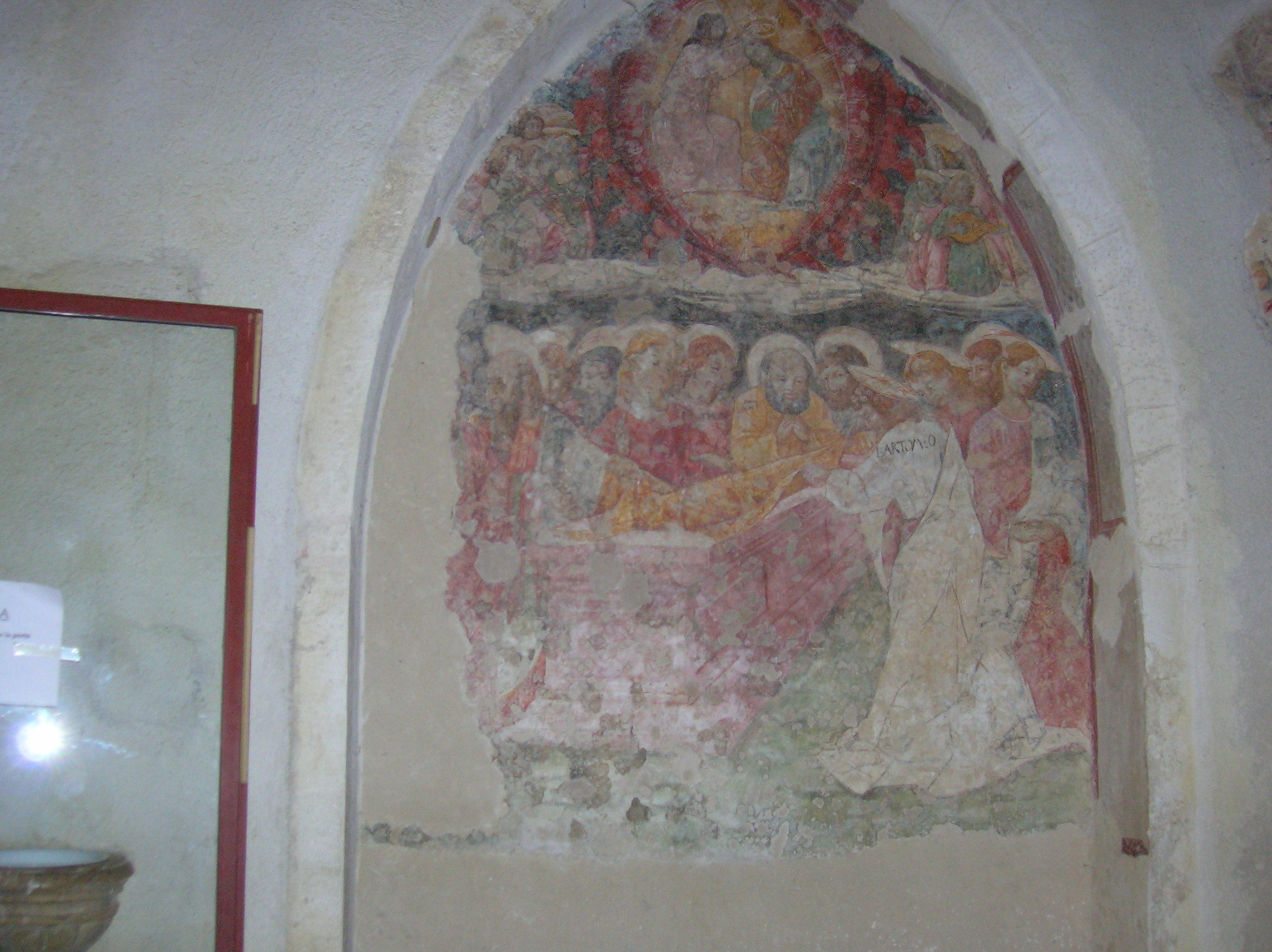
Un affresco interno, la Dormitio Virginis e l'Incoronazione

Della chiesa superiore interessanti sono il portale e il rosone a raggiera, databili 1446, coevo con quelli della chiesa di Santa Maria delle Grazie a Rosciolo dei Marsi e della chiesa di San Nicola ad Alba Fucens. La lunetta del portale ha un affresco rinascimentale della Madonna col Bambino ed è sormontato da un Agnello mistico che portala croce. A quest'epoca risale anche il campanile, che oggi termina a vela. Nel 1781 l'edificio fu rialzato, e due anni più tardi venne eretto l'altare maggiore di San Franco, demolito nel 1973 per riportare alla luce quello medievale. Di interesse, oltre a in ciclo di affreschi quattrocenteschi, c'è anche il tabernacolo del 1502 in pietra policroma di Michele Tedesco.
Ex convento di Santa Maria della Vallesi trova fuori dalle mura di Assergi, eretto nel 1312 con annesso ospedale, e custodiva un'icona della Madonna ritenuta miracolosa. Nel 1635 venne costruito il convento vero e proprio, affidato di Minori Francescani, che eressero il nuovo altare con presbiterio circolare, dedicato alla Visitazione. Il convento fu danneggiato dal terremoto di Avezzano nel 1915, e nel 1933 il comune dell'Aquila ne deliberò l'abbattimento, per permettere la costruzione della stazione ferroviaria, ma per via delle proteste dei cittadini, si decise solo una demolizione parziale. Oggi l'aspetto del convento è difficilmente riconoscibile per l'assenza di paramenti sacri, e vi si trova la sede del centro visite del Parco Nazionale del Gran Sasso-Monti della Laga.

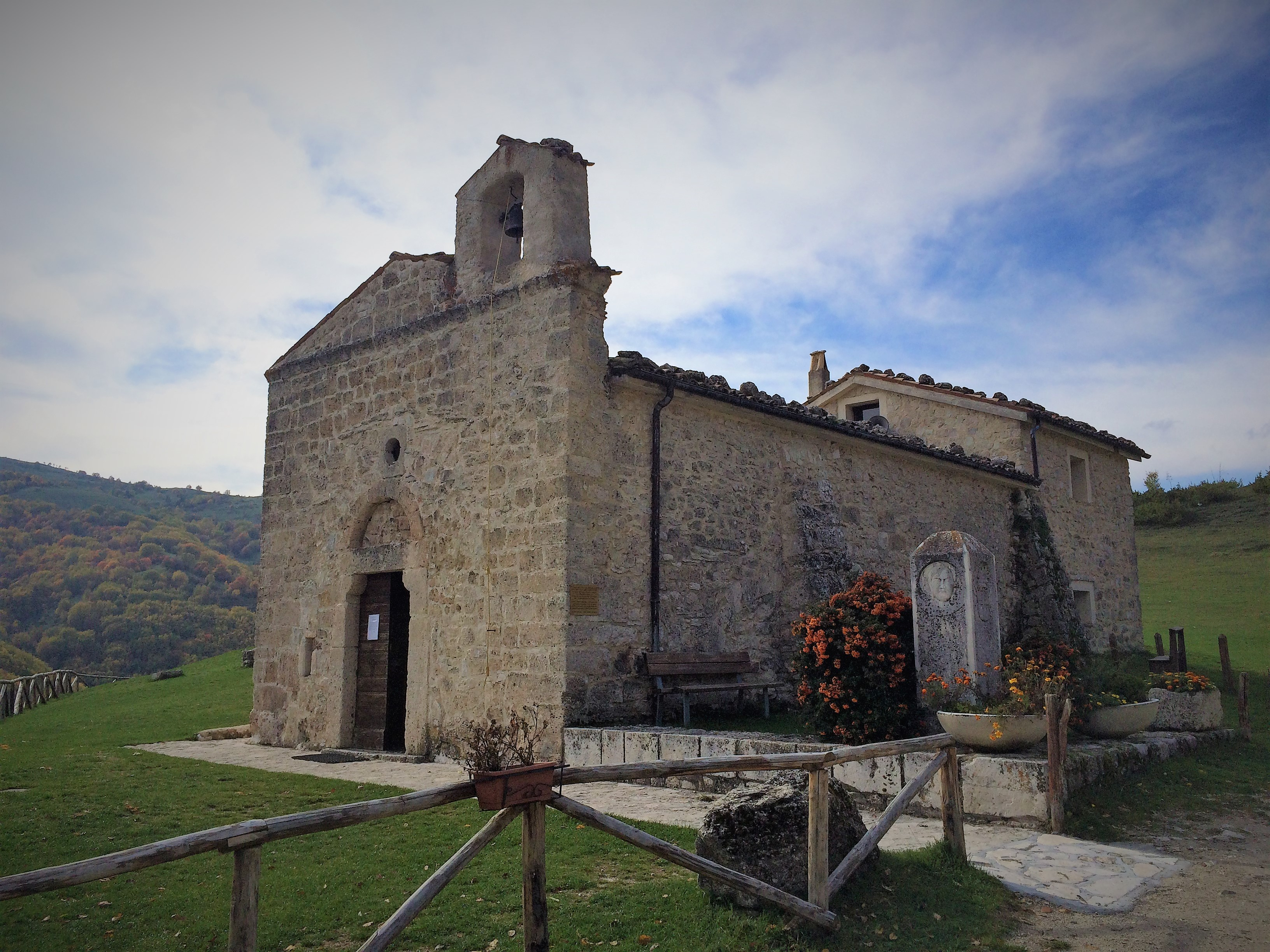
San Pietro della Ienca, la chiesa

Santuario di San Pietro della Iencasi trova nel villaggio omonimo, presso Assergi. Fu dedicato a papa Giovanni Paolo II nel 2011, poiché negli anni 1980 il pontefice sovente veniva a Campo Imperatore, tra Assergi e Fonte Cerreto, in meditazione. La chiesa esisteva già nel XIII secolo, usata dai pastori del borgo rurale, ai piedi del Monte Jenca. La cappella ha un esterno assai semplice in pietra grezza, con facciata modesta e tetto a capanna, e campanile a vela. Il santuario fu ampliato nel 1574, come dimostra la seconda porzione retrostante più grande dell'avancorpo di facciata. L'interno è a navata unica con volta a botte, e resti di un affresco del Cristo del XV secolo, e un'icona di Papa Giovanni Paolo II.

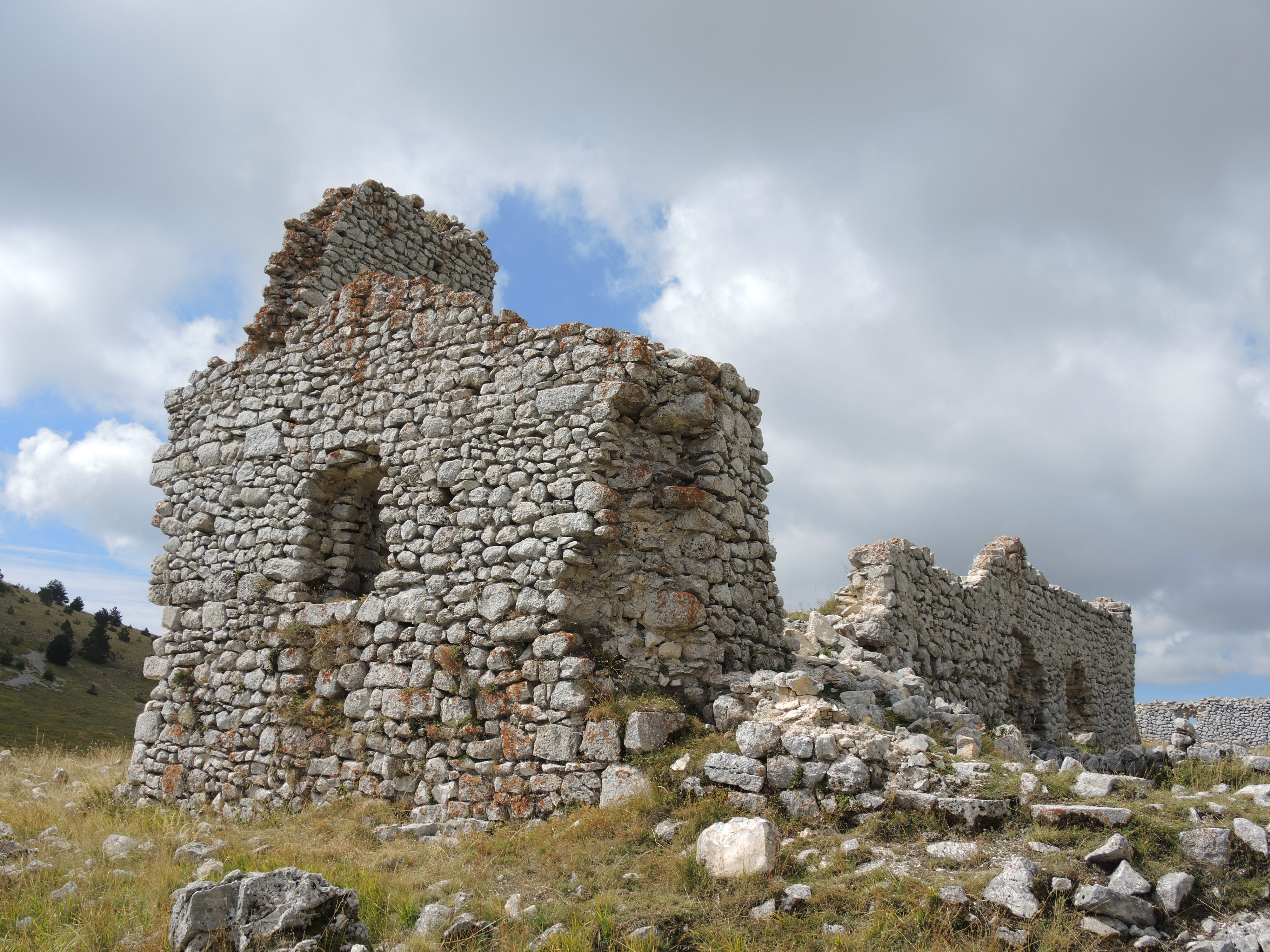
Resti di Santa Maria del Monte

Grancia dell'abbazia Santa Maria del Montesi trova nel cuore di Campo Imperatore, poco distante da Rocca Calascio, e situata a Lago Racollo, tra il territorio di Assergi e Paganica. La grancia fu fondata nel 1222, dipendente dall'abbazia di Santa Maria di Casanova a Villa Celiera, nella zona vestino-pescarese. Per via della ricca vegetazione del posto, su cui si potevano coltivare varie piante, divenne luogo di rifornimento del monastero cistercense, e le sue vicende furono legate anche al monastero di Santo Spirito d'Ocre. E per questo la sua decadenza fu molto rapida, quando già nel XV secolo i due monasteri erano in grave decadenza. Il terremoto del 1703 dette alla grancia il colpo di grazia, riducendola a rudere. Il complesso era composto di stalle, orti, laboratori di macinazione e una piccola chiesa.
Chiesa di San giacomo apostolosi trova in contrada San Giacomo. L'aspetto attuale è molto rimaneggiato, a causa dei continui terremoti, ma il grande nartece quadrato con archi a tutto sesto e tetto spiovente lascia comprendere che la chiesa risalisse al XVI secolo, durante il periodo della dominazione spagnola dell'Aquila. La chiesa, ristrutturata dopo i vari terremoti, ha un impianto rettangolare, con tale nartece, e un interno a navata unica molto semplice, e all'esterno non ha campanile.
Resti del convento agostiniano di Sant'Onofriosi trovano vicino a contrada San Giacomo, su Colle Sant'Onofrio. Il sito benché in degrado è d'importanza storica perché fu la prima sede del convento degli Agostiniani d'Aquila, prima della fondazione della chiesa di Sant'Agostino con annesso monastero dentro le mura della città, per volere di Carlo I d'Angiò. Il territorio di San Giacomo era di Colle Branconio (ossia Collebrincioni), e i Padri Eremitani vi stettero sino al 1282, quando si spostarono nella nuova sede aquilana, quando il monastero venne fondato con benedizione del vescovo Nicolò da Sinizzo. Molto probabile è che prima degli Agostiniani, il monastero di Sant'Onofrio fosse abitato dai Benedettini, dato che il culto di Sant'Onofrio è documentato anche negli affreschi dell'oratorio di San Pellegrino a Bominaco, dell'antico complesso benedettino di Santa Maria. Con il trasferimento dei monaci, il sito iniziò una lenta decadenza, e già risultava in degrado nel XVI secolo, e con il terremoto del 1703 risultò irrimediabilmente danneggiato. Si conservano ampie porzioni del sito, come il chiostro, le arcate, la torre campanaria difensiva, mentre il resto è stato usato dagli abitanti della zona per la fabbricazione delle case.

### L'Aquila Sud

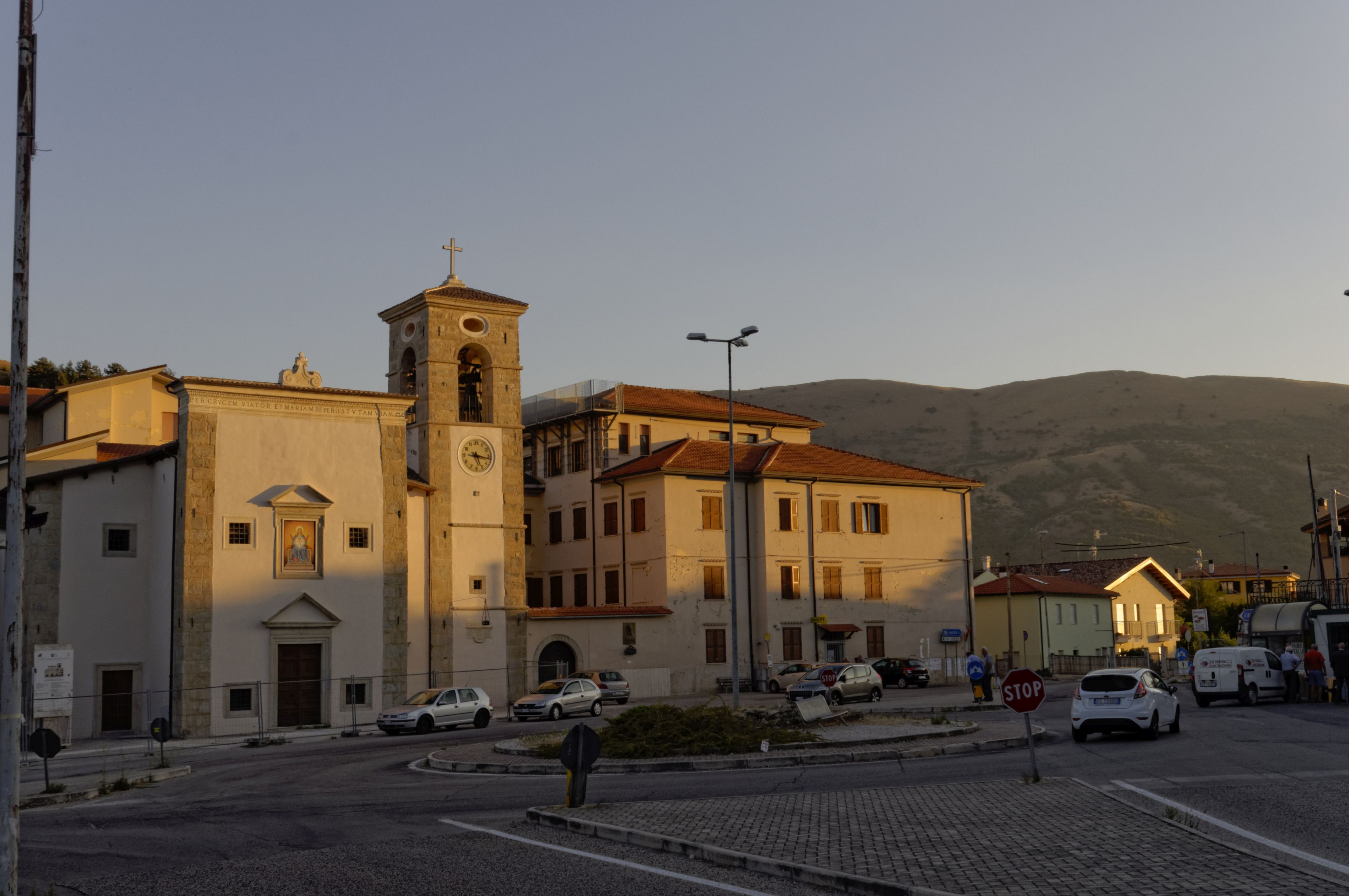
il santuario della Madonna di Roio

Santuario della Madonna di Roiosi trova a Roio Poggio, ai piedi del Monte Luco, e fu edificato in seguito a un'apparizione miracolosa. Si vuole che nel 1578 il pastore Felice Calcagno di Lucoli mentre stava in Puglia con il gregge in transumanza, nel bosco di Ruo perse il gregge, e gli apparve la Vergine in consolazione, indicandogli il posto dove si erano rifugiate le pecore. Il gregge successivamente corse verso un punto preciso dove Felice rinvenne la statua della Madonna a grandezza naturale, e la collocò nella chiesa di Lucoli al momento del ritorno. Arriavdno all'altezza del luogo del santuario, dove si trovava la cappella di San Leonardo, l'asino con la statua si fermò e si mise ginocchioni. Felice e altri pastori allora portarono a mano la statua a Lucoli, ma il giorno seguente essa sparì e fu ritrovata esattamente nel luogo del mulo, e da lì nacque il segno di edificare un santuario alla Madonna. La chiesa antica rimase in piedi sino al 1625, quando venne demolita e ricostruita con l'intitolazione a Maria Santissima della Croce, o volgarmente "Madonna di Roio", dal nome di un piedistallo presso il monte dove i cavalieri crociati avevano eretto un Calvario simile a quello di Gerusalemme. La prodigiosità del luogo fu chiara dal momento che gli abitanti furono salvati dal flagello di peste del 1656. Il santuario odierno ha un aspetto tardo barocco semplice, con facciata sobria con portale architravato e finestrone centrale. L'interno a navata unica è riccamente ornato di pennacchi e marmi policromi, con al centro dell'altare il piccolo tabernacolo con la statua della Vergine. Del 1779 è una tela di Francesco Speranza, che ricorda la processione della Madonna durante la siccità di quell'anno, la cui leggenda vuole che la statua della Vergine uscì dal santuario, sorvolando i campi essiccati, e riportandoli a rigogliare nuovamente. Nel 1980 il santuario fu visitato anche da Giovanni Paolo II, che dedicò alla Madonna una particolare preghiera. Il santuario sino ai primi anni del Novecento era isolato nella campagna, e successivamente si dotò di un ostello dei pellegrini.
Chiesa madre dei Santi Nicandro e Marciano Martiriè la chiesa principale del centro sparso di Roio, situata nel cimitero di Roio Piano. La chiesa esisteva nel XIII secolo, ma a causa dei diversi terremoti, tra i quali quello del 1461 e del 1703, venne completamente ricostruita, perdendo l'antico aspetto. Nel XIV secolo i castellani di questa chiesa eressero la chiesa di San Marciano nel rione San Giovanni all'Aquila, che divenne la capoquartiere. Conserva una facciata tardo settecentesca a salienti, con portale architravato a timpano triangolare e finestrone centrale. Il campanile cinquecentesco è in pietra, diviso da cornici in più livelli con archi,m e si trova sul fianco destro. La chiesa internamente è suddivisa in tre navate con colonnati ad arcate a tutto sesto, e soffitto centrale a cassettoni, e cappelle-altari barocchi laterali. Il terremoto del 2009 ha gravemente danneggiato la chiesa, sfondando completamente la navata centrale, ripristinata attualmente, eccetto il campanile, ancora tra le impalcature.
Chiesa della Santissima Annunziata a Colle Roiosorge fuori dal paese, ed è citata per la prima volta nel 1178. Ha tipica struttura di chiesa campestre romanica, con materiale di risulta sia medievale che d'epoca romana. La facciata è molto semplice, con oculo e portale a tutto sesto lunettato. Tra reperti lapidei c'è un'iscrizione latina che narra della vita della liberta Attia, il cui corpo giaceva nel sepolcro in prossimità di Amiternum. All'interno di questa pieve a navata unica si trovano due nicchie ogivali che contengono affreschi cinquecenteschi, tra cui spicca l'Annunciazione.
Chiesa di Santa Scolastica a Santa Rufinasi trova sotto il Monte Luco, e risale al XIV secolo. Era strettamente collegata al monastero dei benedettini di San Lorenzo della Serra, e poi dei Celestini di Collemaggio, che eressero la cappella. La facciata è rettangolare, le aperture laterali a bifora hanno lo stemma celestiniano presso l'architrave, in stile cinquecentesco. L'interno è a navata unica con altare ornato dalla tela barocca di Santa Scolastica e Sant'Agata. L'edificio è stato restaurato nel 2018 dopo il terremoto, e vi si svolge la festa il 10 febbraio.
Chiesa di Maria SS. Assunta di Pianolachiesa medievale rifatta nel XVIII secolo, con pianta rettangolare schiacciata.
Chiesa di Sant'Eugenianella frazione Collefracido, è al confine con Lucoli e Tornimparte. La chiesa fu edificata nel Quattrocento sopra una vecchia cappella duecentesca, ha un portale gotico, unico elemento superstite della chiesa originaria, mentre il resto è tipicamente settecentesco, benché permangano elementi rinascimentali, come la volta a capanna, l'interno a navata unica invece è della metà del XVIII secolo.
Chiesa parrocchia di San Lorenzo martiresi trova nel borgo Sant'Elia, compreso nel quartiere nuovo di Torretta. Si tratta di una chiesa degli anni 1960, ampiamente rimaneggiata dopo il terremoto del 2009, che la danneggiò seriamente, facendo cadere le colonne del portico in cemento, frantumando le finestre della facciata e lesionando le mura. Data la bruttezza dell'edificio in stile moderno, il restauro ha previsto un rifacimento quasi totale dell'esterno, con un aspetto più sobrio, che rimanda alla forma classica delle facciata romaniche aquilane, con portale architravato e oculo centrale.

### L'Aquila Est

Chiesa parrocchiale di Santa Maria Assunta a Paganica

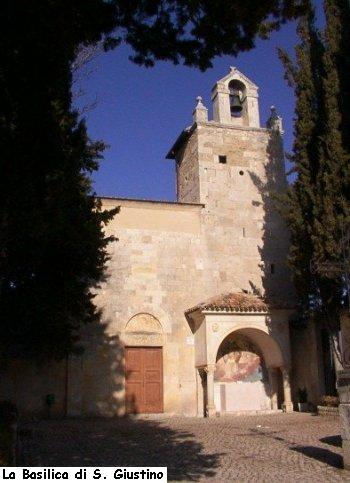
Chiesa di San Giustino nel cimitero di Paganica

Chiesa di Santa Maria delle Graziein contrada Bagno Grande, si trova lungo via Capo la Costa, al confine con Bagno Piccolo. Ha un aspetto settecentesco rurale.
Parrocchia di Santa Maria di Bagnosi trova sotto il paese di Bagno Grande, è la ricostruzione degli anni 1960 dell'antica chiesa medievale del XIII secolo, distrutta nel 1944. La chiesa, come la maggior parte delle primitive costruzioni cristiane, sorgeva fuori dall'abitato fortificato, e i castellani contribuirono a fondare, nel 1254, il consueto duplicato di Santa Maria di Bagno presso l'attuale Piazza della Repubblica, presso la Prefettura, successivamente demolita. Si hanno poche notizie della chiesa preesistente, e la parrocchia attuale ha aspetto moderno, concentrato tutto sul blocco centrale dell'ingresso con il grande campanile a vela che lo sormonta. Questa porzione scenografica mostra un bassorilievo gigante con il gruppo degli angeli che circondano la Vergine, mentre la sommità si conclude a spioventi, con orologio e tre archi per le campane.

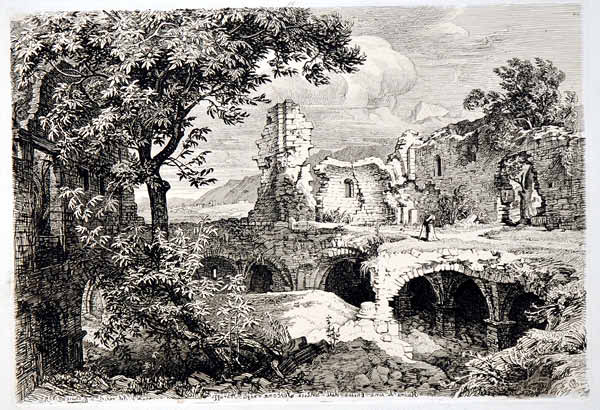
Disegno dei resti della cattedrale di Forcona, di Georg Heinrich Busse

Chiesa di San Raniero e vecchia Cattedrale di San Massimola prima sorge lungo la strada Marsicana di Civita di Bagno, nei pressi dell'antico villaggio italico di Forcona, e precede la storica Cattedrale di San Massimo, che ospitò la primitiva diocesi aquilana, prima del 1257 col trasferimento nell'attuale Duomo. La chiesa di San Raniero risale ai primi del Novecento, ed ha un aspetto eclettico, tra il neogotico e il neoromanico. La chiesa fu eretta in ricordo di San Ranieri che fu vescovo di Forcona nel 1059, ma ciò che più interessa è la retrostante Cattedrale Forconese. Fu dedicata a San Massimo d'Aveia, dalla città romana dell'attuale Fossa, martirizzato nel III secolo d.C., e immediatamente venerato all'Aquila insieme a Sant'Equizio e San Vittorino d'Amiterno. Il primo documento risale al VII secolo, quando si nomina la cattedrale, che doveva essere molto fiorente. Dopo il trasferimento della sede vescovile, a cui era suffragata anche quella di Amiternum, la cattedrale iniziò ad andare in decadenza, soprattutto per via delle distruzioni dei terremoti. Con l'ultimo terremoto del 1703 la cattedrale andò in rovina totale, e il materiale fu prelevato per la costruzione di case. Il sito fu riportato alla luce con gli scavi del 1971, che hanno riportato alla luce resti altomedievali del pavimento, della cripta e delle sepolture dei vescovi. La chiesa attuale risale al rifacimento del XIII secolo, con interno a tre navata con colonne romane, e tre absidi posteriori, oltre alla torre di difesa laterale. La facciata purtroppo è scomparsa, e non si può comprendere quali elementi decorativi avesse, se un rosone e un portale che rispettassero la maniera aquilana.
Chiesa di San Benedetto di Norciain San Benedetto di Bagno, presso via Capo Costa Nuova, risalirebbe al Medioevo, ma ha oggi un aspetto rinascimentale, ed è fusa con l'agglomerato di case del borgo. Ha una facciata molto semplice, e campanile centrale a vela.
Chiesa di San Michele Arcangeloa Sant'Angelo di Bagno, risalirebbe al XII secolo, ma ha oggi un aspetto completamente diverso, poiché l'esterno è stato rifatto in stile neoromanico, con accenni al neogotico.
Chiesa di Maria Santissima Assuntain Bagno Piccolo, come la chiesa di San Benedetto, è connessa al tessuto urbano delle case, e ha un aspetto tardo rinascimentale.
Chiesa santuario della Madonna dei Canalichiesa molto antica, situata sopra i monti di Bagno, e raggiungibile da un percorso in salita a piedi. Il santuario fu eretto nel XVI secolo in seguito a un'apparizione mariana, ed è simile per aspetto alla chiesa della Madonna Fore, ha aspetto di un eremo incastonato nella roccia nuda, con una cripta da cui si accede ai rivoli della sorgente ritenuta miracolosa.

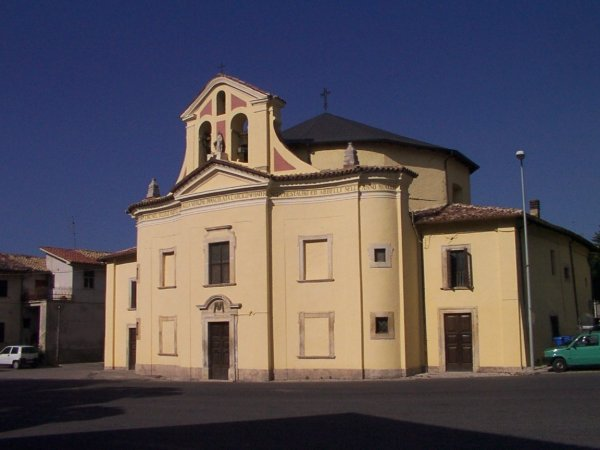
Chiesa della Concezione a Paganica

Chiesa Arcipretale di Santa Maria dell'Assuntaè la chiesa principale di Paganica, posta all'ingresso del paese, in Piazza Umberto I. La chiesa risale al XIII secolo, rimodellata nei secoli successivi. Ha una facciata divisa da un cornicione marcapiano con balconata utilizzata per l'esposizione delle reliquie il giorno di Pasqua. All'interno il modello spaziale è ispirato alla chiesa della Compagnia del Gesù a Roma, uno schema tardo cinquecentesco di stampo gesuita, riproposto in ambito abruzzese anche nelle chiese di San Francesco di Atri, San Francesco al Corso di Chieti, Sant'Agostino di Teramo. Nella navata unica si aprono tre altari per lato, seguono vani con le porte secondarie di accesso, il profondo transetto e il coro quadrato. La copertura a volta è stata rifatta nel XVIII secolo tra il 1789 e l'89. La decorazione interna culmina negli altari arricchiti da mostre in marmo rosso e pietra da tele del XVII secolo: si ricordano le pale seicentesche della Visitazione e la Sacra Famiglia con Dio Padre e San Giovanni. Nella volta i dipinti parietali rappresentano scene di vita della Madonna, nella cappella del Rosario le pitture sono del Settecento. L'esterno è tardo rinascimentale, con una facciata in pietra a tetto spiovente, con finestrone e portale architravato.

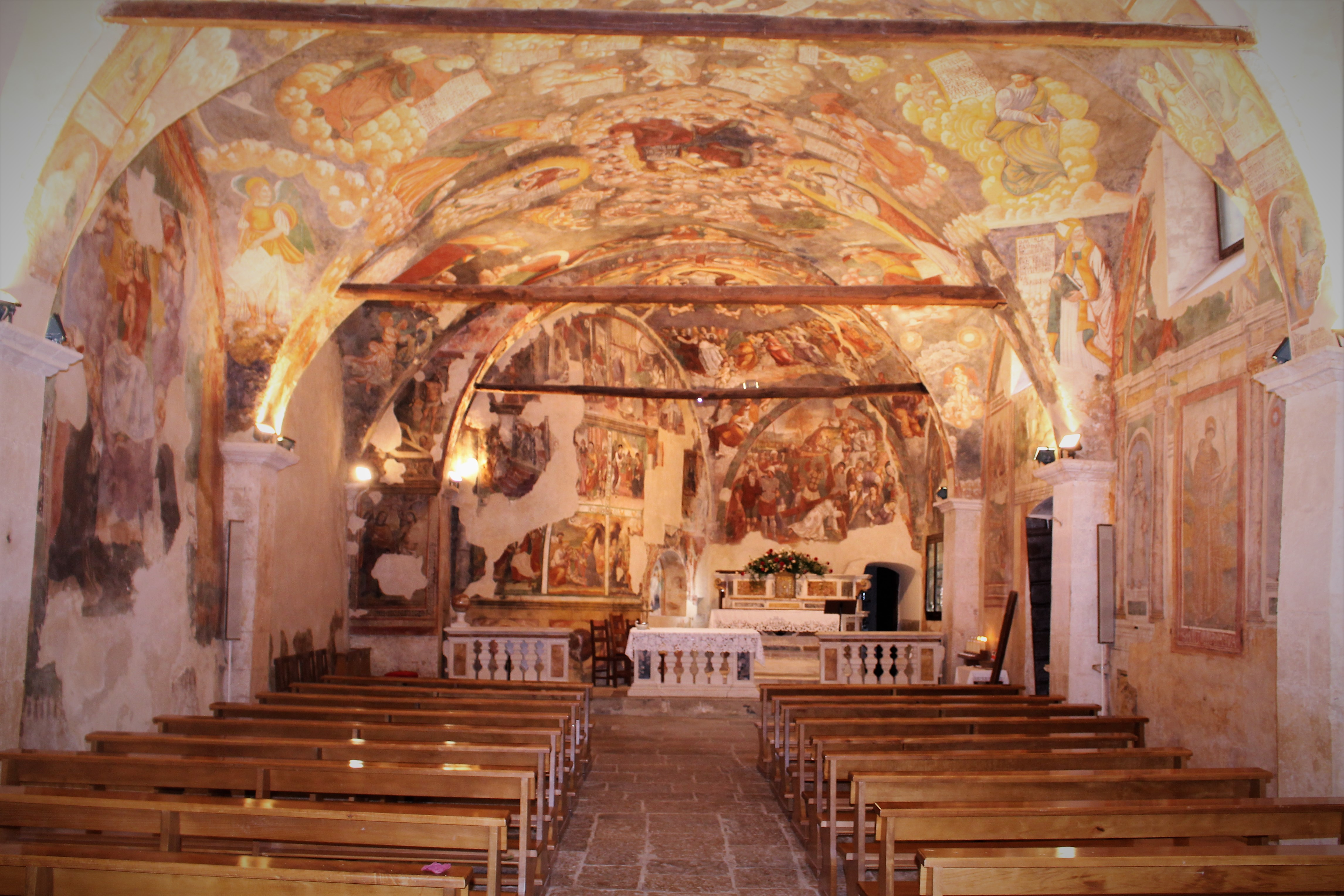
Interno dell'eremo di Appari

Chiesa di San Giovanni in Castello o Santa Maria del Presepesi trova nella parte più alta di Paganica, dove sorgeva il castello. Fu innalzata nel 1605 dal vescovo Giuseppe de Rubeis, inglobando le mura della fortezza ormai inservibile, ed è una corposa fabbrica a pianta longitudinale innestata a corpo traverso sporgente e più alto. Tessiture murarie in pietrame, con ricche mostre nei due ornati portali laterali architravati, la facciata ha un portale monumentale con rosone soprastante. All'interno un grande altare maggiore barocco risale al Seicento, in legno intagliato e decorato, composto a più piani da colonne tortili, trabeazioni e fastigi.
Chiesa romanica di San Giustinosta nel cimitero di Paganica, e conserva intatto l'aspetto antico romanico, tra i migliori esempi ecclesiastici della zona est dell'Aquila, insieme alla chiesa di Santa Giusta fuori le mura della vicina Bazzano. Sorse come monastero dei Benedettini nel XII secolo, anche se una primitiva cappella poteva esistere già nell'VIII secolo, come dimostra una lastra muraria, conservata nel Museo Nazionale d'Abruzzo. La facciata è de rifacimento romanico del XII secolo, presentante terminazione orizzontale e semplice portale, decorato nell'architrave da una croce astile e da un doppio tralcio vegetale, Accanto al portale affrescato si erge la torre di guardia, che termina però con campanile a vela. L'elemento principale della facciata è un altarino dedicato alla Trinità, del 1609, realizzato a mo' di edicoletta votiva, probabilmente una cona del XV secolo rimodellata in epoca barocca. Lungo i fianchi si aprono due semplici portali, mentre l'abside mostra intatta la decorazione a lesene ed arcate cieche, completata con una fila di mattonelle a fregio. L'interno è a tre navate con abside semicircolare che accoglie il presbiterio, pilastri quadrangolari si alternano alle colonne che riutilizzano elementi di spoglio dai siti archeologici della zona d'epoca italica
Chiesa della Concezionesi trova all'ingresso di Paganica venendo da sud. Risale all'epoca barocca, edificata nel XVI secolo come cappella dell'ospedale di San Giovanni. Nel 2009 è stata uno dei monumenti simbolo dei danni del terremoto, anche se attualmente è stata restaurata. La facciata assume un andamento che alterna il concavo e il convesso con il corpo centrale leggermente avanzato, sul quale si aprono il portale architravato e la finestra centrale, con due ali che terminano ripiegando verso l'interno. Nonostante le piccole dimensioni e la semplicità della decorazione, la chiesa di Santa Maria della Concezione è considerata una delle poche espressioni autenticamente barocche dell'Abruzzo, intesa in fatto di originalità locale, anziché considerando i rifacimenti delle varie chiese seguendo modelli precostituiti provenienti da Roma o Napoli.

La chiesa del Castello, ossia di Santa Maria del Presepe

Chiesa di Sant'Antonio Abate o San Giovanni Fuoridetta anche "chiesa della Madonna degli Angeli", sorge fuori dal perimetro murario del borgo Paganica. Risale al XIII secolo, anche se l'aspetto attuale è frutto di un rifacimento del XVII secolo. La facciata è quella quadrata classica aquilana, ma il portale è rinascimentale, mentre il portale laterale è a tutto sesto con lunetta romanica.
Convento delle Clarisse di Santa Chiarasi trova alla periferia di Paganica, e fu fondato nel XV secolo come seconda sede del monastero delle Clarisse dell'Aquila, al Borgo Rivera. Sempre in questo secolo il convento ospitò le monache femminili dell'Osservanza, regola monastica portata da San Bernardino e San Giovanni da Capestrano, e divenne celebre con la beata Antonia da Firenze, che fondò il nuovo complesso delle monache nel centro aquilano in via Sassa, la chiesa del Corpo di Cristo o dell'Osservanza. Oggi il convento di Paganica ospita le reliquie della beata Antonia, ha un aspetto prevalentemente tardo settecentesco per il rifacimento post 1703: la facciata è in travertino, riccamente ornata alla maniera delle basiliche romane borrominiane.
Chiesa della Madonna delle Grazie di Tempèrasorge in via della Croce, al confine tra Tempera e Paganica. Ha un aspetto settecentesco, e come molte altre chiese delle frazioni aquilane, si confonde con il tessuto di abitazioni che formano un lungo cordone ininterrotto. La facciata quadrata è molto semplice, con finestrone e portale architravato in pietra.
Chiesa della Madonna del Rosarioin contrada Tempera, prima del 2009 era la parrocchia del paese, e successivamente fu quasi distrutta. La chiesa ha origini molto antiche, dato il portale romanico con lunetta ornata da tralci vegetali nella cornice, ma l'aspetto prima del 2009 lascia intendere come fosse stata rifatta dopo il 1703, conservando sì lo stile romanico della facciata a salienti, ma seguendo lo stile barocco rurale in pietra semplice.

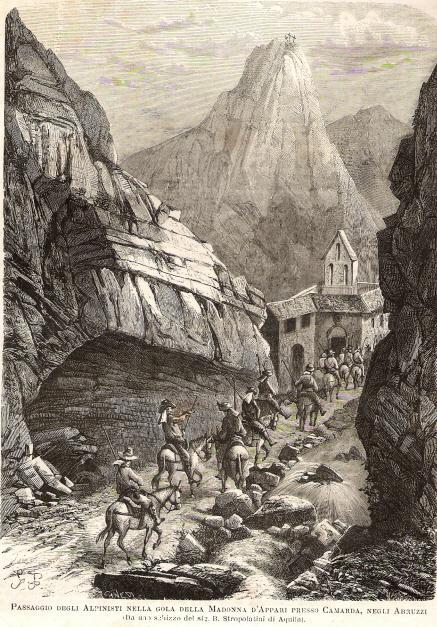
Il santuario di Santa Maria Appari di Paganica in una stampa del 1875

Santuario della Madonna d'Apparisi trova lungo la via per Assergi, e il nome proviene da un'apparizione mariana nel XV secolo. La Madonna sarebbe apparsa alla pastorella Maddalena Chiaravalle che si trovava presso un'edicoletta votiva dove oggi sorge il santuario. La Vergine avrebbe chiesto l'edificazione di una chiesa più grande, e nonostante l'incredulità degli abitanti, un altro miracolo accadde quando il parroco di Paganica, gravemente ammalato, rinsavì d'un tratto nel momento in cui volle credere all'apparizione a Maddalena. Il santuario venne eretto scavando nella nuda roccia del passaggio verso Assergi e Camarda, tra il torrente Raiale e il blocco di roccia montuosa. La costruzione è visibile sul lato destro perché l'altro si appoggia direttamente alla roccia, e dall'ingresso, con facciata a campanile parallelepipedo che termina a spiovente. L'interno è diviso in due ambienti ed è ricoperto interamente di affreschi quattrocenteschi d'ispirazione popolare, da rendere il santuario un pezzo unico per il suo aspetto nella regione Abruzzo. La parte più antica è il romitorio della cona votiva, situato dietro l'altare, mentre la navata unica con volta a botte rappresenta scene di vita di Gesù, Maria e i Santi. Il ciclo è disomogeneo, tanto che la critica ha riscontrato corrispondenze con quelli di San Pellegrino a Bominaco, riguardo al tema dell'arte popolare pittorica abruzzese.
Chiesa eremo di San Pietro del Morronesi trova tra Paganica e Pescomaggiore, presente già dal 1312, nota come "Sancti Petri ad Marginem", ossia al confine tra i due castelli. La Cronica redatta da Buccio di Ranallo parla che dopo la morte di Niccolò dell'Isola, tribuno della plebe dell'Aquila, si presume avvelenato in una congiura, scoppiò una lotta tra Paganica e Bazzano, e la prima alla fine della guerra ne uscì sconfitta, chiedendo aiuto al santo Pietro da Morrone, alias papa Celestino V, che si trovava di passaggio presso la cappella, nel momento di farsi eleggere papa nel 1294 a Collemaggio. Nel 1313 la chiesetta venne costruita in onore di Pietro Celestino per l'intercessione a favore dei baroni di Paganica, che poterono rientrare dall'esilio. La chiesa successivamente divenne rifugio di pastori e pellegrini, come dimostrano i vari graffiti e gli affreschi d'ispirazione popolare che celebrano la vita del santo eremita.
Chiesa madre di San Martino di Tourschiesa madre di Pescomaggiore. L'aspetto attuale della chiesa è sei-settecentesco, anche se si presume fosse medievale. La chiesa ha impianto rettangolare con facciata quadrata ornata da un portale a timpano curvilineo spezzato, alla stessa maniera della chiesa di Santa Maria di Picenze dentro le mura aquilane, e sul retro sorge il campanile di pietra a vela. L'interno è a navata unica con sobrio fastigio barocco. Il terremoto del 2009 ha distrutto tutto il cornicione superiore della facciata.
Chiesetta di Santa Maria Assunta sul Castellosi trova presso le mura del castello medievale di Pescomaggiore. Il borgo di Pescomaggiore, posto tra Camarda e Paganica, fu fondato inizialmente nel XII secolo come un castello-recinto, che successivamente si sviluppò come un paese cinto da mura (XV-XVI secolo). Il perimetro triangolare del castello era puntellato da più torri, oggi scomparse, a causa di incuria a terremoti, dato che l'ultimo, quello di Avezzano del 1915, distrusse l'ultima torretta. All'interno del recinto murario di conserva la chiesetta di Santa Maria Assunta, edificata sui resti del dongione, in avanzato stato di decadenza. Le origini di questa chiesa sono romaniche, ma fu restaurata nel 1407, e subì diversi rimaneggiamenti. Ha navata unica, con copertura a capanna, e un modesto campanile a vela. In facciata ha un portale pietra datato 1904, l'altare maggiore interno è in stucco del 1867, mentre da testimonianze storiche si sa che la chiesa aveva degli affreschi, che si conservano sulla parete destra in maniera frammentaria, come la scena della Madonna col Bambino tra San Bernardino e un santo francescano, del XVI secolo.
Chiesa di San Pietro apostolochiesa principale di Onna, risale all'XI secolo, come è stato rilevato dai lavori di restauro post sisma 2009, anche se l'aspetto attuale, almeno della facciata, risale al rifacimento romanico del XIII secolo. La chiesa, gravemente danneggiata dal terremoto con lesioni interne e il crollo di metà facciata, è stata recuperata nel 2016, conservando per quanto possibile l'antico aspetto originario. La facciata è quadrata in conci di pietra, con oculo centrale e portale lunettato, il campanile a torretta si erge posteriormente e dietro vi è anche un'abside. L'interno a navata unica ha un chiaro aspetto settecentesco con volta a botte lunettata, e nicchie laterali per le cappelle.
Cappella di Sant'Anna di Onnasi trova lungo statale 17 all'altezza di Onna. Si tratta di una tipica cappella tratturale abruzzese, dato che è posta lungo il tratturo Magno che parte da Collemaggio, e va fino alla piana di Navelli. La chiesa risale al XVI secolo, e non ha particolarità decorative, alla base si aprono tre aperture, delle quali al centro c'è il grande portale. Il campanile era a vela, ma è stato troncato dal sisma del 2009.

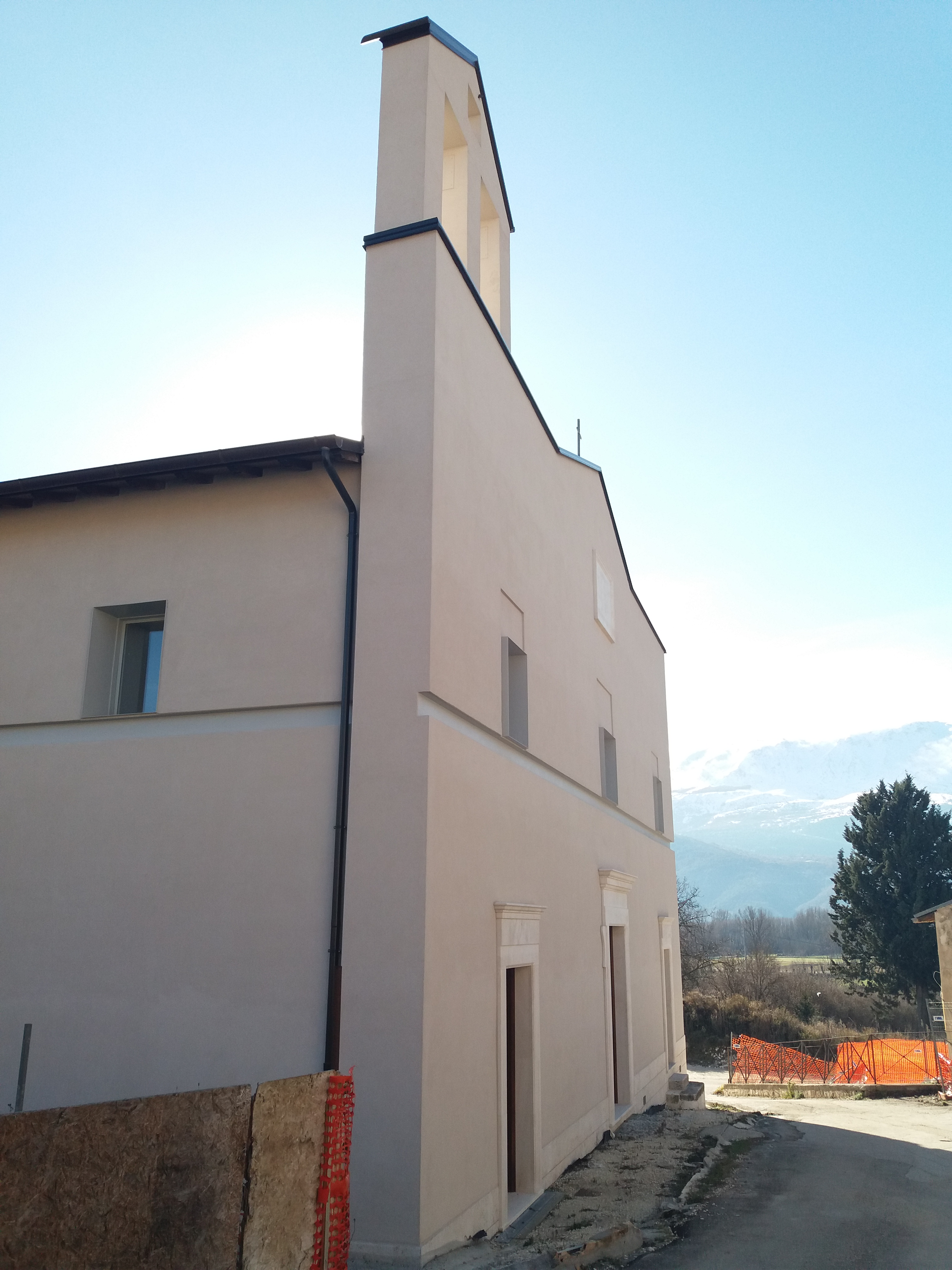
Profilo della chiesa di San Gregorio

Chiesa di San Nicola di Bariparrocchia di contrada Monticchio. Il monastero fu edificato nel XIII secolo, e ricostituito dopo il terremoto del 1703. Ha un aspetto compatto composto dalla chiesa e da un edificio per ospitare i pellegrini. La facciata è settecentesca, con portale a colonne classiche e piccolo rosone al centro. Il campanile è a vela, a due piani. L'interno barocco è a navata unica e possiede una storica statua dedicata a san Pasquale Baylón. Inoltre vi è un pregevole organo di Luca Neri di Leonessa. Risale al XVII secolo, con aggiunte del somiere di basseria di Adriano Fedri. Il prospetto è composto da 21 canne di stagno ad unica campata con cuspide centrale e ali laterali. Nella cassa vi è un mantice a lanterna ottocentesco che ha sostituito i classici mantici a cuneo.

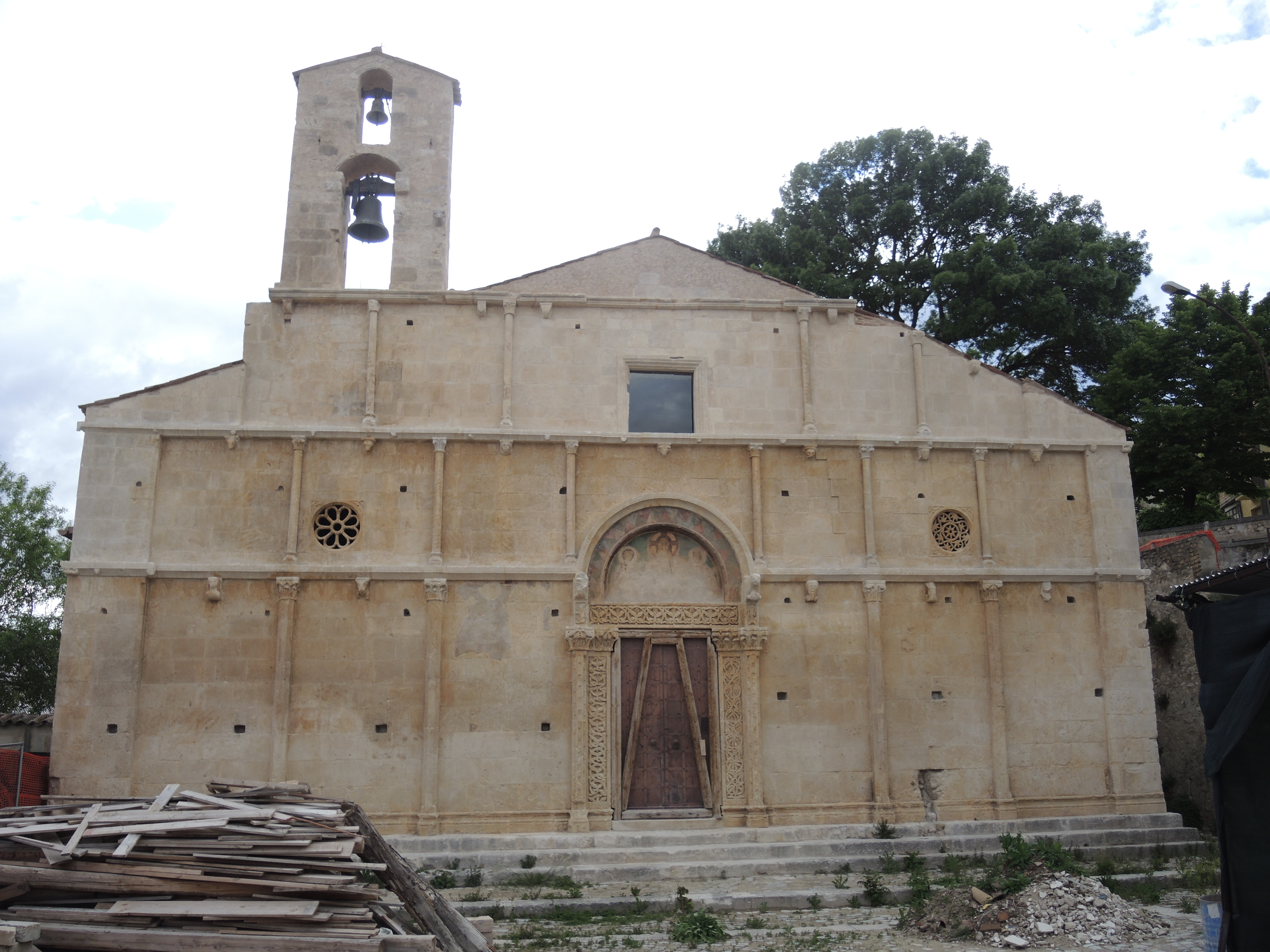
Santa Giusta di Bazzano

Chiesa di Santa Giusta fuori le murachiesa principale di Bazzano, sorge nella parte alta. Sorge sulla grotta dove Giusta da Bazzano fu martirizzata, bruciata e sepolta. La chiesa sarebbe dell'VIII secolo, ma il rifacimento attuale romanico è del XIII secolo, e nel 1254 partecipò con altri castelli alla fondazione delle chiese "doppie" nelle mura aquilane. La sua importanza come castello fece sì che nel rione Santa Giusta fosse eretta la chiesa di Santa Giusta, che è una delle capoquartieri dell'Aquila. L'interno della chiesa di Bazzano è stato modificato nel XV secolo, ha la bella facciata romanica ricoperta da reticolato di cornicioni e colonnine, il portale lunettato è di tipo benedettino con architrave e stipiti scolpiti da girali, e ai lati ci sono raffigurazioni vegetali e animali. Più sopra due piccoli rosoni ornati da motivi floreali movimentano la facciata, l'interno presenta due navate, dato che la seconda è tagliata, segno che ne esisteva una terza. A sinistra dell'altare c'è un ambone romanico, sistemato in modo da fingere come accesso alla cripta della grotta, e risale alla bottega dei maestri di Guardiagrele, che edificarono anche gli amboni di San Liberatore, Santa Maria in Val Porclaneta, San Clemente a Casauria, San Paolo di Peltuino e San Pelino.
Chiesa di Santa Maria Assunta a Gignanoè la chiesa di una piccola frazione aquilana, quasi annessa al quartiere del cimitero comunale. Non si hanno notizie chiare di questa chiesa, anche se doveva esistere già nel XIII secolo, dato che Gignano fu uno dei castelli fondatori dell'Aquila nel 1254. La chiesa vecchia è stata distrutta nel 2009 ed è stata ricostruita una nuova sede, seguendo il modello del romanico aquilano, con il portale lunettato a tutto sesto e il rosone a raggiera.

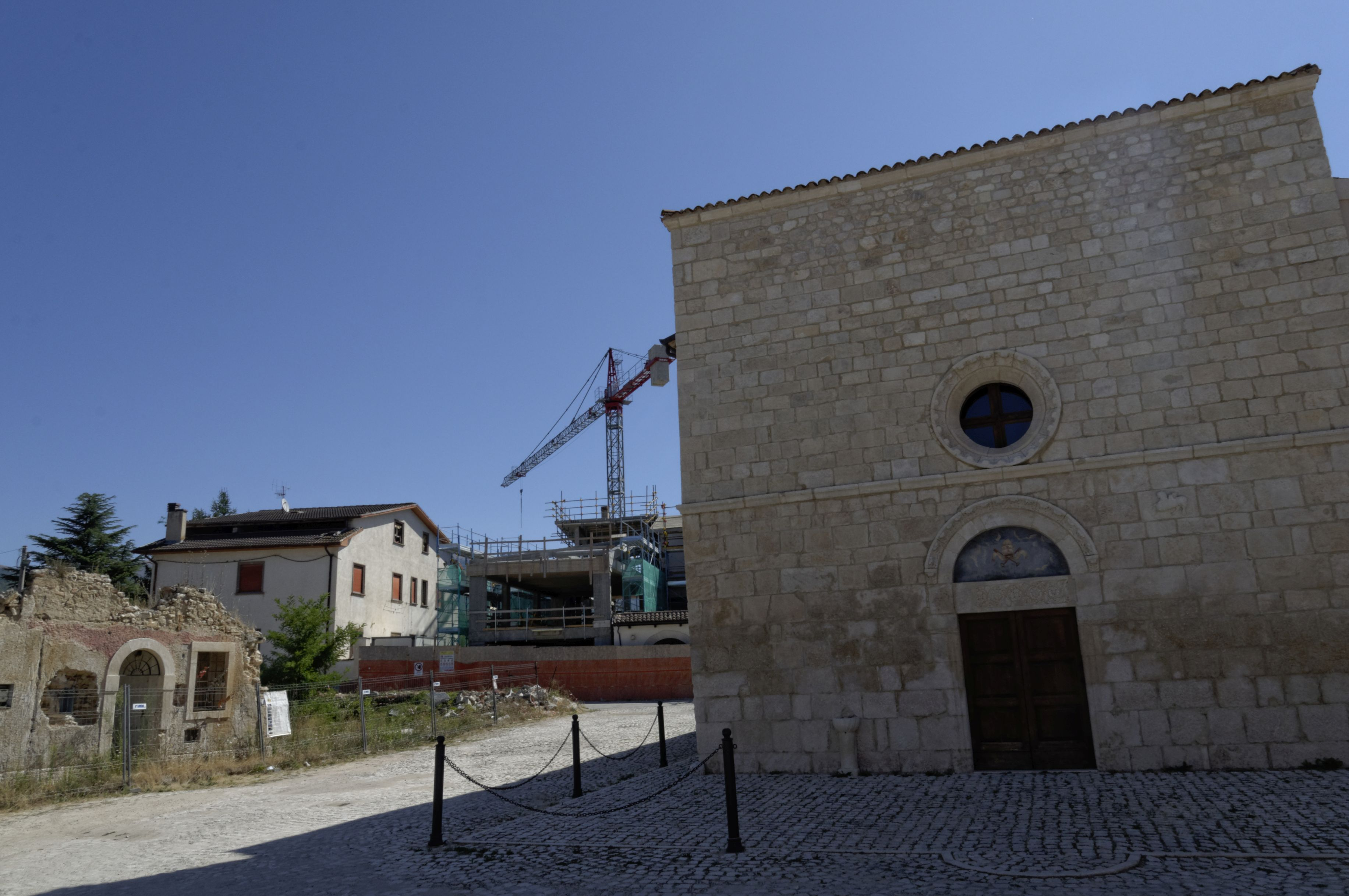
Chiesa di San Pietro a Onna, ricostruita nel 2017

chiesa di San Gregorio Magnochiesa di contrada San Gregorio, risale al XIV secolo, fu ricostruita ampiamente nel XVIII secolo, e infine anche in epoca recente, dato che il terremoto del 2009 l'aveva quasi cancellata. Con i finanziamenti della Russia è stato possibile ricostruire la chiesa nel 2016, anche se sono evidenti i contrasti con l'antica strutture per lo schematismo troppo pronunciato delle forme. La chiesa ha pianta rettangolare, con una facciata divisa in tre scomparti che lasciano intendere la presenza originaria di tre navate, poi ridotte a una sola.

### L'Aquila Ovest

Chiesa di Santa Giusta di Sassa

Chiesa di San Pietro di Preturocostituisce un tesoro d'arte per le chiese aquilane delle frazioni di Ovest, dopo San Vittorino. La chiesa è documentata già nel 1170, l'aspetto attuale della facciata risale al rifacimento romanico del XIII secolo, e l'interno invece è del XV secolo. La facciata si fonde direttamente con il campanile centrale a vela che si innalza con due archi sovrapposti, ed è in pietra concia. Il portale naturalmente è lunettato ed affrescato. L'interno a navata unica ha subito rifacimento tardo rinascimentali, e il catino absidale è riccamente ricoperto di affreschi cinquecenteschi che testimoniano ancora una volta la prolificità dell'arte d'ispirazione popolare pittorica, con storie della vita di Gesù e Maria e l'imponente affresco della Madonna col Bambino.
Chiesa di San Marcoin contrada San Marco di Preturo, si suppone abbia origini medievali, ma l'aspetto attuale risale al XVIII secolo. La facciata è spezzata da cornicione, e la parte superiore è più piccola dell'altra. La parte basamentale è decorata da un portale con cornice a timpano curvilineo spezzato, sormontato dal finestrone centrale con il disegno della Sacra Famiglia. Il campanile turrito termina a vela. L'interno a navata unica è piuttosto sobrio, con volta a botte e nicchie laterali per gli altarini.
Chiesa di San Donato e San Leonardoin contrada Santi Preturo, era un'antica pieve del XII secolo, successivamente ricostruita nel XVIII secolo. Ha un aspetto settecentesco, molto simile alla chiesa di San Marco di Preturo.
Chiesa di Santa Maria Lauretanaa Collettara, è una chiesa molto singolare per l'arte barocca abruzzese. Risale al XVII secolo, ha una facciata divisa da cornicione, e la parte superiore è assai movimentata da un gioco di forme curve a semicerchio, che si alternano con una serie di pinnacoli sormontati da palle, i due verso il centro, e da piramidi, gli ultimi due alle estremità. Sotto il frontone si trova un orologio civico, la porzione maggiore della facciata è bucata da due finestre laterali ottagonali per dare la luce all'interno, e il portale principale è ornato da un fregio dell'architrave con un putto centrale. L'interno barocco è ornato da una tela della Madonna di Loreto col Bambino, affiancata da due angeli che recano doni. Il dipinto è danneggiato dal tempo, ma si tratta di una delle opere ex voto più interessanti della vallata.
Chiesa di San Giovanni Battistain contrada Civitatomassa di Scoppito, risale al Medioevo, ma è evidente il rifacimento novecentesco dell'esterno in stile pseudo-romanico, con facciata a salienti, portale lunettato, rosoncino centrale, e arcatelle e nicchie.
Chiesa di San Pietro o della Madonna delle Grazieè la parrocchia di Coppito, ed è una delle più conservate delle storiche chiese del XIII secolo, senza particolari rifacimenti successivi. Come da consuetudine, la chiesa sorge fuori dall'antico recinto di Poppleto, ha pianta rettangolare, con facciata rivolta a Oriente, divisa in due settori da cornice marcapiano e dall'impiego del materiale. La parte di base ha un portale insolito per le chiese romaniche aquilane, con un architrave triangolare e figure mitologiche in rilievo, forse materiale di spoglio dalla vicina Amiternum, mentre la parte della cornice è ornata da arcatelle cieche. La parte superiore della facciata è in pietra grezza, rifacimento dopo un terremoto, e si conserva la finestra monofora centrale ogivale, fatta nel XIV secolo. La parte retrostante ha tre absidi e un campanile a vela. L'interno è stato abbastanza manomesso, è a navata unica, con soffitto a cassettoni, due nicchie barocche laterali, resti di un affresco tardo cinquecentesco nella controfacciata, e monumentale altare centrale settecentesco.

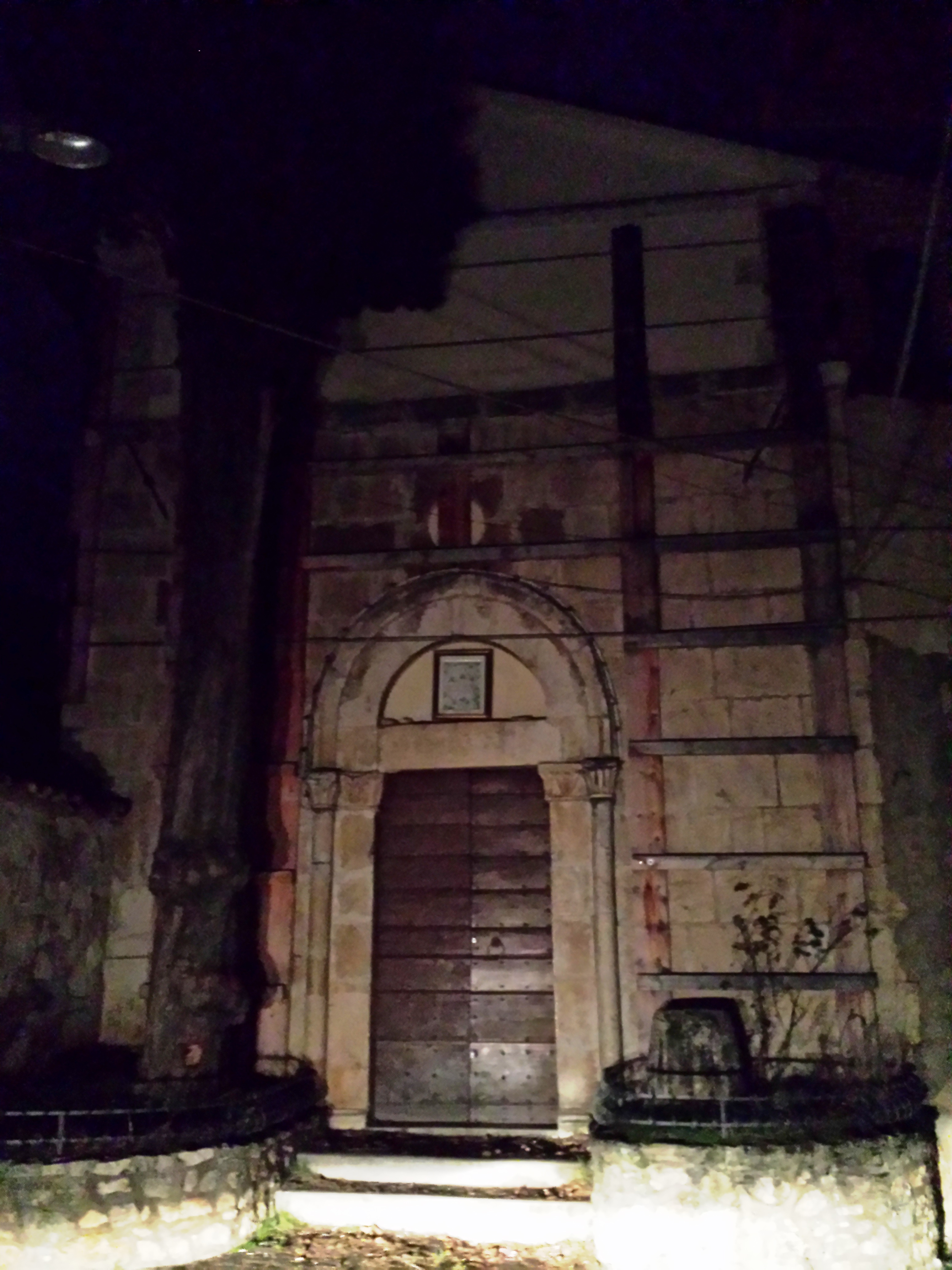
Notturna della chiesa di Sant'Eugenia a Collefracido (anno 2013)

Chiesa della Madonna della Neve del Vetoioè una piccola cappella del XVI secolo, sorgente ai piedi di Coppito, al fianco del fiume Vetoio. La chiesa presenta le caratteristiche tipiche delle cappelle dei tratturi abruzzesi: pianta rettangolare con esterno rivestito corposamente in conci di pietra, portale architravato in pietra con testa di putto, finestrone centrale, e piccolo campanile a vela.
Chiesa parrocchia di Santa Giusta martiresi trova nel centro del borgo sparso di Sassa, in via del Colle. La chiesa risale al XIII secolo, e si presume fondò insieme ai castellani di Bazzano e Goriano Valli la parrocchia di Santa Giusta dentro le mura dell'Aquila nel 1266. L'aspetto della chiesa oggi è prevalentemente barocco, dopo la ricostruzione del post 1703, ha una facciata molto semplice, scandita da cornicione, da un finestrone e portale architravato. L'interno invece è molto ricco, a navata unica interamente ricoperta di stucchi, pennacchi, fregi e paraste con capitelli corinzi. Il soffitto è a cassettoni lignei con lacunari e fioroni, un arco trionfale separa il presbiterio nell'abside semicircolare dal resto della chiesa, ed è anch'esso ornato da paraste e nicchie con statue di angeli, e due pulpiti lignei per le prediche.
Chiesa della Madonna della Stradain zona Santa Maria della Strada: risale al XIV secolo, con facciata in conci di pietra, quadrata alla maniera aquilana, e con portale lunettato a tutto sesto, con affresco.
Chiesa di Sant'Antonioa Colle di Sassa: chiesa barocca con facciata quadrata, finestrone centrale e portale architravato.
Chiesa di San Bernardino da Sienasi trova tra Sassa centro e Pagliare, lungo il viale Duca degli Abruzzi. Chiesa rinascimentale di campagna molto ben lavorata, con facciata decorata da portale architravato e finestrone, a loro volta situati in cornici a girali. Sulla destra del portale si trova la lapide commemorativa dei Caduti durante la Grande Guerra. Il soffitto è a capriate lignee ed è a spioventi.
Chiesa di San Roccoin contrada Pagliare, è una chiesa di campagna molto semplice, del XVIII secolo. La facciata è assai modesta, con il portale preceduto da una pergola.
Chiesa di Santa Maria, San Filippo e San Giacomo Apostolisi trova a Colle di Sassa, ed è una chiesa rinascimentale rifatta nel XVIII secolo, come dimostra il portale architravato con timpano triangolare e fregio centrale del putto alato. La facciata è quella classica con il portale e il finestrone centrale, e terminazione a timpano triangolare.
Pieve di Santa Maria Assunta del Poggiosi trova in cima a Poggio Santa Maria, ed è una delle chiese più antiche di Sassa dopo quella di Santa Giusta. Lo dimostrano alcuni ritrovamenti archeologici, anche se l'aspetto attuale è tipicamente settecentesco. La facciata è a salienti, tripartita in modo da lasciar intendere la presenza di tre navate interne, il portale è rinascimentale architravato, con timpano triangolare, ed è sormontato da un finestrone. Il campanile a vela è attaccato a un alto della facciata stessa.
Chiesa della Madonna dei Ciccagnisi trova a San Martino Sassa, è una chiesa tardo settecebtesca molto semplice, con facciata rettangolare, e portale a timpano curvilineo spezzato.
Chiesa della Madonna del Carminea Genzano di Sassa, è una chiesa moderna degli anni 1950, i cui mattoncini rossi del rivestimento e il bianco della pietra impiegata, compongono una realizzazione in chiave posticcia rievocativa del romanico aquilano. In aggiunta c'è un porticato a nartece che precede l'ingresso, tipico dell'architettura sacra abruzzese, soprattutto delle chiese di campagna, in voga sino al XVI secolo.
Chiesa di Santa Margheritain contrada Menzano, ai confini con la provincia di Rieti, non è possibile stabilire le sue origini. Dall'aspetto, molto rimaneggiato nel secolo scorso, si può capire che forse era una piccola cappella ottocentesca, ma il restauro che ha normalizzato il tutto, rende difficile la catalogazione di uno stile architettonico, che non sia quello assai semplice delle chiese campestri.
Chiesa della Natività di Mariain contrada Collemare, è una cappella di campagna molto semplice, risalente al XVI secolo. Probabilmente doveva essere maggiore, vista la disorganicità dei portali molto grandi rispetto alla costruzione della facciata, tanto che sono state rilevate somiglianze con la chiesa della Madonna del Ponte di Roio, presso il Borgo Rivera, anch'essa rinascimentale ma grandemente rimaneggiata successivamente per i terremoti.
Chiesa della Madonna degli Angeli a Casalinein questa contrada vicino a Menzano, la chiesa si trova in centro, risalente al XVII secolo, con la tipica facciata quadrata, oculo centrale e portale architravato. I restauri ottocenteschi hanno normalizzato la chiesa, con soffitto spiovente, navata unica interna illuminata da finestre laterali, e campanile posticcio a vela sulla facciata.
Chiesa di San Nicola vescovoin contrada Teora, è una chiesa rinascimentale, priva di facciata, perché è frutto di rimaneggiamenti successivi in seguito a distruzioni. La parte che volge verso la strada è in realtà l'abside come dimostra il contrafforte, e l'accesso è dato da un portale con cornice in pietra concia sul lato dia via delle Vasche. Il soffitto è spiovente, il campanile a vela.
Chiesa di San Sabinonella contrada omonima, è una chiesa del XV secolo, che sorge nella parte alta insieme al palazzotto del Signore. La chiesa ha facciata quadrata, oculo centrale e portale architravato, e interno a navata unica barocco.
Chiesa di San Martino dei Colliin contrada Colli, si affaccia sulla piazza. La chiesa è rinascimentale, con la facciata quadrata, ma è stata riutilizzata nei secoli successivi, soprattutto per la lapide commemorativa ai Caduti della Guerra. Ha un oculo centrale e portale architravato.
Chiesa di San Giovanni da Capestranoin contrada Cansatessa, è una chiesa molto semplice, realizzata nel 2010 in forma provvisoria in attesa di una chiesa definitiva da realizzarsi.